# 調景嶺

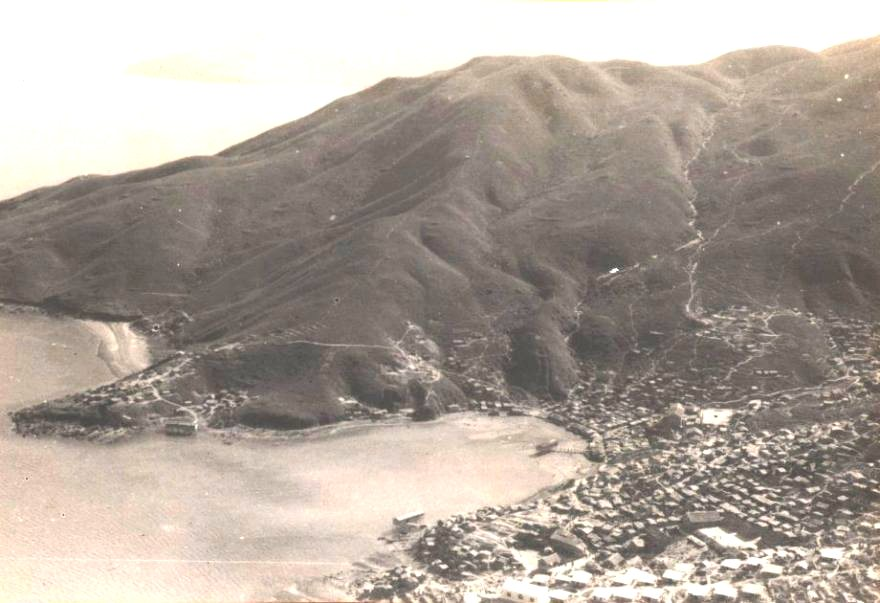
1950年代的調景嶺

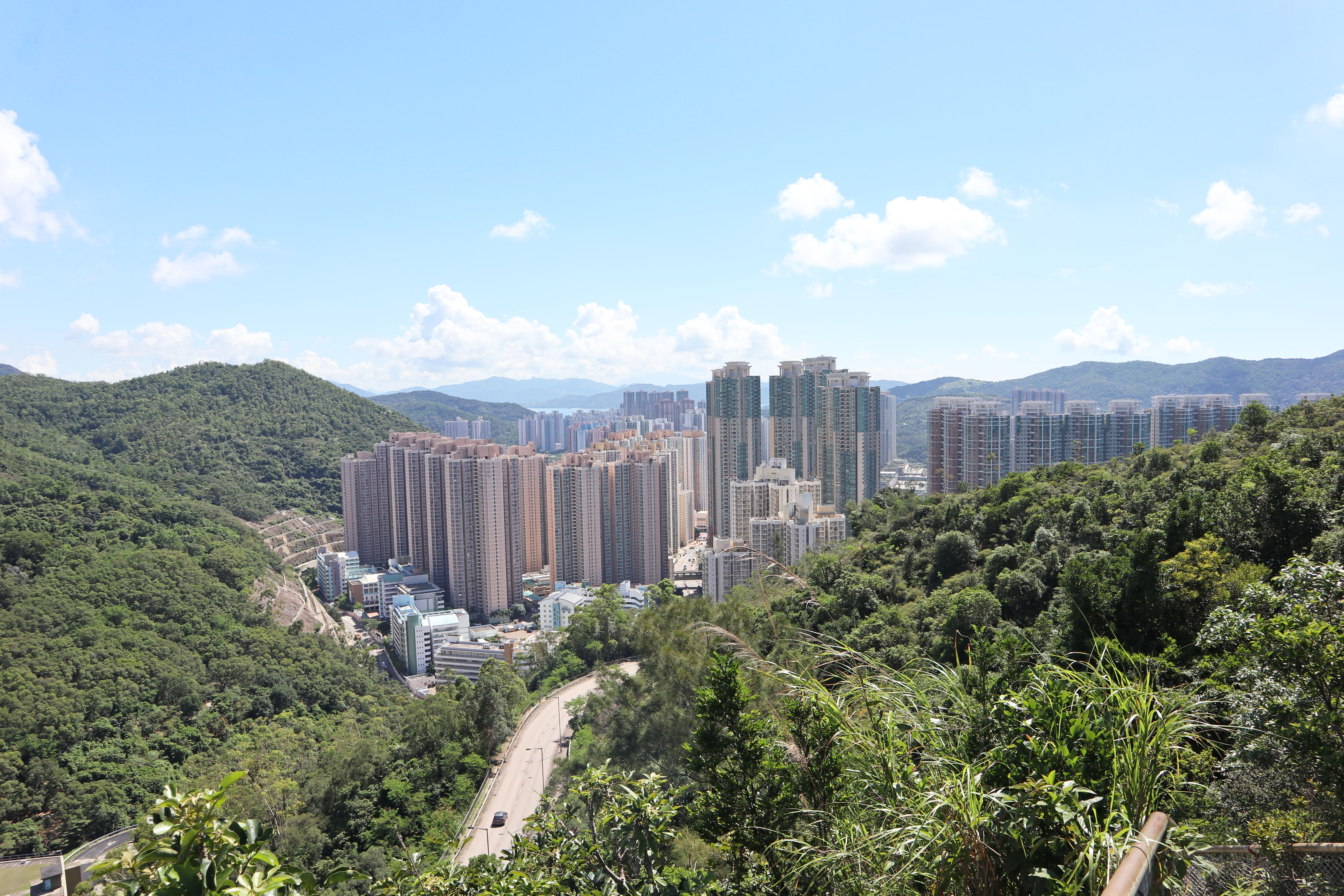
2020年的調景嶺

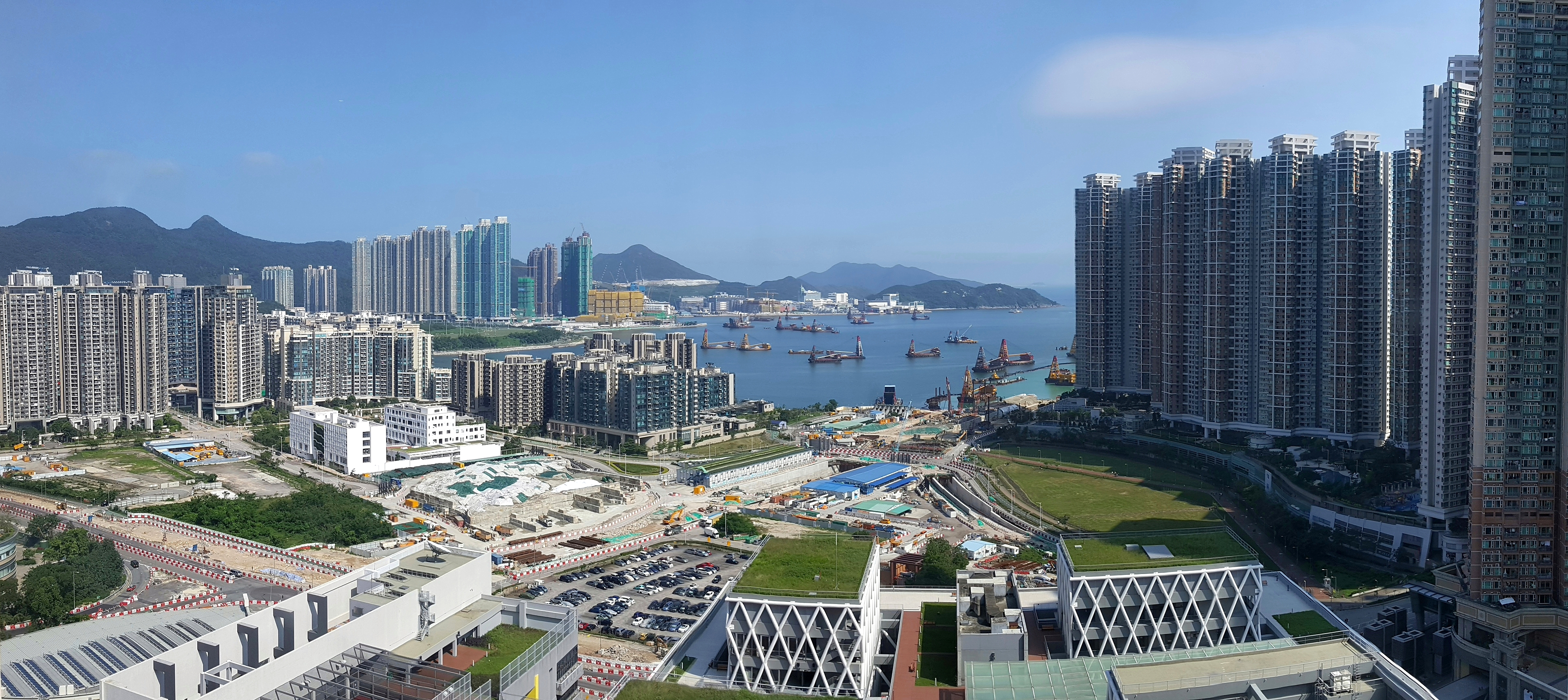
調景嶺遠望將軍澳南

調景嶺（英語：Tiu Keng Leng）位於香港新界西貢區將軍澳西南部，原是寮屋區域，於1990年代填海及爆破平整發展後，成為將軍澳新市鎮的一部份。調景嶺位於將軍澳市中心的西南方，五桂山的東南面和照鏡環山的東北面之間的低地。

## 地理
調景嶺位於九龍半島東隅海畔之鯉魚門以東照鏡環山山麓一帶，北面為五桂山及茅湖山，南面為鯉魚門岬角及藍塘海峽，東邊是填海後的將軍澳市中心。

### 地名來源

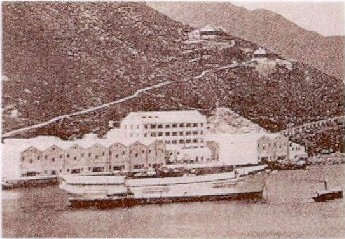
1910年代的倫尼麵粉廠（Rennie's Mill）

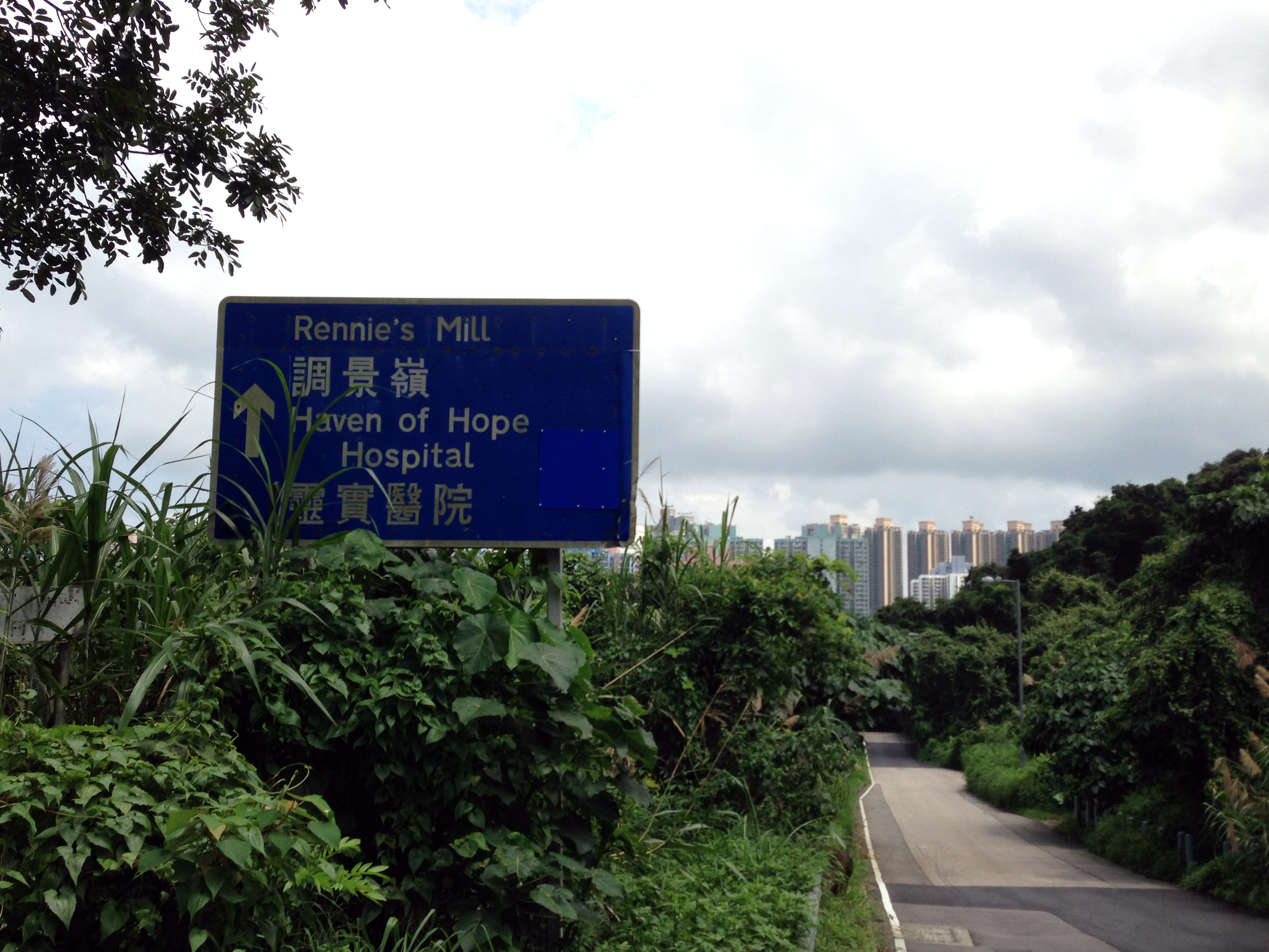
調景嶺英文 Rennie's Mill 的路牌（位於寶琳南路）

位於鯉魚門以北的山名叫魔鬼山，又稱作炮台山，海拔高221公尺，是一個三面環山、一面環海的荒山半島。調景嶺一地可考的最早名稱叫照鏡環山（或作照鏡嶺）；因為該地的海灣規圓如鏡、海面平靜無波，故被當時的蜑家漁民稱作照鏡環，陸上山崗叫照鏡嶺。另一說法，是當時聚居在將軍澳西南面（由三家村天后古廟向將軍澳灣開始）的客家婦女，身穿客家服飾在該地下田務農，頭上帽子因太陽反射而幾可照鏡，故稱為照鏡嶺。照鏡嶺這個名字，遲至英國租借新界之後，才因為一名外籍人士而改變。
1905年一個名叫倫尼（Alfred Herbert Rennie）的加拿大籍洋人退休公務員在該處附近興建麵粉廠，不過麵粉廠於1908年4月倒閉，倫尼並於4月14日投海自盡。有傳聞指他在麵粉廠上吊自盡而死，因此產生「吊頸嶺」這個戲稱。到了1950年代難民遷至該處後，香港政府社會局救濟署署長李孑農取「吊頸嶺」的諧音，改稱為「調景嶺」，有「調整景況」之意。
另一方面該地英文名稱因這間麵粉廠而稱為（倫尼氏磨坊），直至香港主權移交後，才將英語名稱改用粵語音譯（Tiu Keng Leng），但由於歷史原因，仍有部分人稱該處為 Rennie's Mill。

### 填海前

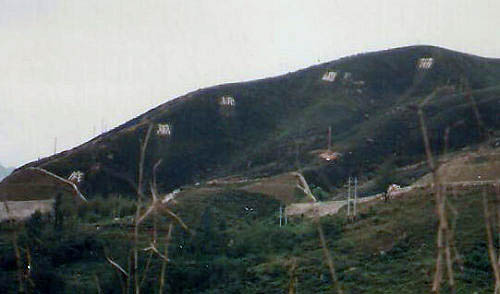
調景嶺山上「蔣總統萬歲」字句

調景嶺營建成初期，該處由北至南劃分為五區，後來則增加設至十二區；該處又因為鄰近魔鬼山（五桂山），又稱魔鬼山半島。該處山頂設有堡壘，早在倫尼麵粉廠興建時已經在。日據時期，日本皇軍曾經在該處的倫尼麵粉廠房用作地區指揮部。
該處山多地少，唯一較大的平地稱作大坪，為倫尼麵粉廠房舊址。在調景嶺營建立後，該處為港九各界救濟調景嶺難民委員會駐營服務處和香港調景嶺中學所在，後來亦設有遊樂場，為該地居民的休閒用地，紹榮鋼鐵於六十年代遷入調景嶺南部，再於1997年遷往屯門南部。
自1967－1973年間，該地村民又在嶺內山腰位置用白油等刻上「蔣總統萬歲」字句和青天白日滿地紅旗，因該區居住著大量第二次國共内戰後，到港的中華民國國軍成員。

## 華永行人徑
華永行人徑（新路：全長約1,500米，闊6米，斜度最大為1:10，需時約為舊路的一半，新路禁止攜犬進入，導盲犬除外），入口位於港鐵（調景嶺站）A2出口翠嶺路附近，單車徑和行人徑右邊有閘門進入，尾段樓梯級已安裝斜板（當局仍鼓勵使用輪椅者用舊路）。

## 歷史
清代嘉慶二十四年（西元1819年）刊行的《新安縣志》還沒有關於今天調景嶺或照鏡環山的任何記載，推斷調景嶺地區是在香港英治以後，人口才有顯著增加。昔日的調景嶺社區，曾經是寮屋的營地，是香港一片獨特的土地，平日該區從碼頭到民居以至學校長年都掛滿青天白日滿地紅旗，旗海飄揚的密度比台灣社區看得到的還要多，當時的調景嶺亦有小台灣之稱。每逢中華民國的節慶日如雙十節或青年節等節日，調景嶺更會張燈結綵，搭建牌樓及舉行盛大的慶祝活動及升旗禮。一片片的旗海，在依山面海的調景嶺隨風飄揚，出入維多利亞港的船隻都會看到調景嶺上在風中飄揚的旗海；1996年清拆之後，社區面貌完全改變，調景嶺見證著香港一直以來政治避難所的角色。

### 倫尼麵粉廠

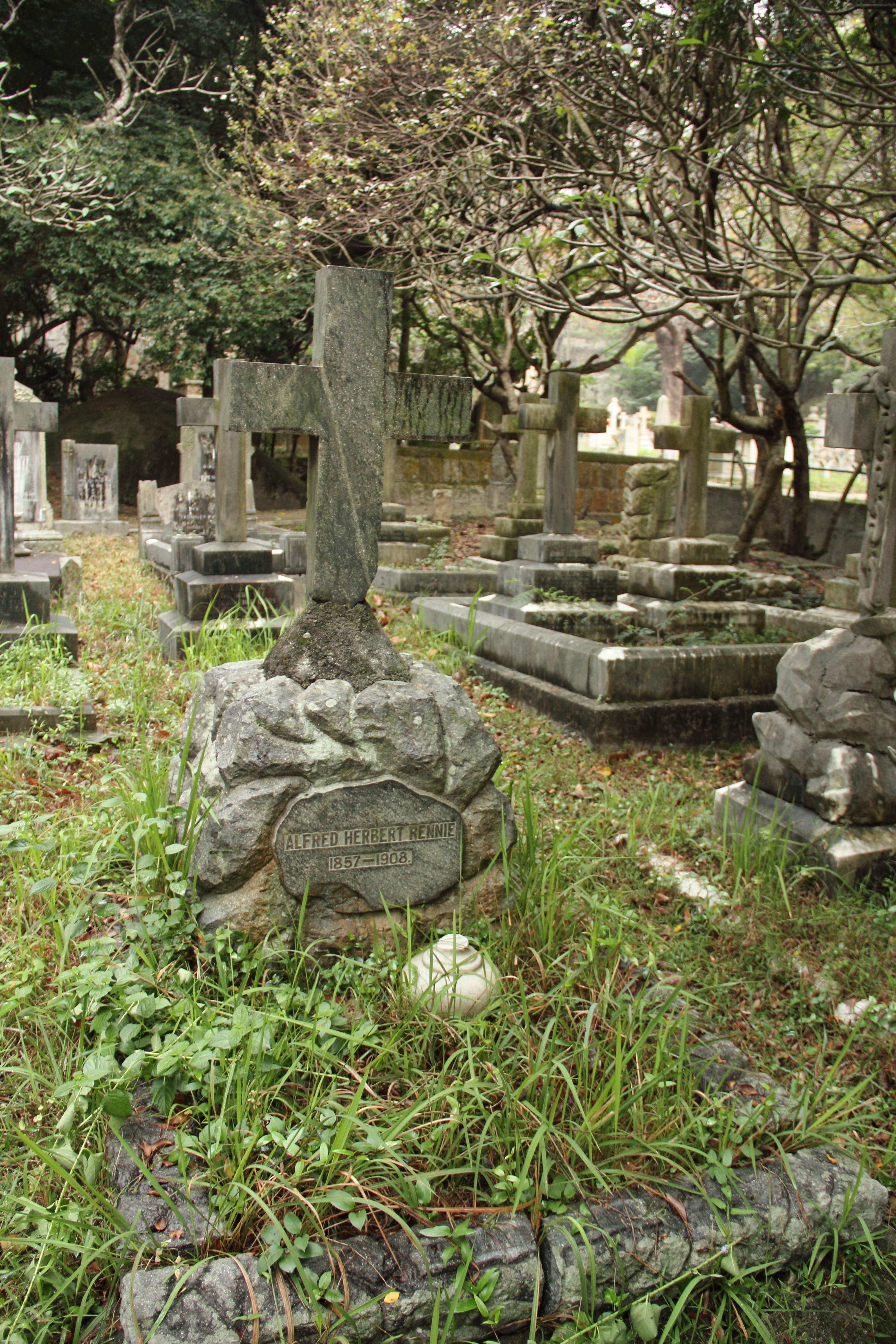
倫尼之墓

20世紀初，香港大部份富豪都是英國人。1905年一個名叫倫尼（Alfred Herbert Rennie, 1857-1908）的加拿大籍退休公務員眼見香港沒有一間像樣的麵粉廠，於是專門由加拿大運送麵粉到香港開設製造麵粉公司，並買下當時位於魔鬼山下照鏡環的一塊平地，在該處興建了一小型磨坊經營麵粉生意。不過卻因為成本過高及質素欠佳而欠下巨債，結果倫尼於1908年4月14日自盡。有指他是在距麵粉廠廠址3公里外的鯉魚門水域跳海自盡，不過又有傳聞指他在麵粉廠上吊自盡而死。倫尼死後下葬在跑馬地香港墳場，墳墓上方為十字架，下方以石塊砌成梯形的基座，墓碑上刻有「ALFRED HERBERT RENNIE 1857-1908」，墓地上的花邊刻有「IN LOVING MEMORY」。倫尼死後麵粉廠即被拆卸，廠址只剩下一大片平地和一個廢棄的碼頭。該地從此以後一直荒廢，無人居住以致野草叢生，荒蕪不已。

### 香港日佔時期
1941年日佔時期，日軍將該處的倫尼麵粉廠房用作地區指揮部，並且在該處嚴刑拷問犯人（例如走私客），嚴重者斬首處決，把屍首拋下岸邊海床。

### 調景嶺營

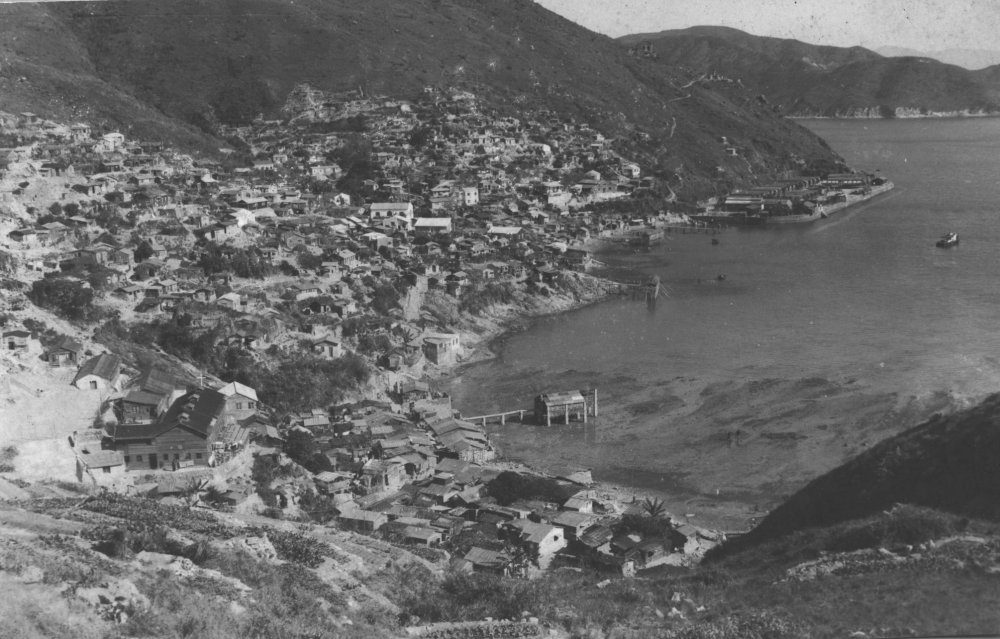
1955年的調景嶺

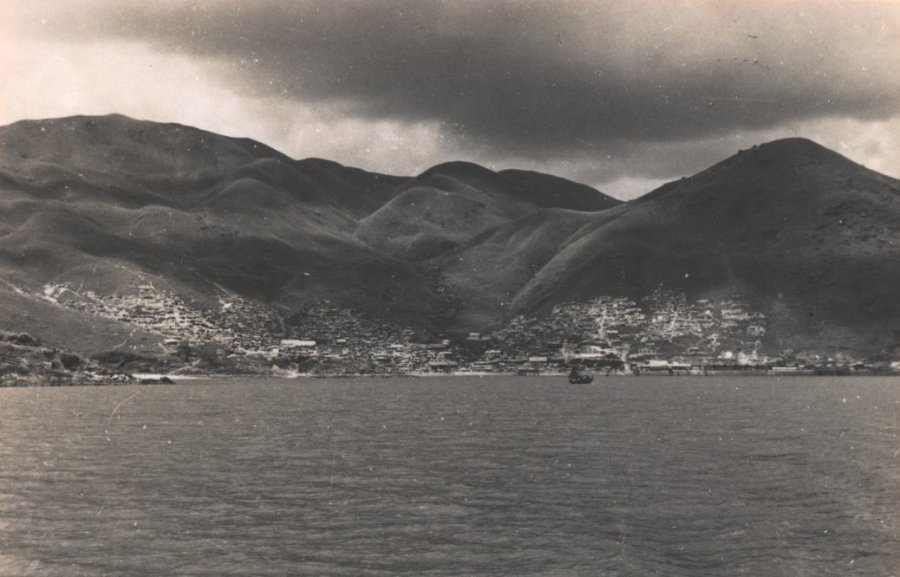
從將軍澳海灣遠眺調景嶺

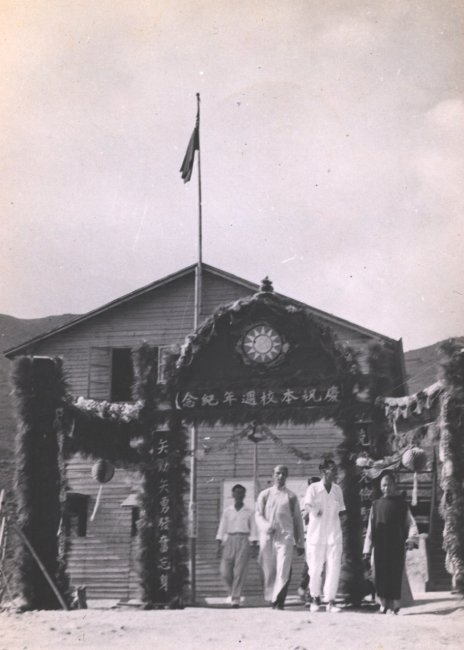
1951年一所學校校慶

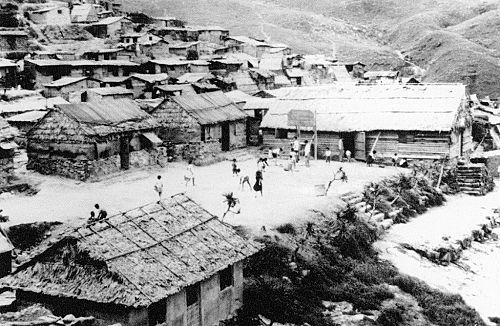
寮屋區建成初期的學校

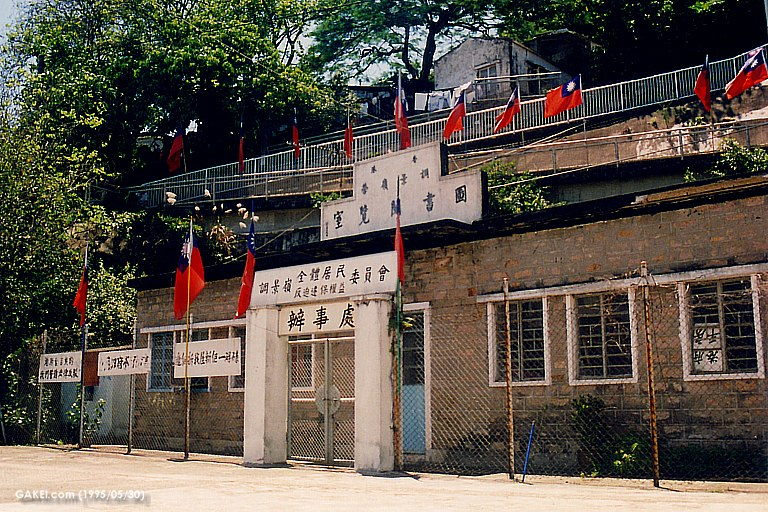
調景嶺營圖書閱覽室及調景嶺全體居民反迫遷保權益委員會辦事處

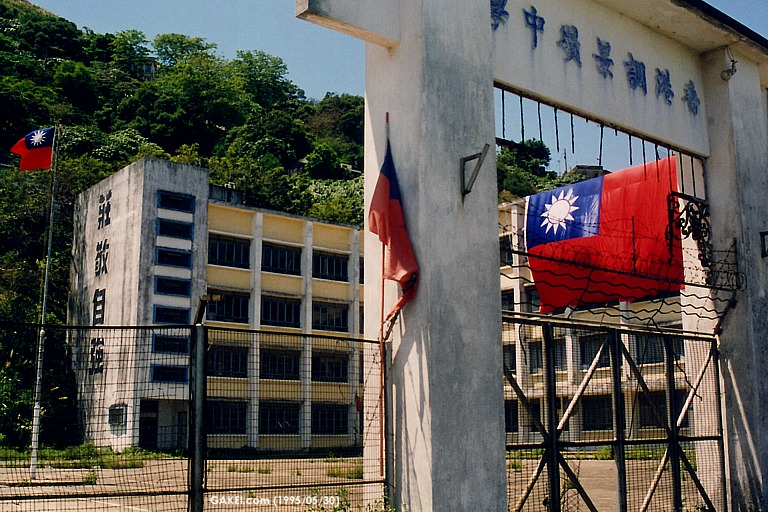
調景嶺中學

1948年第二次國共內戰，戰事由黃河流域蔓延至長江流域，中華民國政府在1949年1月宣佈遷都廣州市，很多戰敗及受傷的中華民國國軍及眷屬隨政府南移到廣東省一帶。1949年年底中華民國政府失守，國軍撤出大陸、退守台灣，不少國軍官兵因未能趕及登上撤退到台灣的船艦以及躲避赤化的大陸人士、原中華民國政府官员和商人湧入香港聚集於九龍半島東部靠海山岡名為「吊頸嶺」的地方，生活異常艱苦。。
香港政府社會局（社會福利署前身）初期曾經將部分難民送往台灣及當時尚由中華民國政府控制的海南島上。而起初到香港的國軍老兵都是居住在當時港英政府安置的香港島西面山區摩星嶺公民村，一些第二次國共內戰失利的國軍軍眷成為難民湧入香港，部分於現時堅尼地城鐘聲游泳棚及加惠台搭建棚屋，依靠行乞或東華醫院救濟，為數多達三千多人。1950年香港政府將他們安置在摩星嶺道域多利兵房及舊機關槍堡壘與兵營內，雖然離市區不遠但頗為荒涼，東華醫院則繼續為難民提供飯菜。
1950年4月18日，香港政府行政局的會議上，擬定於摩星嶺難民營搬遷到大嶼山的梅窩，不過受到當地村民反對。除梅窩外，當年政府建議把難民遷至東涌、長洲等，亦遭到當地居民反對。
然而在1950年6月18日端午節，發生秧歌舞事件。一群約80餘人，當時支持中国共产党的學生前往摩星嶺難民區跳中國共產黨慶祝活動時常用的秧歌舞向中華民國國軍的老兵們挑釁，最後更演變成流血衝突。事件促使香港政府警覺有必要分隔左右兩派人士的勢力範圍。結果一星期後，在6月25及26日社會局聯同警方以兩天時間匆匆地以渡輪分批把6,000多名支持國民政府的難民遷離市區，往魔鬼山邊的一處偏僻荒地棲身，以防衝突再現，即現今的調景嶺。隨後又有不少人徒步絡繹而至，前往調景嶺居住。
當時的難民有七千多人，很多難民都是渴望到台灣的。而香港政府亦同樣希望在台灣的中華民國政府可以接收全部難民，但是基於種種考慮，國民黨政府未有安排全數接收，只在時局稍為穩定時，逐步安排審批各類難民坐船赴台定居。當時的調景嶺位置十分偏僻，更比摩星嶺荒蕪，對外亦無陸路交通，自成一國。該處無電無自來水，連平地都缺乏，由於當時政府認為，調景嶺只是難民暫居之地，並希望這批難民能於兩年內融入社會，否則自行返回大陸。此後十年時間，都沒有為他們提供水電等設施。在一片荒蕪的環境下，難民生活困苦，當時中國大陸災胞救濟總會就為調景嶺提供了生活各方面的安排，實行自力更生，而當地居民也視救濟總會為中華民國政府的代表，做成調景嶺以後幾十年強烈政治意識形態象徵的主要原因，因此調景嶺有「小台灣」之稱。
當時難民救濟事務由港府社會局成立的調景嶺辦公處負責管理。初時在調景嶺「大坪」安置難民，其後興建逾1,000個只以油紙搭建簡陋的A字棚屋，長闊高均約為8尺，每個油紙棚住四到五個人，居住及衛生條件非常惡劣。這次搬遷人數共6,921人，包括5,592名男性，1,329名女性。（據1950年的調查，這六千餘人中，大多數為成年男性，年齡介乎20至40歲之間。16歲以上的婦女只有577人，15歲以下兒童則有610人；傷殘人士1,763人，他們的家屬有477人）居民來自不同省份，當中大半是退伍軍人，但也有不少是政界與學界人士，甚至包括國大代表、立法委員、中學校長等。據說他們一般不會輕易表露過去在大陸的身分。由於營內並無設防，難民們可以不斷進出。及後移入營內人數越來越多，僅不足半年，估計沒有飯票而居往在調景嶺的人口已達五千至六千以上。換言之1950年12月，調景嶺的人口已逾萬人。至1951年8月，據各省同鄉會登記的救濟總人數突破二萬，其中已登記持有飯票者僅約為6,819人。
港府為方便管理有國軍軍人背景的難民，於調景嶺煮了兩年大鍋飯，免費提供膳食。當時從摩星嶺遷入的難民可得到飯票和茶票，由社會局成立的「社會局調景嶺辦公處」在大坪設立膳食大棚，負責為居煮飯炒菜，每天派兩次救濟飯和一壺茶，份量按人頭計算，使生活無助的難民暫時得以溫飽。當時無論難民或政府都以為，飯票制度只是暫時措施，豈料調景嶺後來卻愈聚愈多人。
直到1953年11月底，港府擔心右派勢力坐大，停止為居民派飯。殖民政府停止援助，意味著調景嶺難民營已被棄管。雖然退守台灣的國民政府沒有收容調景嶺的難民，但當時台灣的民間組織中國大陸災胞救濟總會（簡稱救總，現名為中華救助總會）就開始介入調景嶺向難民提供支援，接手派飯的救助，並透過香港商人組織九龍總商會組成港九各界救濟調景嶺難民委員會（港九救委會），亦在營內設立駐營服務處讓中華民國政府透過該處繼續接濟及為居民提供協助。調景嶺駐營服務處成立後，隨即設立了自治辦公室，推行分區自治並引入完善的保甲戶籍制度。
除了救總在此派飯和建屋外，教會也是穩定調景嶺社區的重要支柱，隨著難民逃難的傳教士，在調景嶺開始傳道救濟工作。當時教會與難民的關係極為密切，教會一面傳道一面幫助難民解決生活上的問題。教會對調景嶺的教育貢獻也相當大，信義中學（難童義務學校）為調景嶺內首間學校。在救總和教會的支持下，學校越開越多，五十年代中期，已有十多間中、小學。由於學費得到資助，因此吸引了許多區外的清貧學生到調景嶺讀書寄宿，而且區內的學生高中畢業後，可以直接考取台灣的各大專院校，台灣救總亦提供赴台機票和助學金等福利待遇。教會亦提供就業，教育等大力協助，村內曾設有教堂及多間學校，如香港調景嶺中學（嶺中）、天主教鳴遠中學、小學，慕德中學（前稱調景嶺信義中學）、小學等。基督教靈實醫院亦隨後建立。
居民亦在區內懸掛中華民國國旗，1990年代等待清拆的調景嶺中學校舍掛有青天白日滿地紅旗及巨型「莊敬自強」標語。當時的香港政府亦視此區為特殊區域，並不加以干涉，青天白日滿地紅旗便得以飄揚在此英屬殖民地的上空。

### 調景嶺平房區
踏入1960年，隨著居民出外打工及開始繡花等山寨式手工，生活漸漸改善，並形成倚山而建，橫區而治的獨特社區。隨著生活漸趨穩定，港九救委會便按原有的「飯票」名冊改為發放「米代金」，即是「派米」。當時香港政府在村內只設郵局及消防局，村民自設治安隊巡邏以防當時的左派入村放火及在水源下毒，守望相助，而中華民國政府方面曾安排渡輪接載傷殘士兵及部分退役國軍歸返台灣。調景嶺因為得到救總的支持，從難民營漸漸地發展成一個小社區。
1961年5月，香港政府有見該區的居民已能自理便決定強制接管難民營，並派當時管理木屋區的徙置事務處「寮仔部」逐家逐戶登記，其後就不准再擴建，打算將該地轉為徙置平房區管理。當時政府打算將調景嶺發展為徙置區，欲將調景嶺營改建為調景嶺村加以管理，並興建七層高的住宅大廈。同年6月5日遭到居民激烈反響，並發起罷市罷課等合法抗爭行動，反對將調景嶺發展為徙置區。後來徙置事務處長莫理臣為安撫民心，遂以公開信承諾讓原居民無限期居留及使用該地，雙方才達成共識，於是政府便為區內居民登記個人資料，正式給予調景嶺居民一個香港居民的身份。調景嶺與世隔絕的境況終於得到解決，政府開始供水供電和開闢道路，方便居民可以往來九龍市區。同年調景嶺警署（即現時位於寶琳南路的普賢佛院）建成，設在山腰上，巴士總站位於警署附近。
在1964年，位於調景嶺大坪海邊的郵政局及消防局正式成立。此前調景嶺的郵政事務屬於對岸港島區筲箕灣郵政局的服務範圍，該郵政局定期派出郵差從西灣河經水路到調景嶺為居民提供郵政服務。調景嶺郵政局成立前，筲箕灣郵政局規定凡於調景嶺村寄出或寄入的信件，信封上必須以中文或英文註明「筲箕灣轉往調景嶺村」，英文則為。
到了1970年，大部分居民都無需倚賴米代金維生，救委會便向居民進行經濟審查，只向有經濟困難及長期病患者發放補貼金，一直至清拆才終止。
寮屋區清拆前的調景嶺具有很濃厚的政治色彩，調景嶺各學校於每年10月10日都會放假及全村舉行儀式慶祝中華民國雙十國慶，並慶祝其他中華民國節日（如紀念黃花崗起義的三二九青年節、蔣公誕辰紀念日、國父誕辰紀念日等）。嶺內亦長年掛起青天白日滿地紅旗，港英政府並不干預這些活動的進行。在清拆前的時期調景嶺內學校以至大街小巷、幾乎每家每戶更長期掛起旗幟，從遠處觀看猶如一片旗海，規模遠較當時台灣的為大得多。
大部份難民最初只視香港為過境地方，“反攻大陸”或是轉到台灣才是他們的目標。很多難民都想不到調景嶺一住就是近半世紀，他們也正式融入了香港社區。

### 寮屋區清拆及開發工程
為配合將軍澳新市鎮的發展，調景嶺區域早於1980年代已納入「將軍澳第三期發展計劃」。然而，由於香港機場核心工程及擴建葵青貨櫃碼頭預計開資龐大，政府無力承擔，並曾一度打算將發展計劃押後。因應房屋需求，政府於1989年決定將調景嶺開發工程委託予香港房屋委員會進行，以減省開支。至1995年4月4日，政府正式宣佈清拆調景嶺寮屋區，居民遂派代表與政府談判，指出殖民政府1962年接管時，曾答應在1962年以前入住的原居民可無限期定居，於是居民便控告政府，要求得到合理賠償。最終原居民勝訴，可獲得額外120%的賠償金。寮屋區在1996年4月至7月期間清拆，7月26日上午九時，調景嶺上最後一面的青天白日滿地紅旗被降下，意味調景嶺的民國派勢力正式結束。所有居民在政府賠償下，被遷徙至其他地區，約有6,500名調景嶺平房區居民獲安置入住公共房屋，當中很大部份的人都遷進厚德邨德安樓及德裕樓。直到現在，他們還過著跟從前在調景嶺一樣的守望相助的生活。
調景嶺清拆工程由祥記馮祥負責，在1995年－1996年期間進行。及後，調景嶺開發工程於1996年尾正式動工，由中國建築承建，涉及將調景嶺V型的山坡，通過爆破方式平整為數個平台，並包括部分填海工程。整個爆破工程於1999年完成，隨後開始興建各項基建及建築工程。當中，部分座落於於調景嶺大坪舊址的彩明苑，是此區域內第一個完工的公營房屋項目。

### 清拆前交通

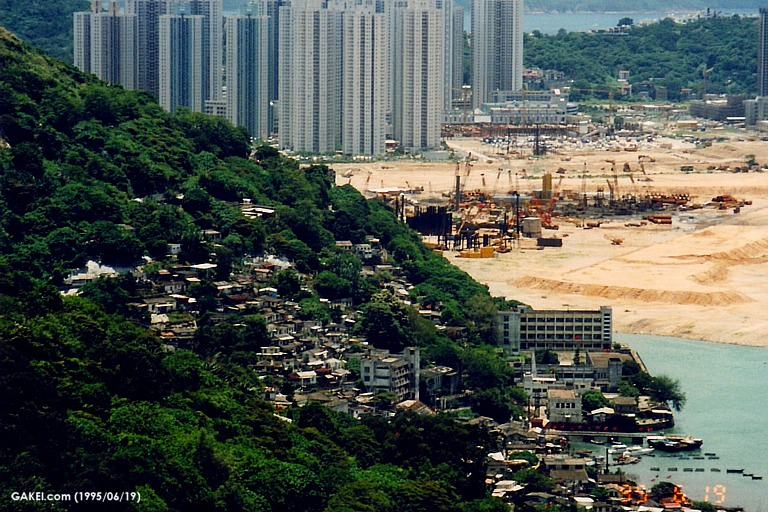
1995年清拆前的調景嶺（遠處為已落成的將軍澳新市鎮（已包括坑口一帶頌明苑及安寧花園）及仍在填海中的將軍澳市中心）

當調景嶺難民營建立後，才陸續建立對外的交通管道。基於補給需要，村民極需要一條由村子伸延至鯉魚門的山路；村民謝御群自發率領一班年青人，在沒有先進工具的情況下，花了五個月時間，在荒山野徑中開闢一條直達鯉魚門的山路，利便村民，稱為「謝公路」。然後1956年「香港航安小輪公司」開闢往返調景嶺大坪碼頭至西灣河碼頭的航線，每半小時一班。靈實肺病療養院（即靈實醫院前身）創立後，為方便交通，該院於1955年開始自行修建車路，接續安達臣道通往九龍市區，落成後以當時於調景嶺事奉之惠施霖牧師（Rev. Sterling Whitener）之妻惠寶琳師母（Barbara Brown Whitener）之名命名為「寶琳路」（調景嶺段的寶琳路，在寶琳北路落成後改稱寶琳南路）。第一條服務調景嶺的巴士路線為九巴路線30，於1962年1月1日起投入服務，當時往來九龍城碼頭至調景嶺（總站設在調景嶺警署旁，即現時位於寶琳南路的普賢佛院），1967年2月20日縮短至彩虹，在六七暴動時暫停服務，直至1971年12月20日才重投服務，是暴動前路線最遲重投服務的一條，1973年7月16日起更改編號為90。
由於90途經的安達臣道，路面崎嶇不平，長久以來都是以亞比安 Chieftain CH13AXL掛帥，但亞比安車齡較高，需要另覓合適的巴士取代，加上要與往來觀塘及調景嶺專線小巴10（1981年10月16日刊憲招標，由李強企業投得，於1982年3月28日起投入服務）及10A線（1982年11月15日起由10線分拆出來）競爭，1987年9月19日全線改派豐田Coaster 24座空調小巴行走，是首條由全普通轉為全空調服務而沒有更改編號的非啟德機場路線，意外地令調景嶺成為機場以外首個有全空調巴士服務的地區。1989年6月20日起增設經四順及秀茂坪的 290線 (第一代，非現時的 290)。為方便居於調景嶺的學生往來將軍澳的學校，在1989年11月20日起增設平日上下課時間90更提供往寶琳的特別服務，在1993年9月1日延長至坑口，以循環線運作。
90線在安達臣道及寶琳南路是不設分站，不過乘客如欲上落時，上車時可在任何一個合適的地方截停車輛便可登車，而下車時只需按下車鐘，車長亦會在合適的地方停下來讓乘客下車（與小巴的上落客模式一樣，至今仍在非專線小巴中保留）。這項安排在以前的郊區巴士路線很常見，現時已不復見。
在1982年，將軍澳新市鎮正式發展，當年規劃發展將軍澳已經列明會清拆調景嶺。1995年4月4日，政府正式宣佈清拆調景嶺，作為將軍澳新市鎮第三期發展一部份，原址用作興建約12,000個公屋及居屋單位，大部份居民自此陸續遷出。290線在1996年10月13日永久停駛，一週後（10月20日）90線及專線小巴10A線亦停止服務，後者轉型為前往寶林慧安園的專線小巴10M線（而10號線早於1990年5月20日停辦）。調景嶺舊區的至此可謂告一段落，現在「小台灣」的一切遺跡皆已消失殆盡，只餘山上的調景嶺警署（今改作普賢佛院）仍然屹立，見證調景嶺冷戰以來近半世紀的滄桑。

## 遺跡

### 前調景嶺警署

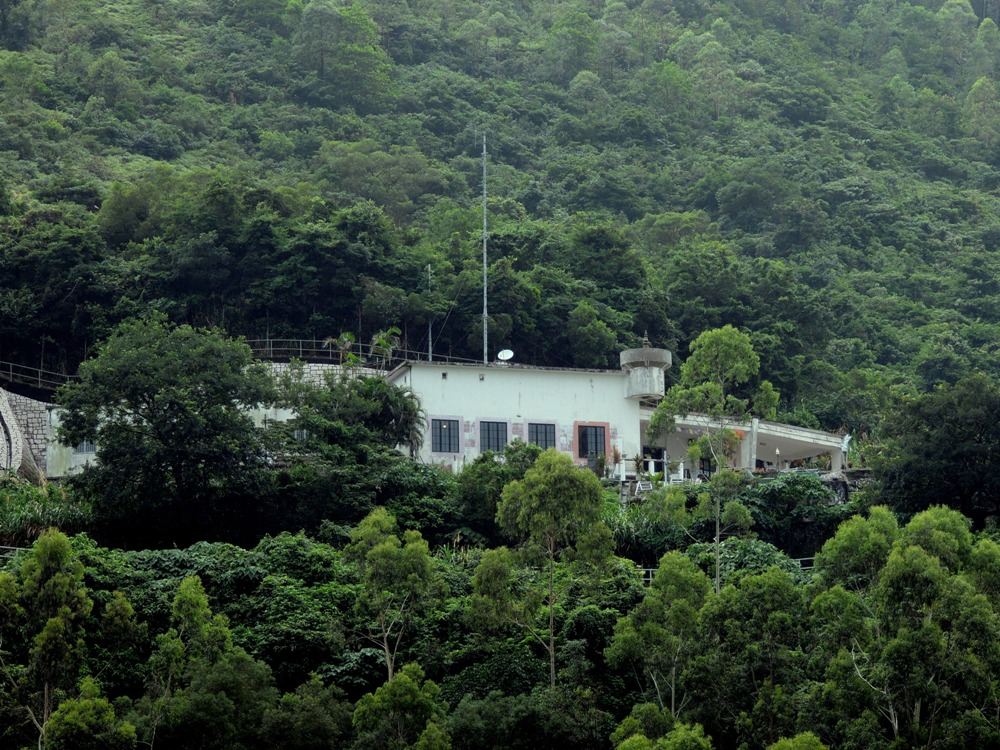
前調景嶺警署

在調景嶺寶琳路盡頭（將軍澳發展寶琳北路後，改稱寶琳南路），警署在調景嶺高處，設有哨崗，可居高臨下，監察整個調景嶺的治安。數十年來，警署大閘旁邊有一處供奉觀音位置，至今仍在。往調景嶺的九龍巴士90線，在警署外落客後，調頭到調景嶺巴士站接載下一班的乘客。警署部份房間現租予普賢佛院，作為宗教場所之用，在佛教節日或相關節氣日子時，有宗教聚會及法事。佛院內供奉了部分國軍的靈位。其餘房間則空置。

### 前區域市政總署西貢區防治蟲鼠組員工宿舍
為於寶琳南路，是設立徙置區後的兩層高建築物。

### 前調景嶺碼頭石躉
調景嶺碼頭石躉在1999年拆卸，其中四個石躉其後擺放在健明邨明星樓同明宙樓之間的「水飾園」。

### 白石柱

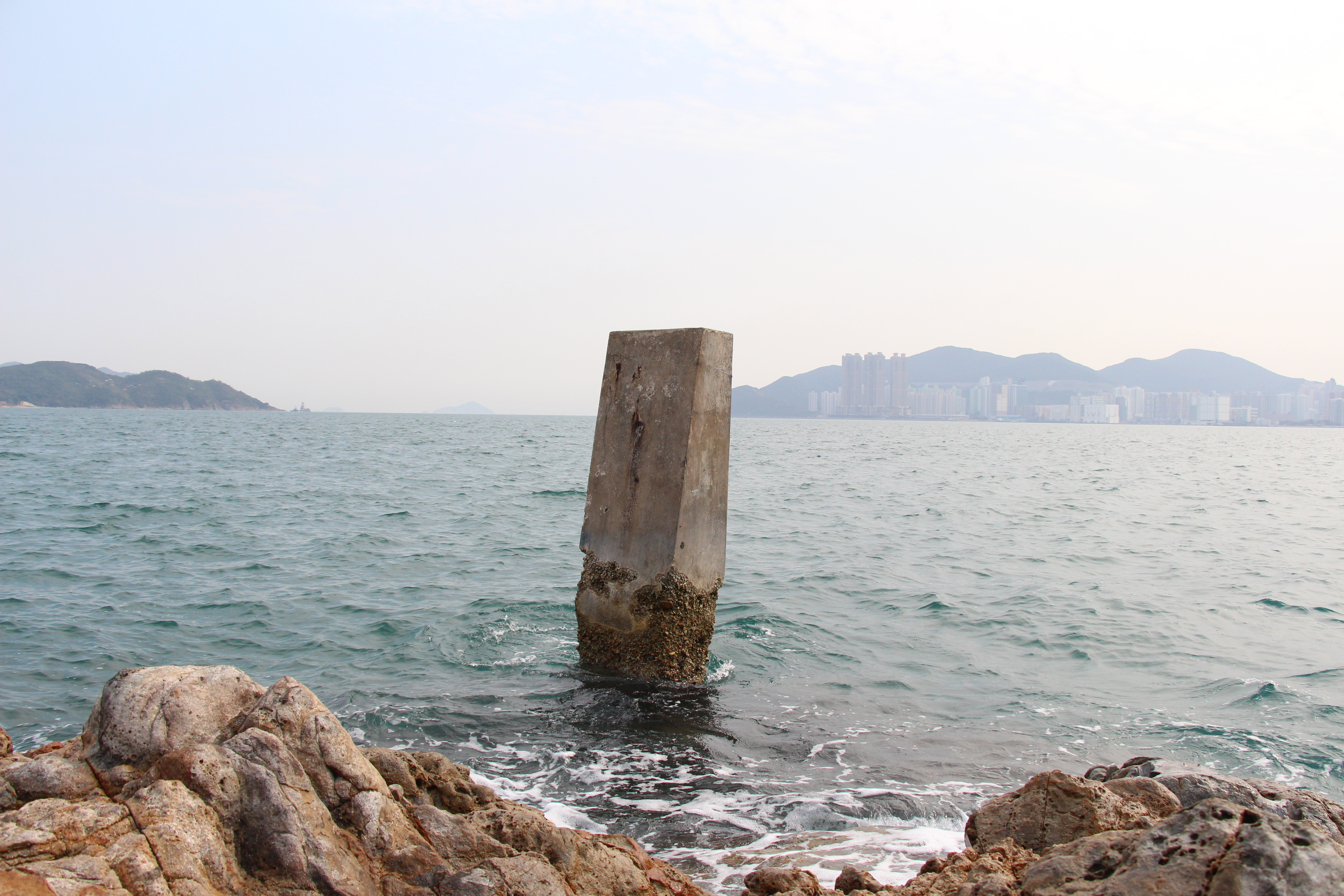
調景嶺白石柱

調景嶺石灘旁樹立了條石柱，居民一般稱為白石柱。是數十年來調景嶺的居民，尤其是青少年游泳、捕捉海產、垂釣、玩樂及休閒的地方。另外，亦相傳曾是日佔香港時的刑場之一。
將軍澳－藍田隧道建成，按現時的建議方案，隧道的將軍澳出口就在白石柱旁邊，工程可能會令將軍澳的天然海岸線減少，會否影響白石柱，暫時未知之數。

## 現況

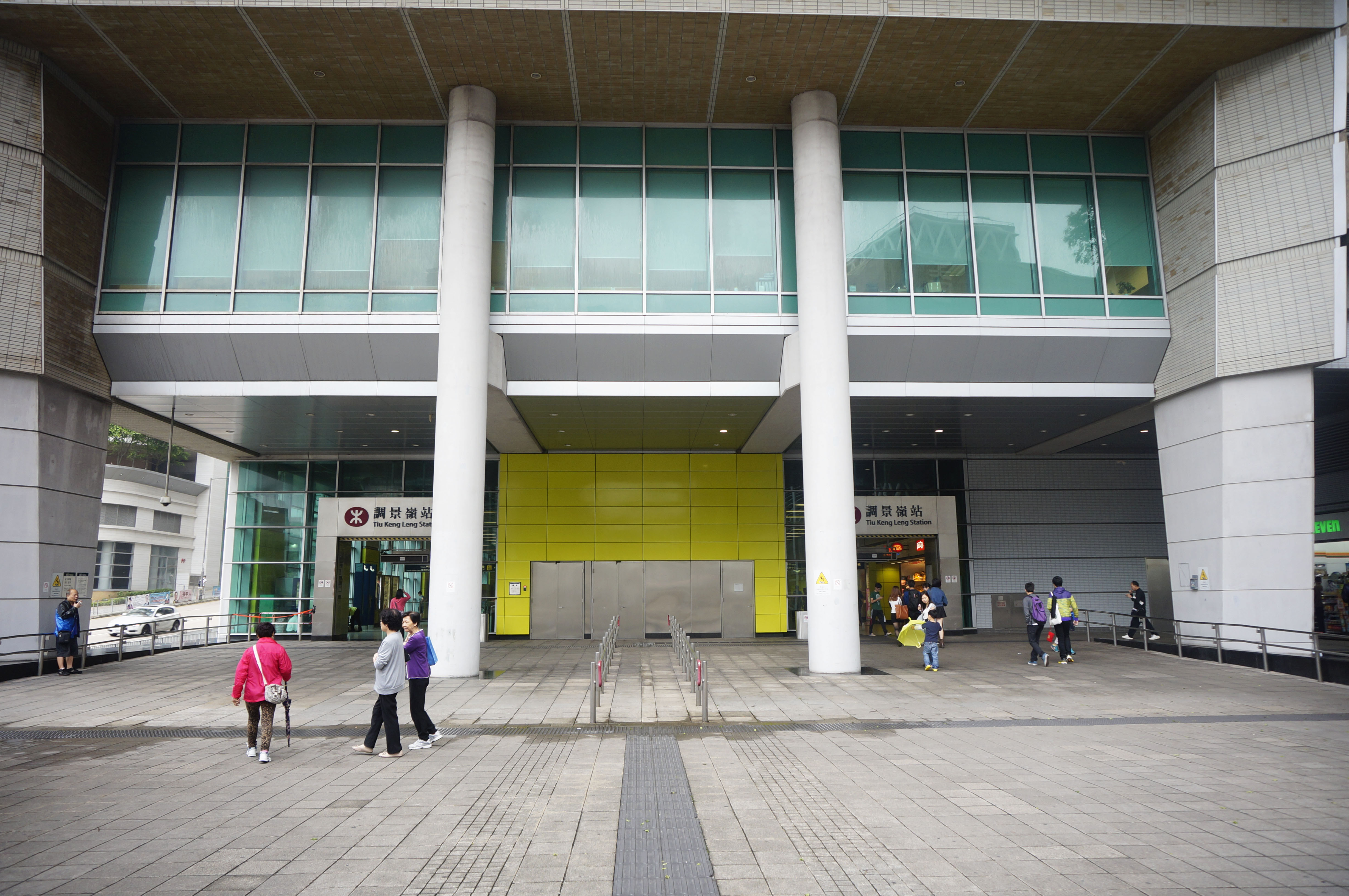
港鐵調景嶺站

調景嶺原址目前為健明邨、善明邨、彩明苑、調景嶺站上蓋物業私人屋苑都會駅與城中駅，以及明愛白英奇專業學校和明愛專上學院。而前紹榮鋼鐵廠原址現為私人住宅維景灣畔，昔日的調景嶺碼頭大約為現時彩明商場的位置。區內原設有的調景嶺中學在1994年調景嶺清拆之前已遷往康盛花園並改名為景嶺書院，而天主教鳴遠中學（現為明愛專上學院）及慕德中學（現佛教正覺中學）皆遷往厚德邨。
如今調景嶺交通方便，港鐵觀塘綫和將軍澳綫均途經調景嶺站，調景嶺站亦是觀塘綫唯一位於新界的車站，亦是觀塘綫的總站。該區大部分巴士路線目前主要由城巴及九巴經營，首條巴士路線是已取消的新巴796A線，而將軍澳藍田隧道更連接東區海底隧道，以達致分流之用。
區內有將軍澳南海濱長廊，連接調景嶺至日出康城，長廊設有行人路及單車徑，近北端建有跨海行人橋（稱為北橋）連接將軍澳市中心。

### 街道

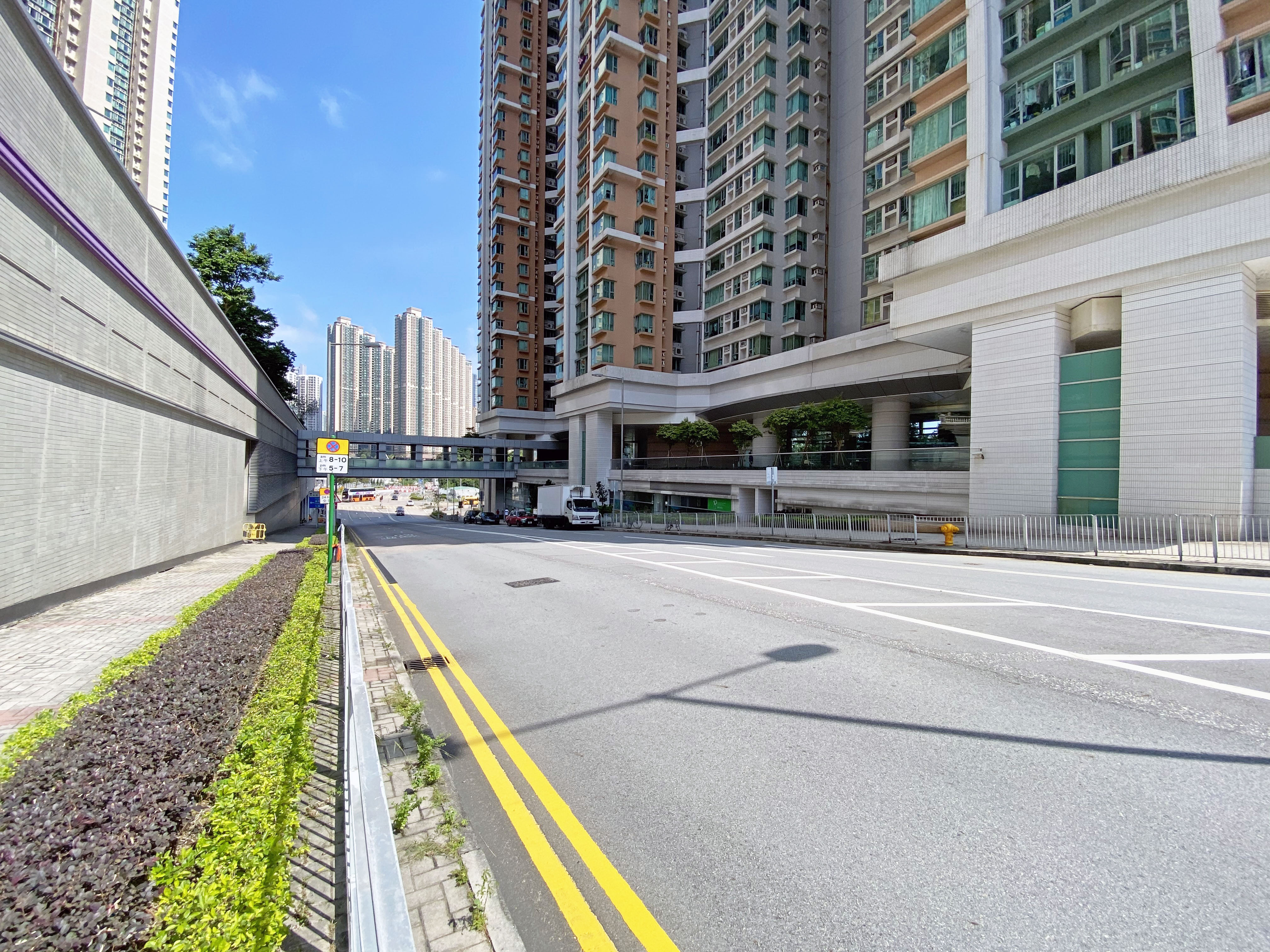
翠嶺路
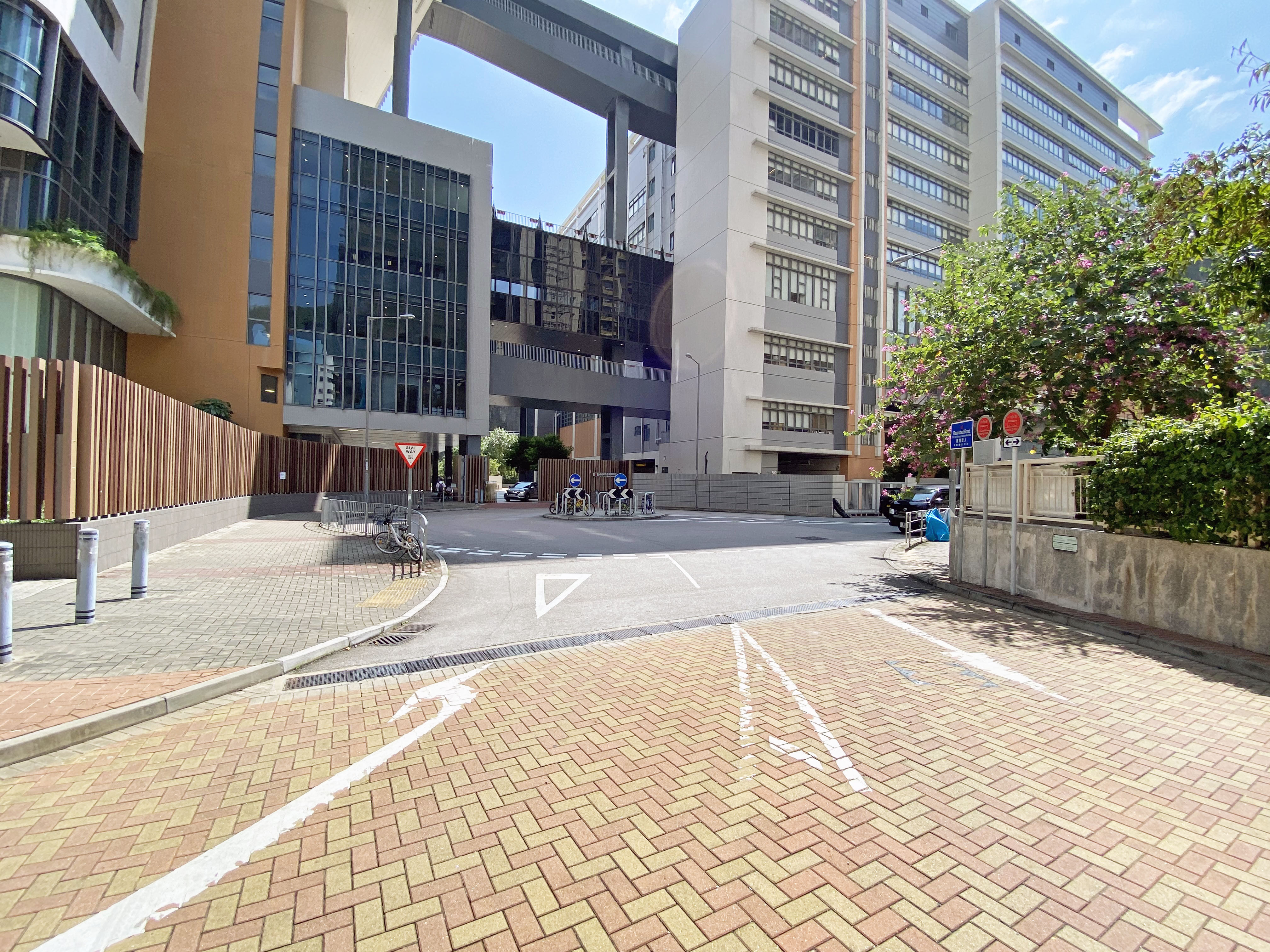
翠嶺里
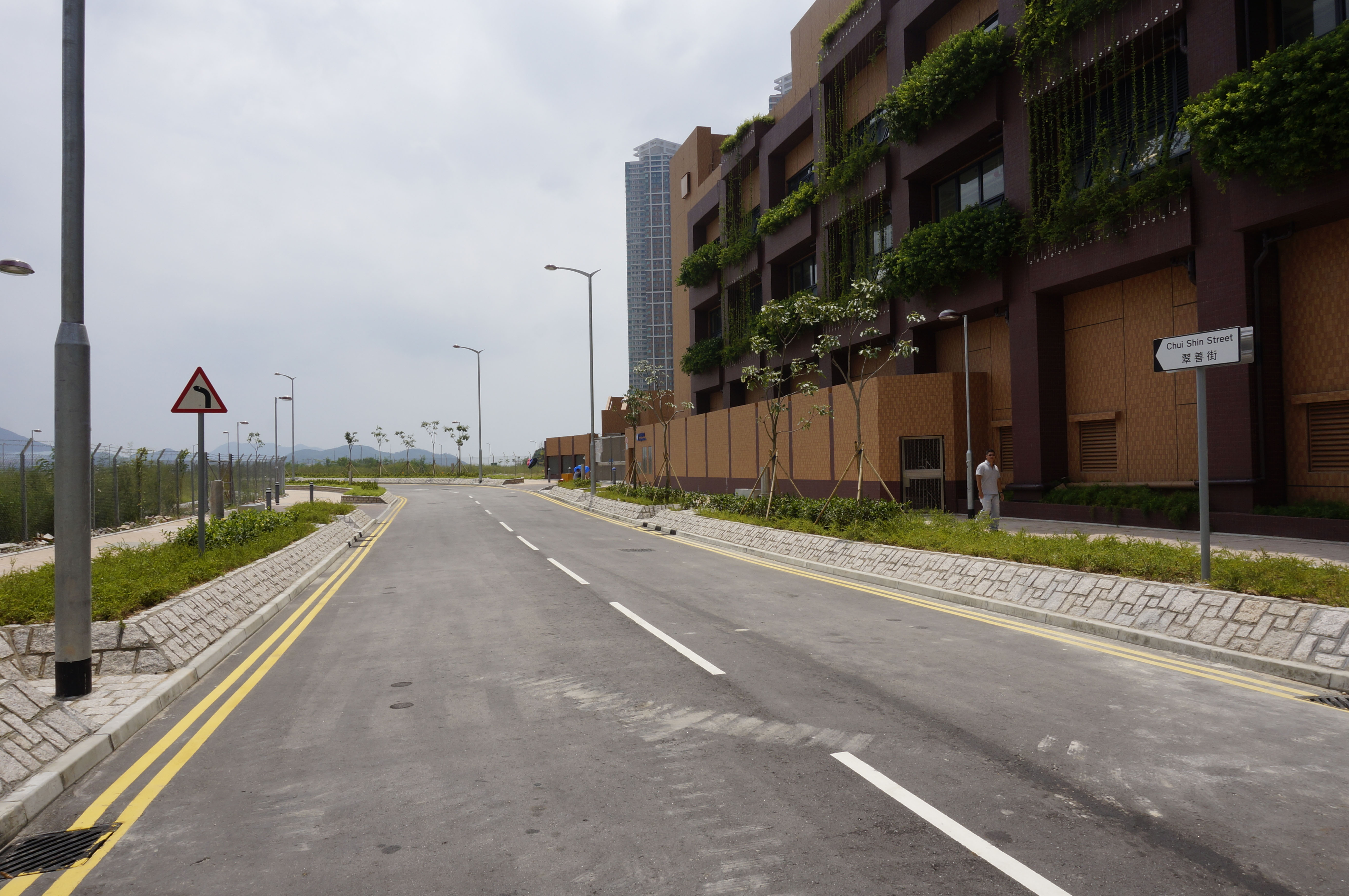
翠善街
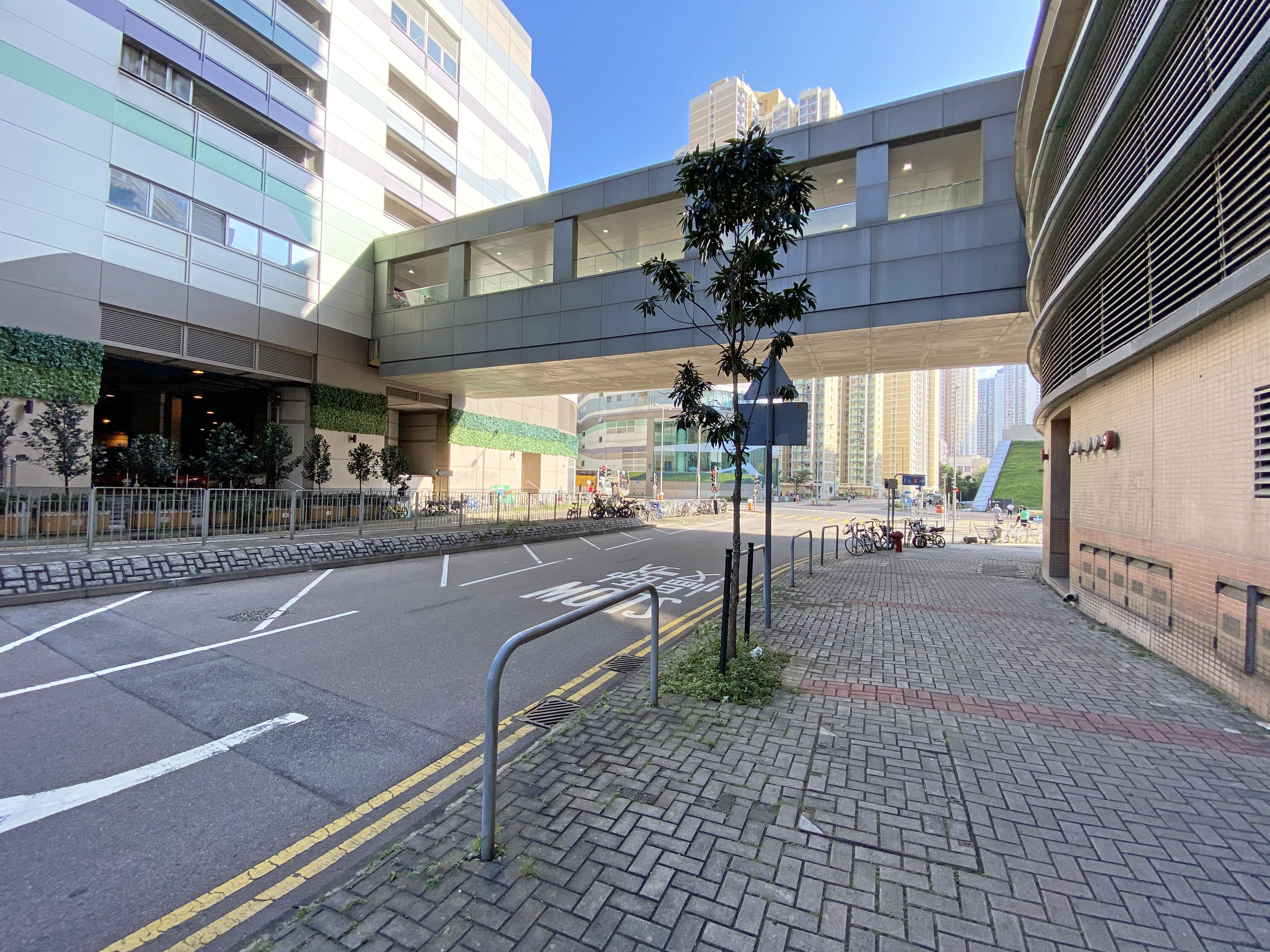
彩明街
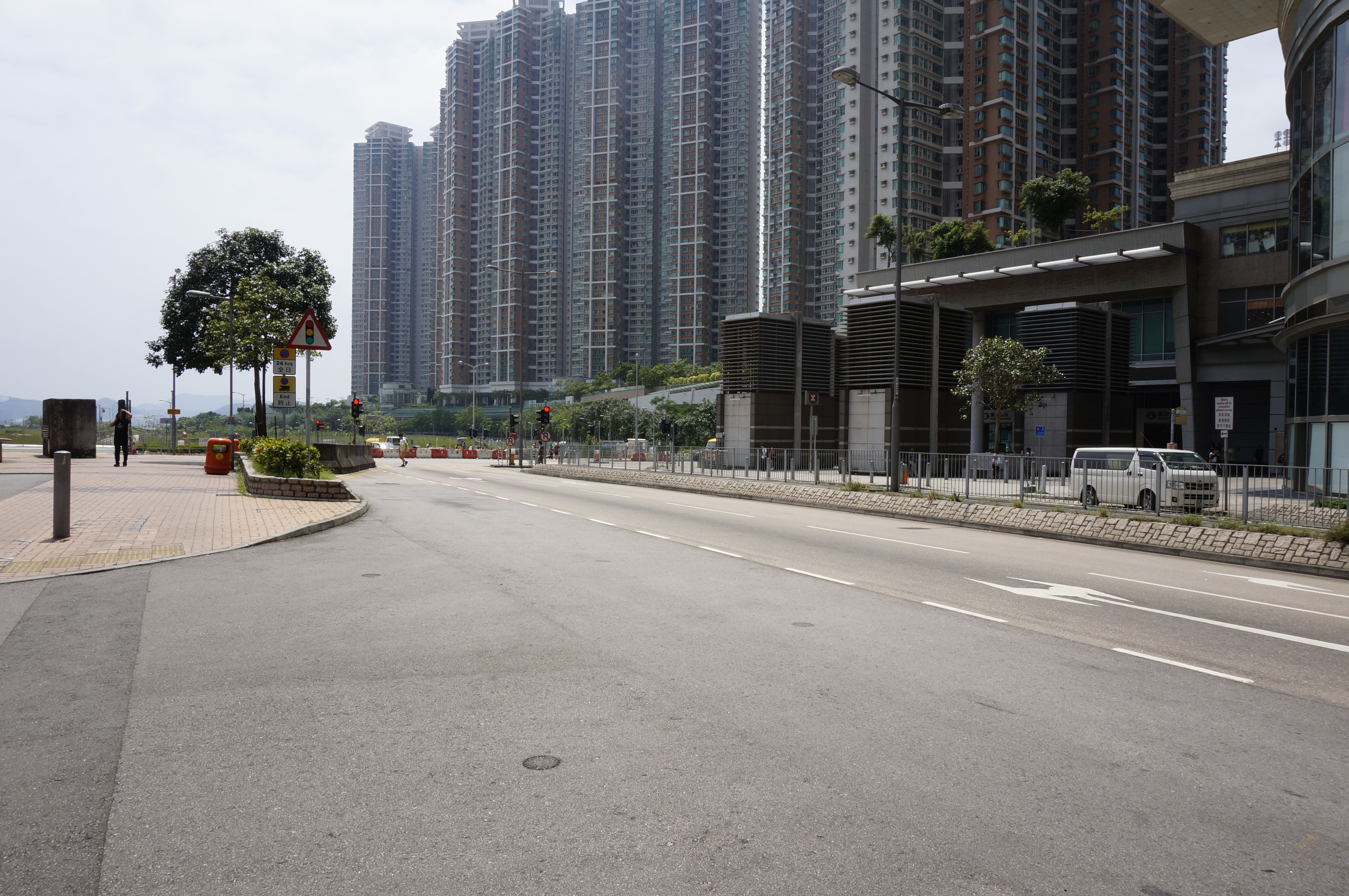
景嶺路
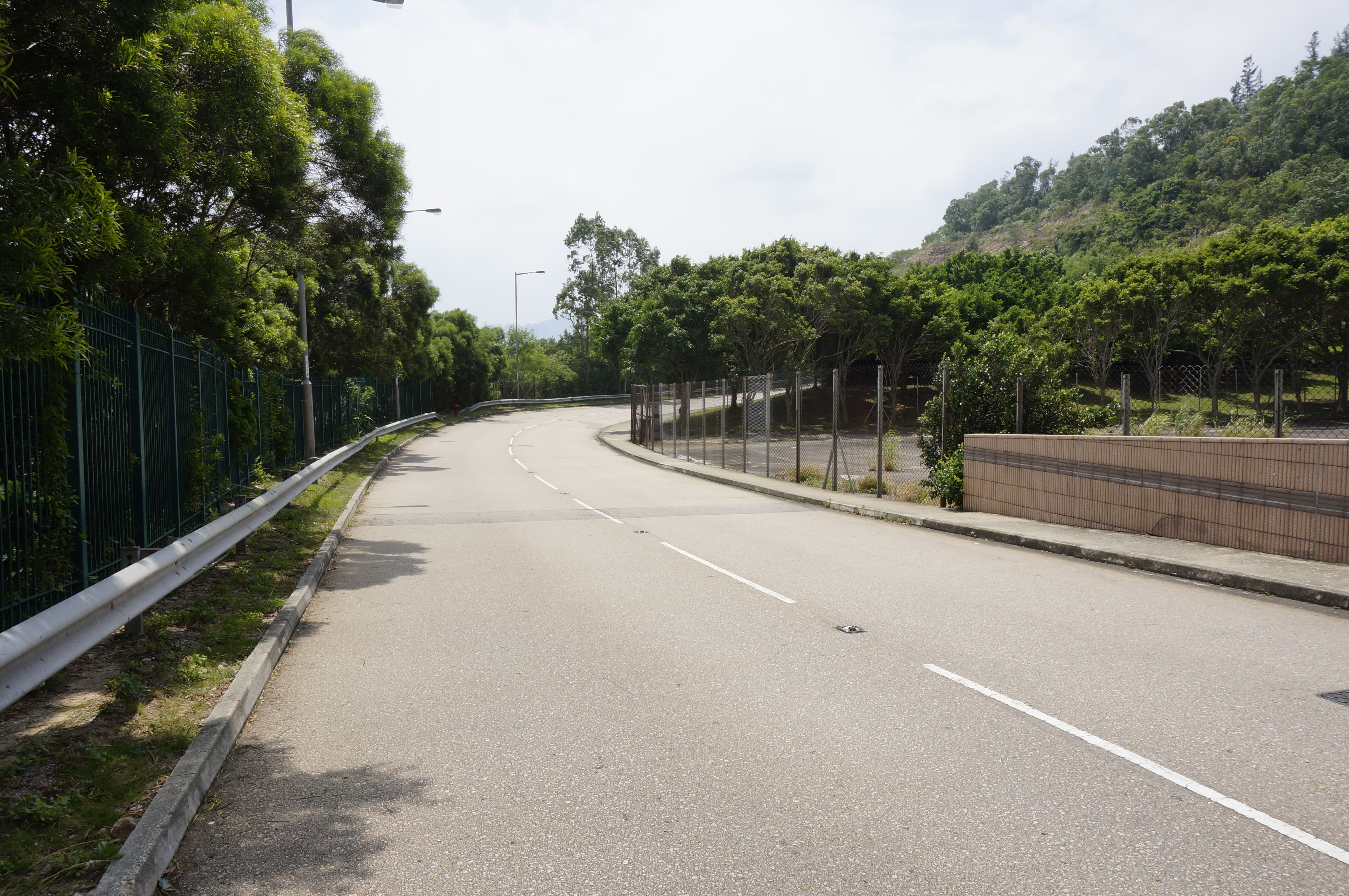
澳景路
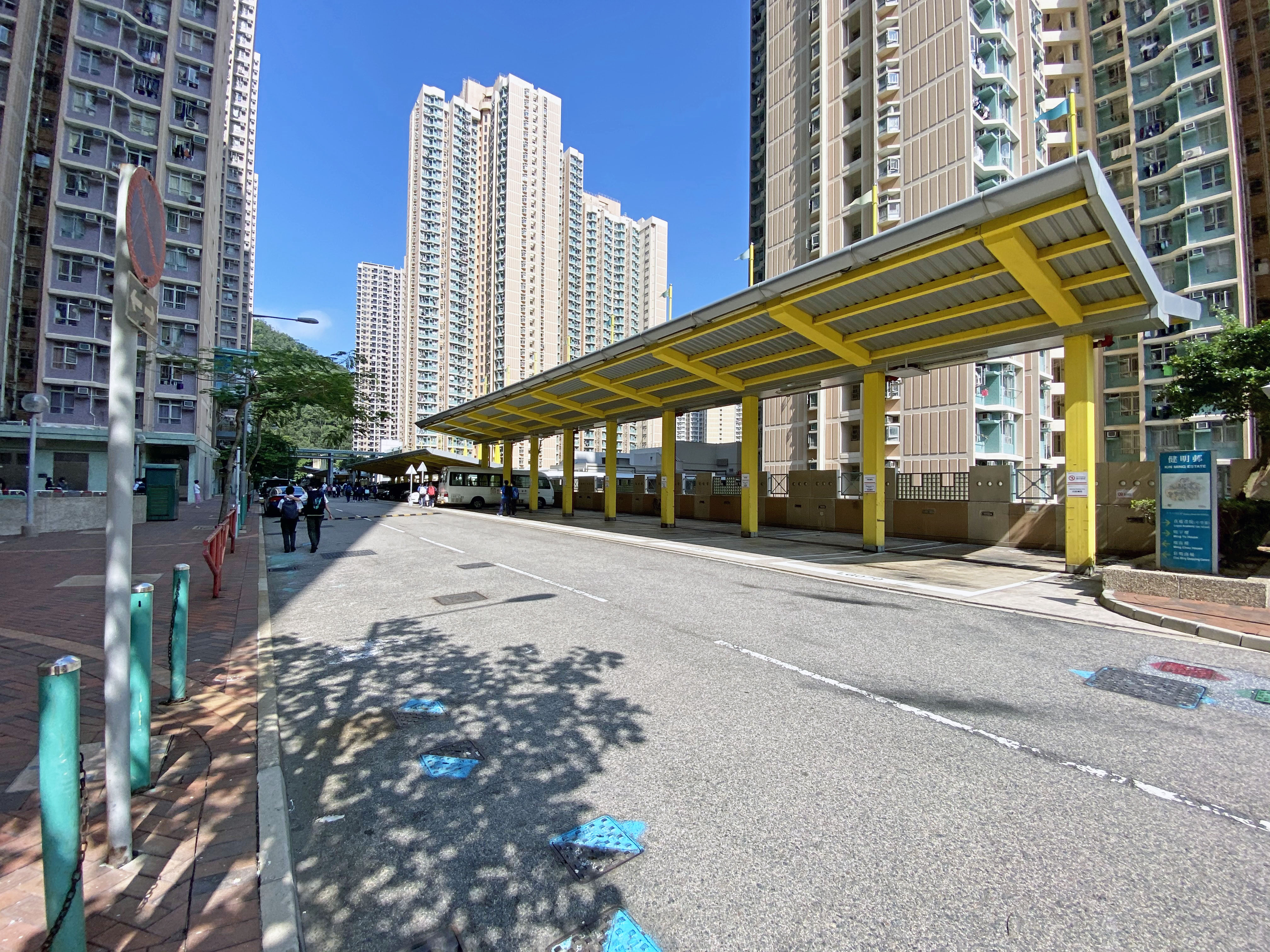
勤學里
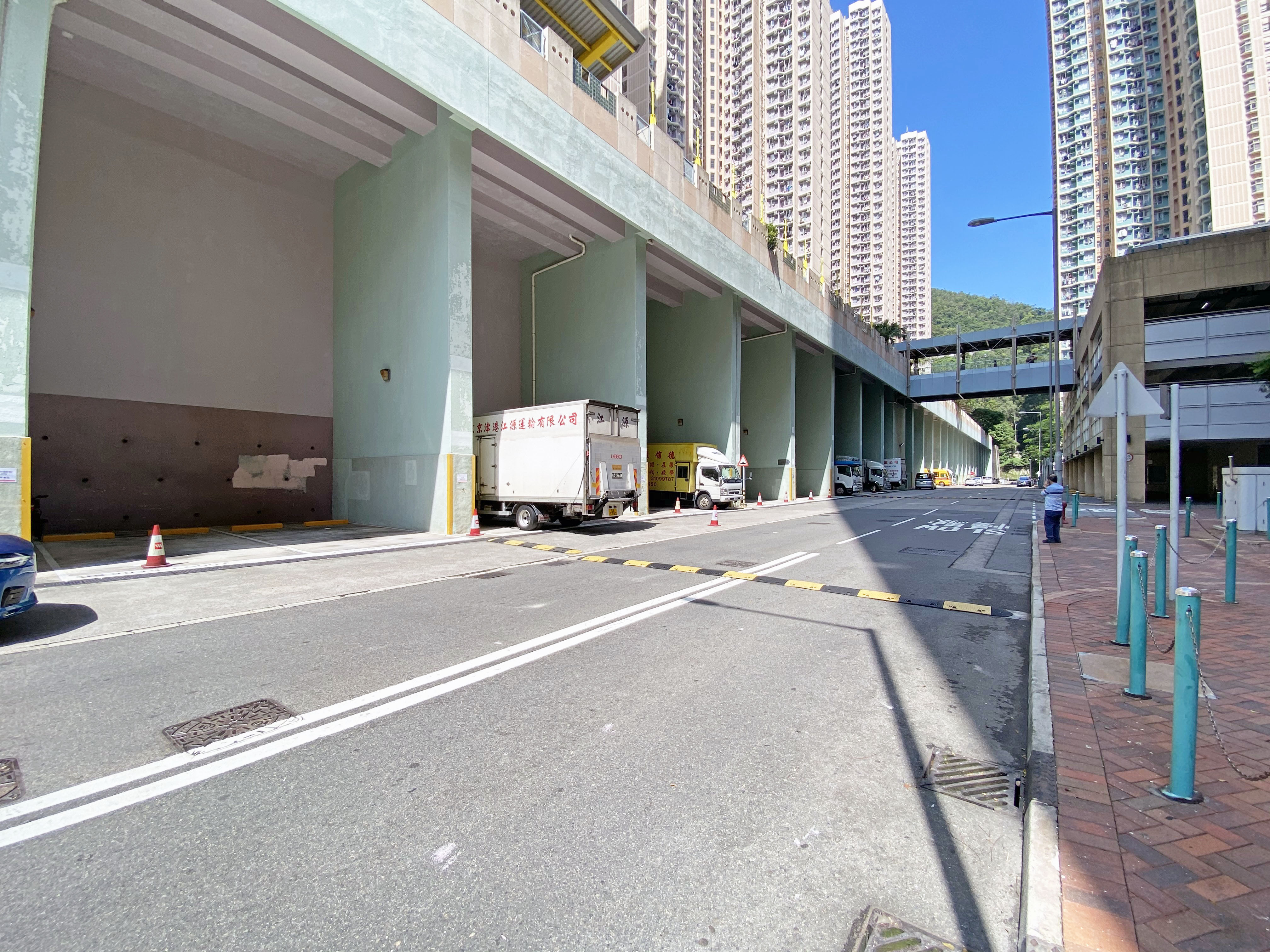
嶺光街

- 翠嶺路
- 翠嶺里
- 翠善街
- 彩明街
- 景嶺路
- 澳景路
- 勤學里
- 嶺光街

### 屋苑

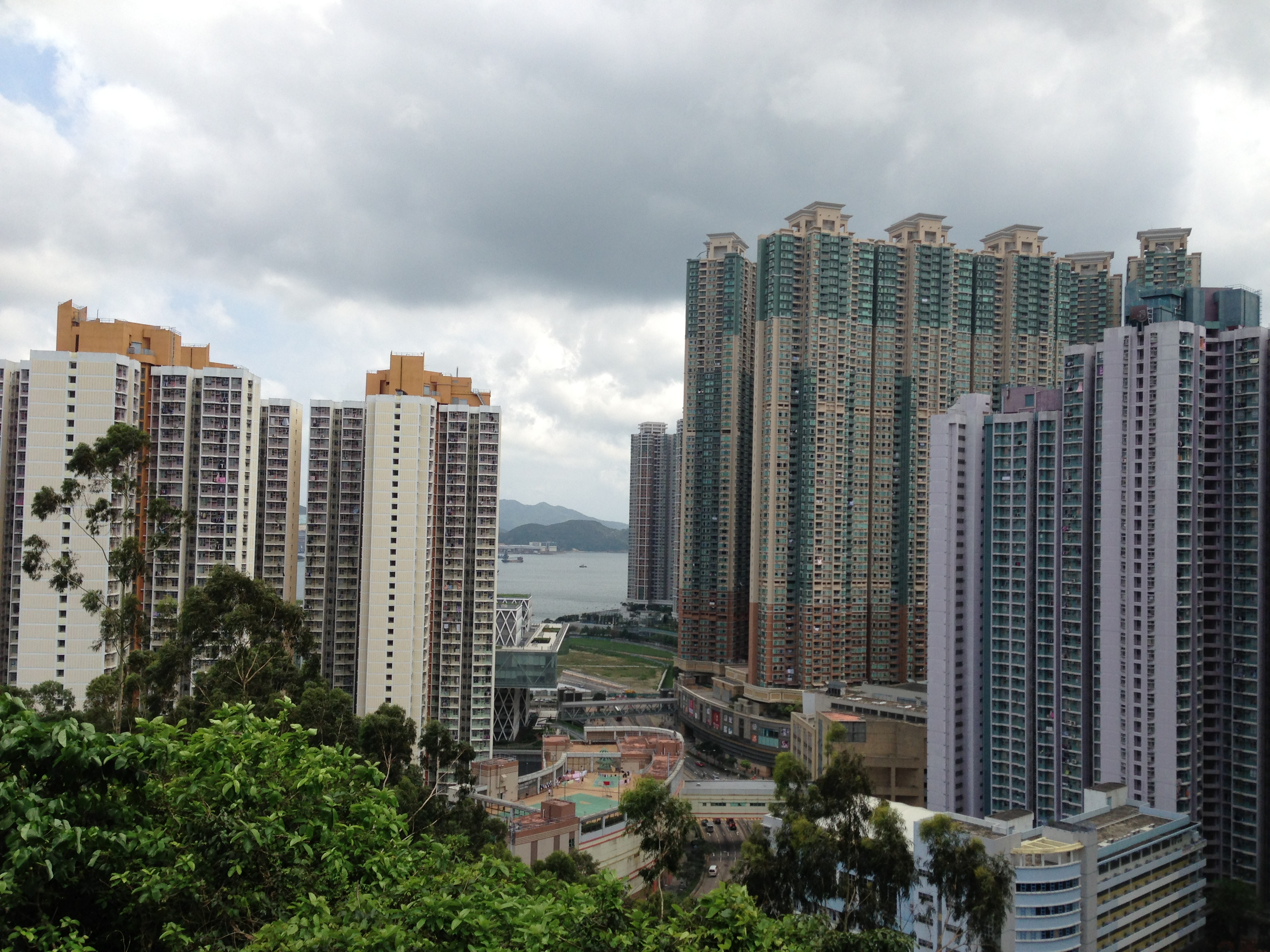
從山上俯瞰的調景嶺（左：彩明苑、香港知專設計學院，中間海面為填海後之調景灣，右：都會駅、健明邨）

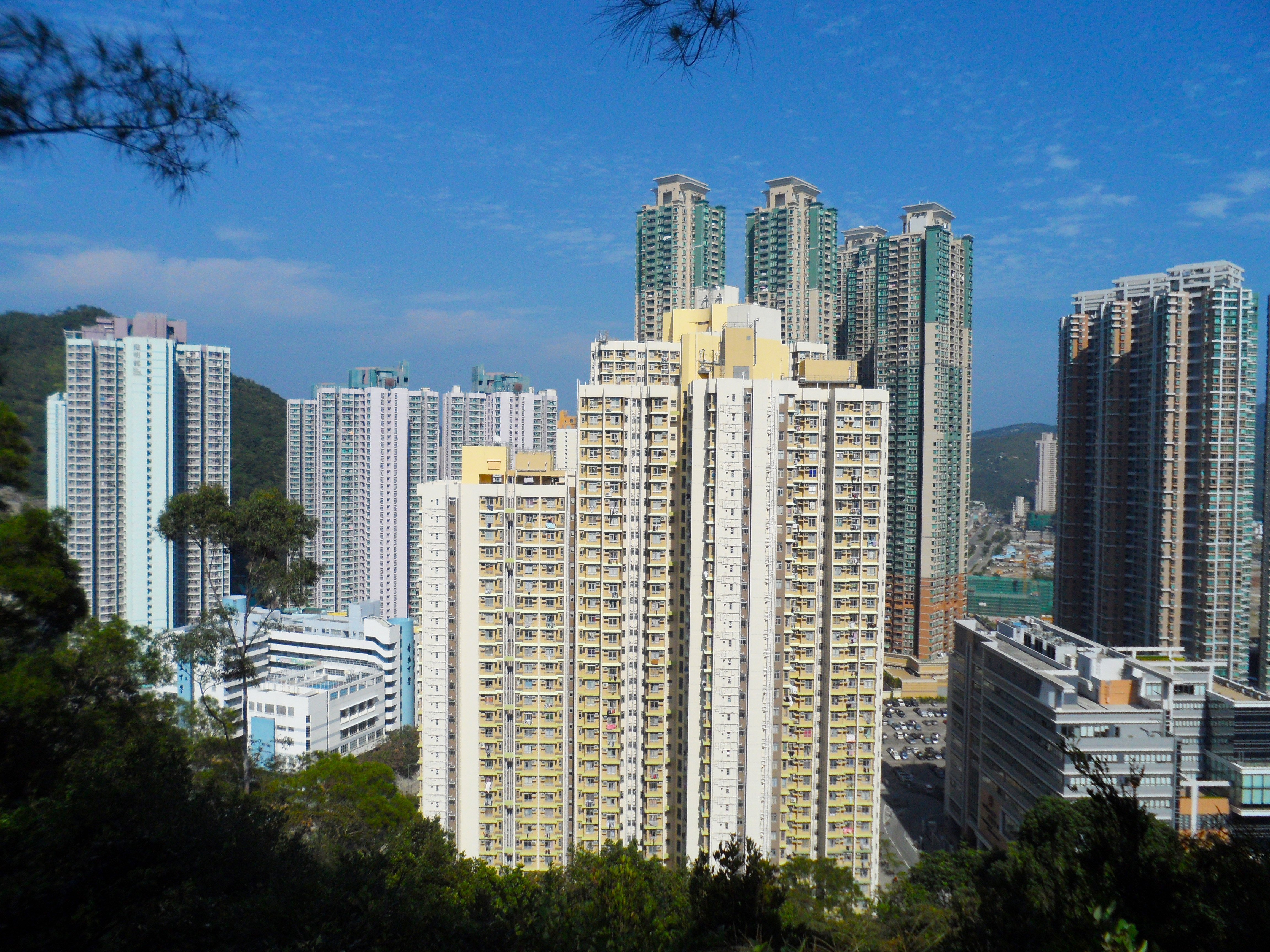
從高處的澳景路眺望調景嶺善明邨及健明邨樓宇

- 維景灣畔（前身為紹榮鋼鐵廠）
- 都會駅
- 城中駅
- 唐明苑
- 彩明苑
- 健明邨
- 善明邨
- 翠嶺峰

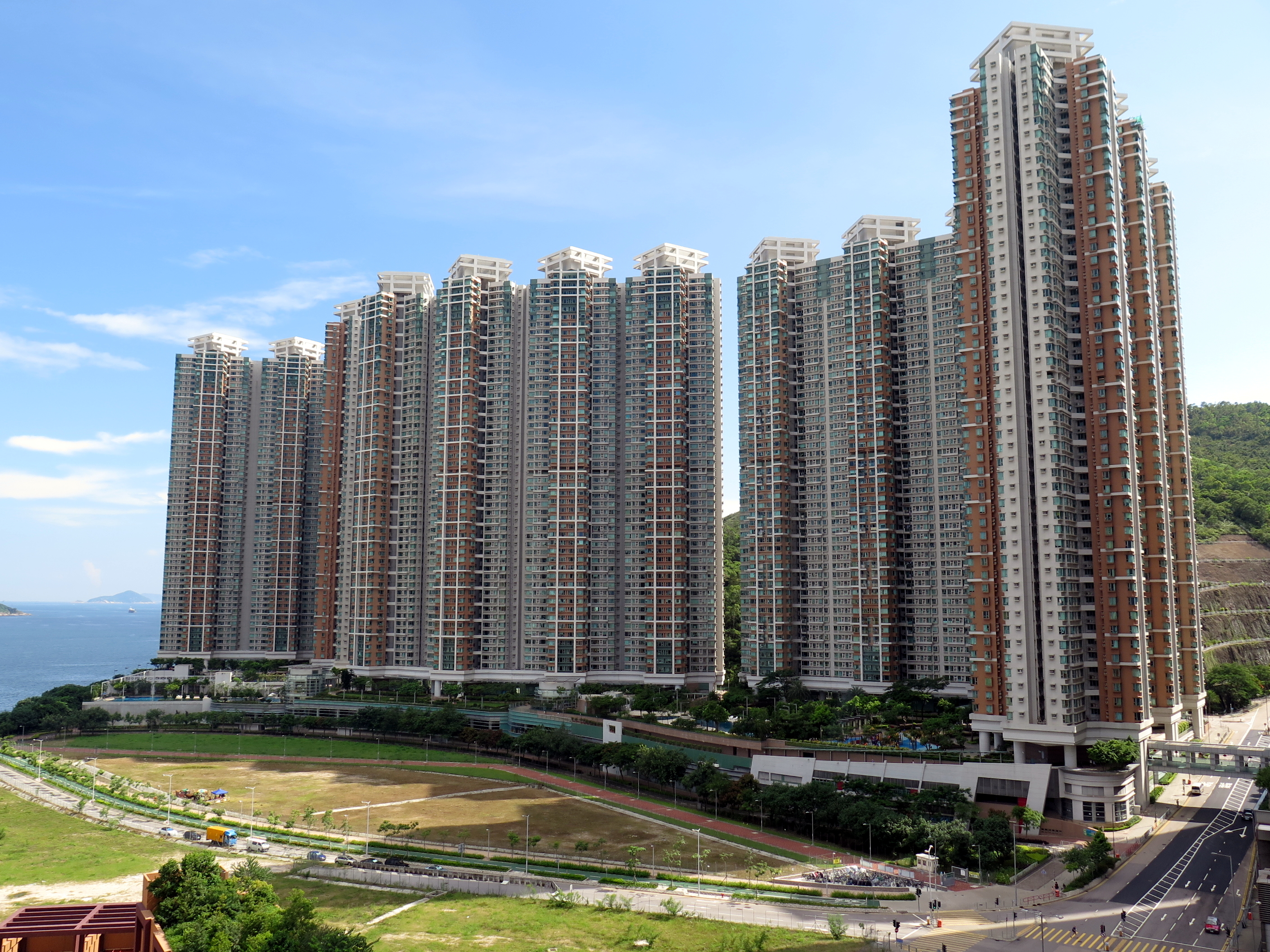
維景灣畔
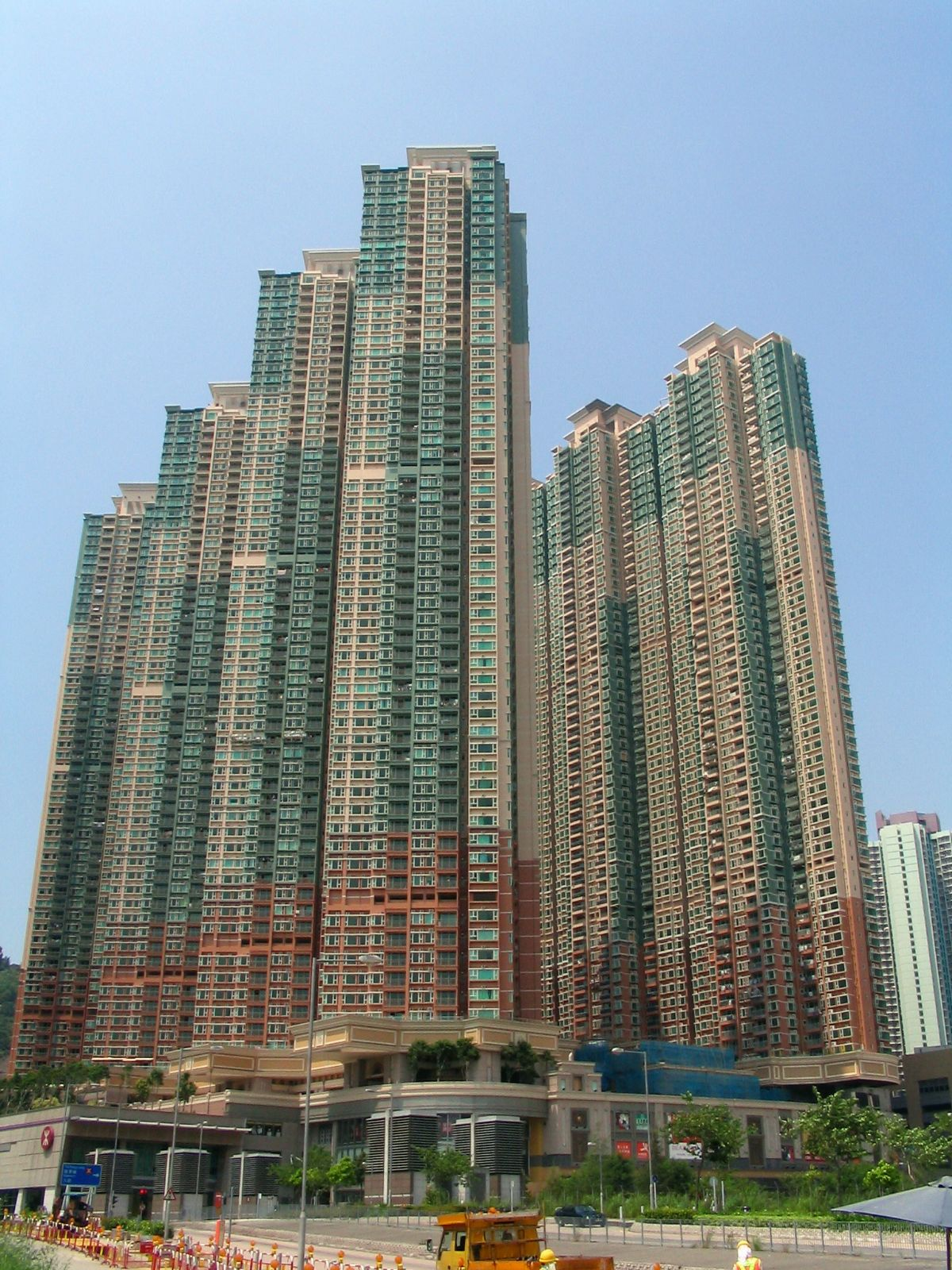
都會駅及城中駅是該區現時最高建築物
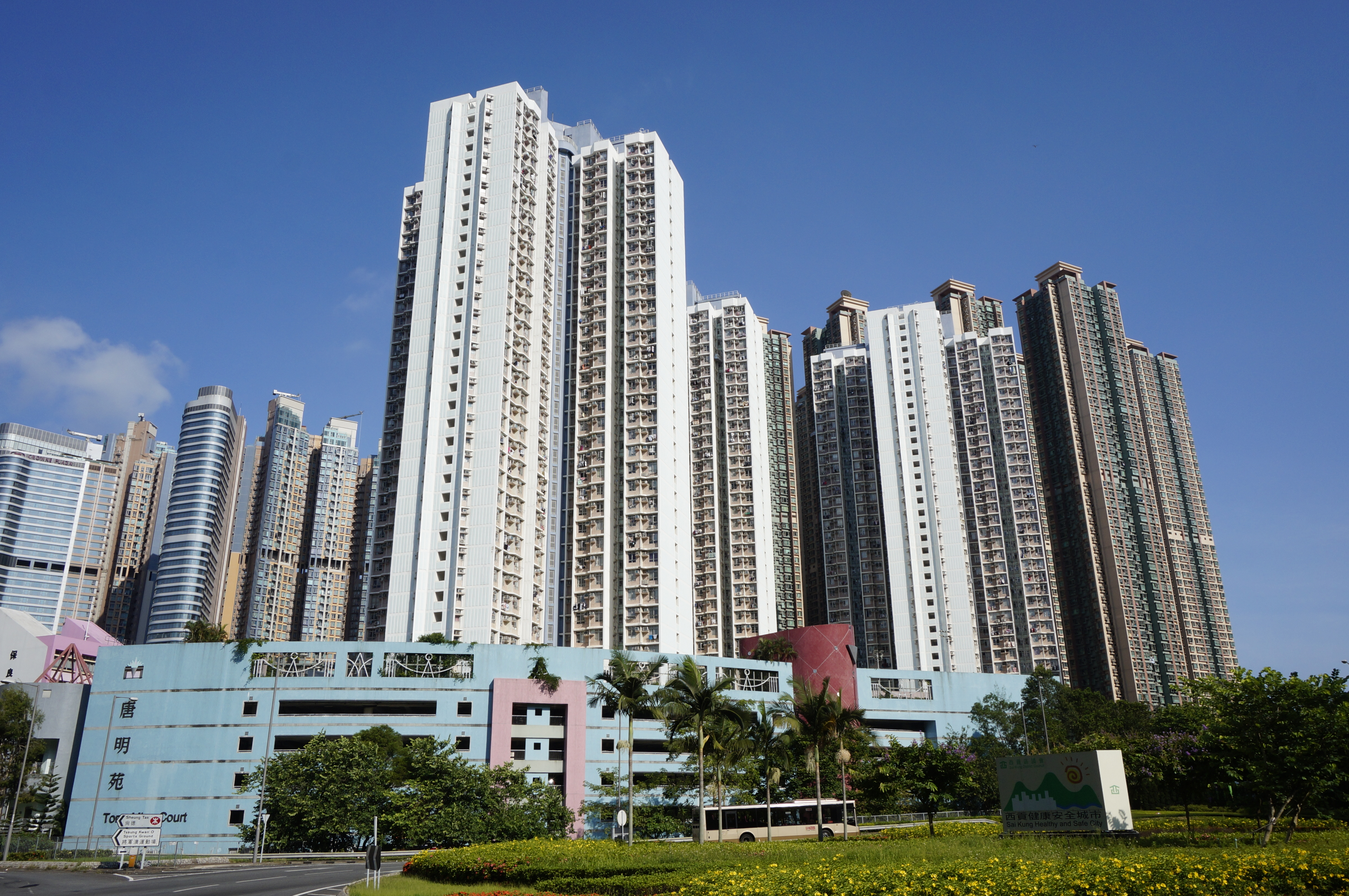
唐明苑位於調景嶺與將軍澳市中心之間的屋苑
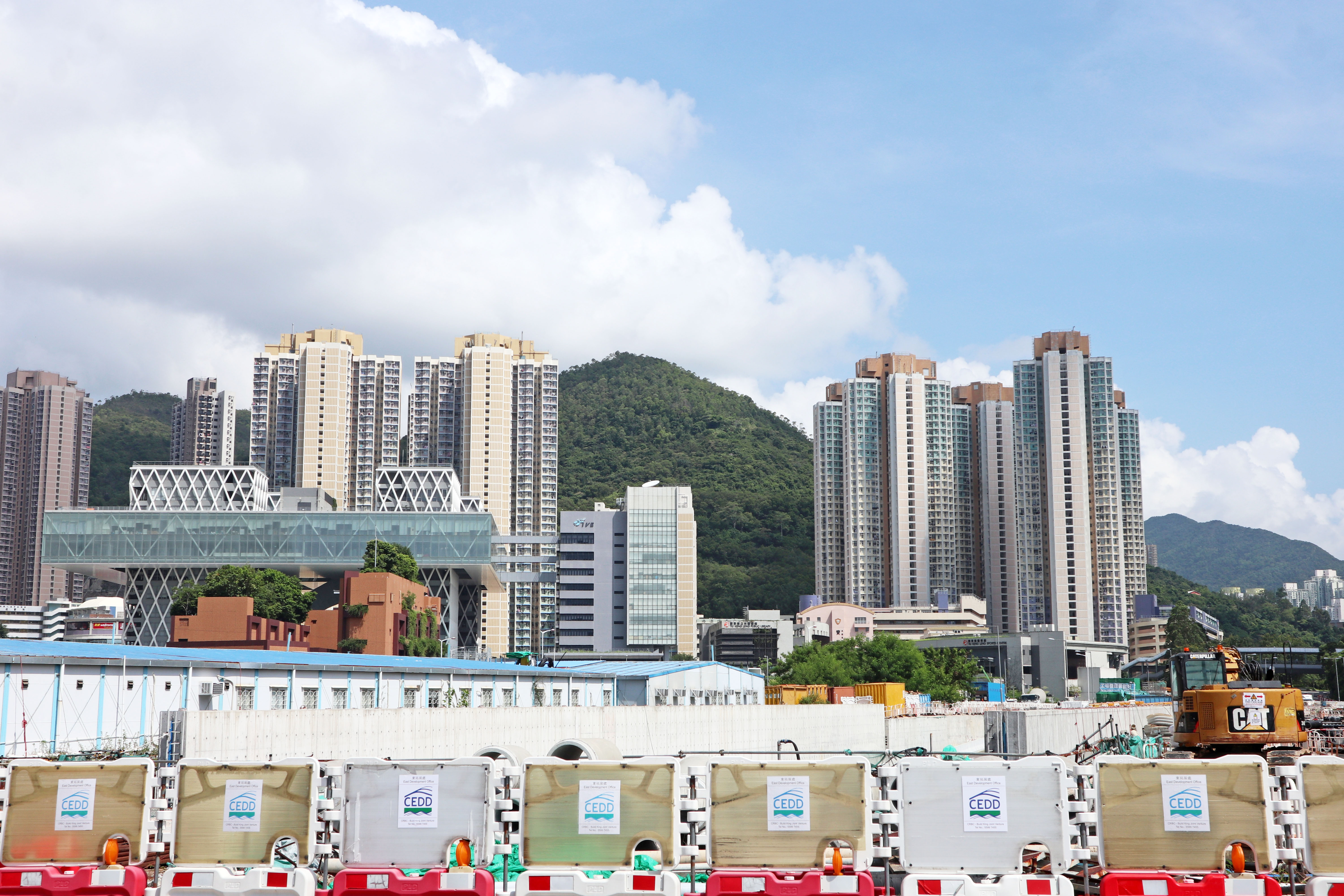
彩明苑是調景嶺重建後最早建成的公共屋邨
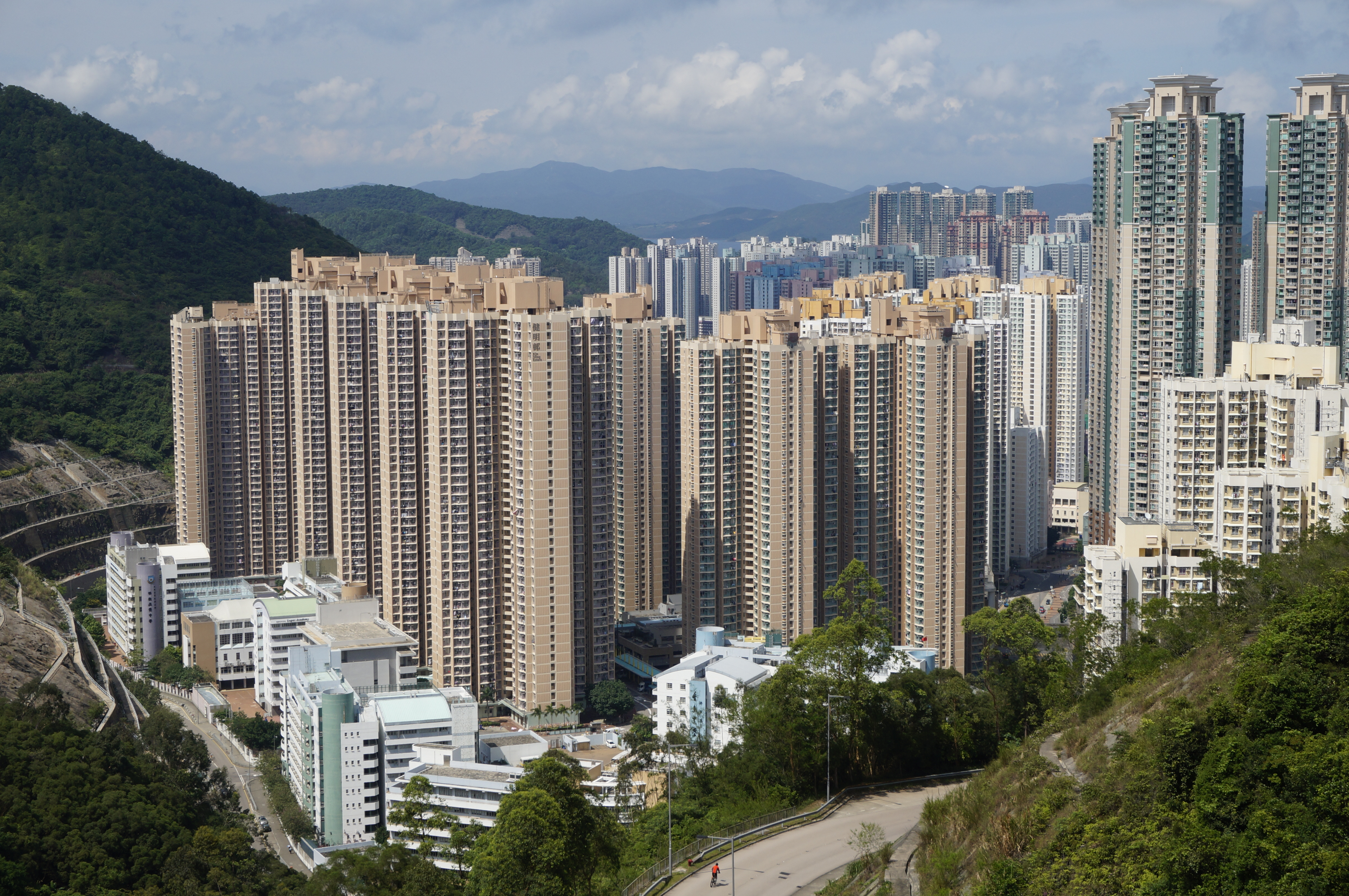
健明邨是以宇宙為主題的屋邨
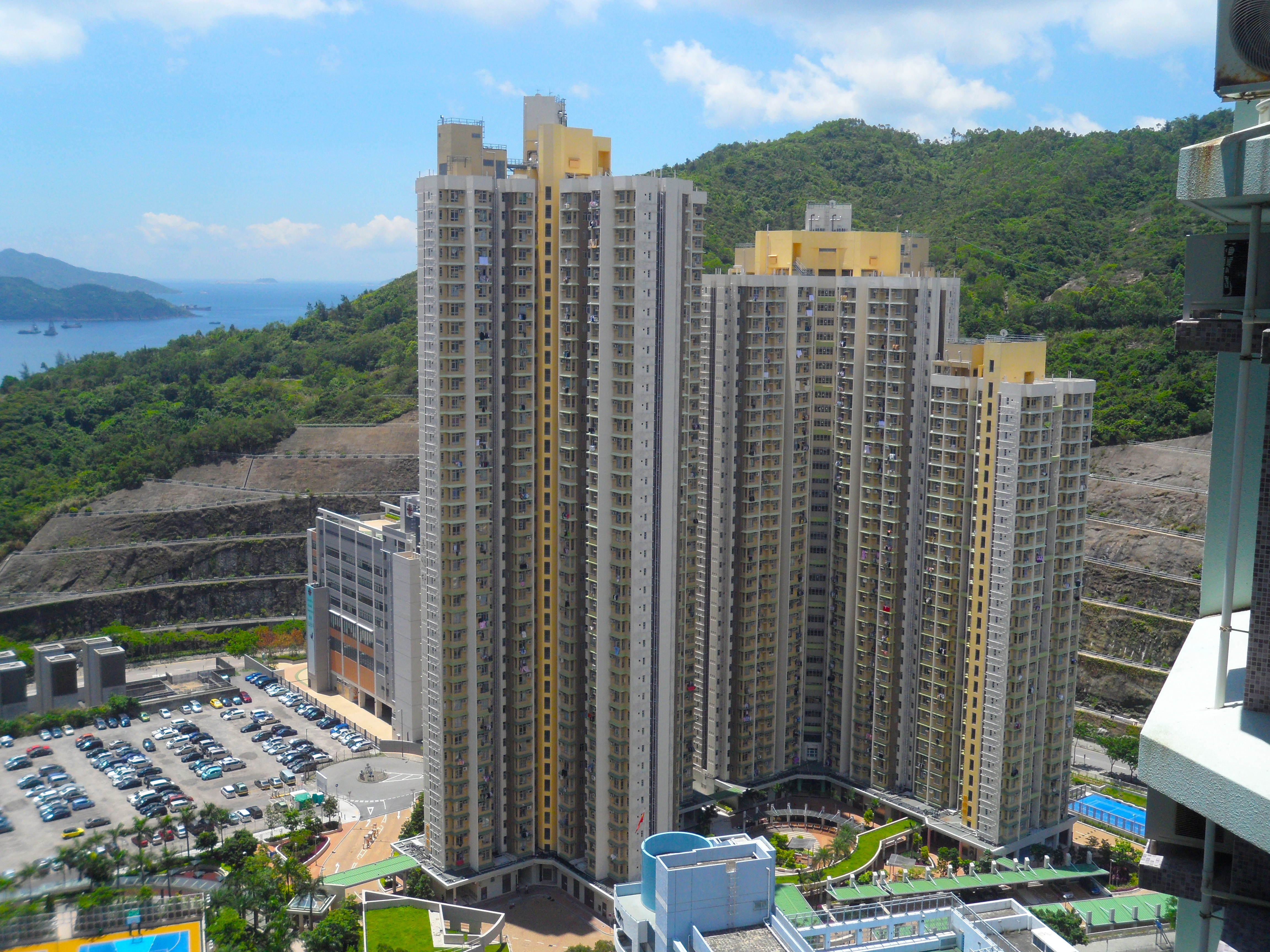
善明邨已於2011年4月入伙
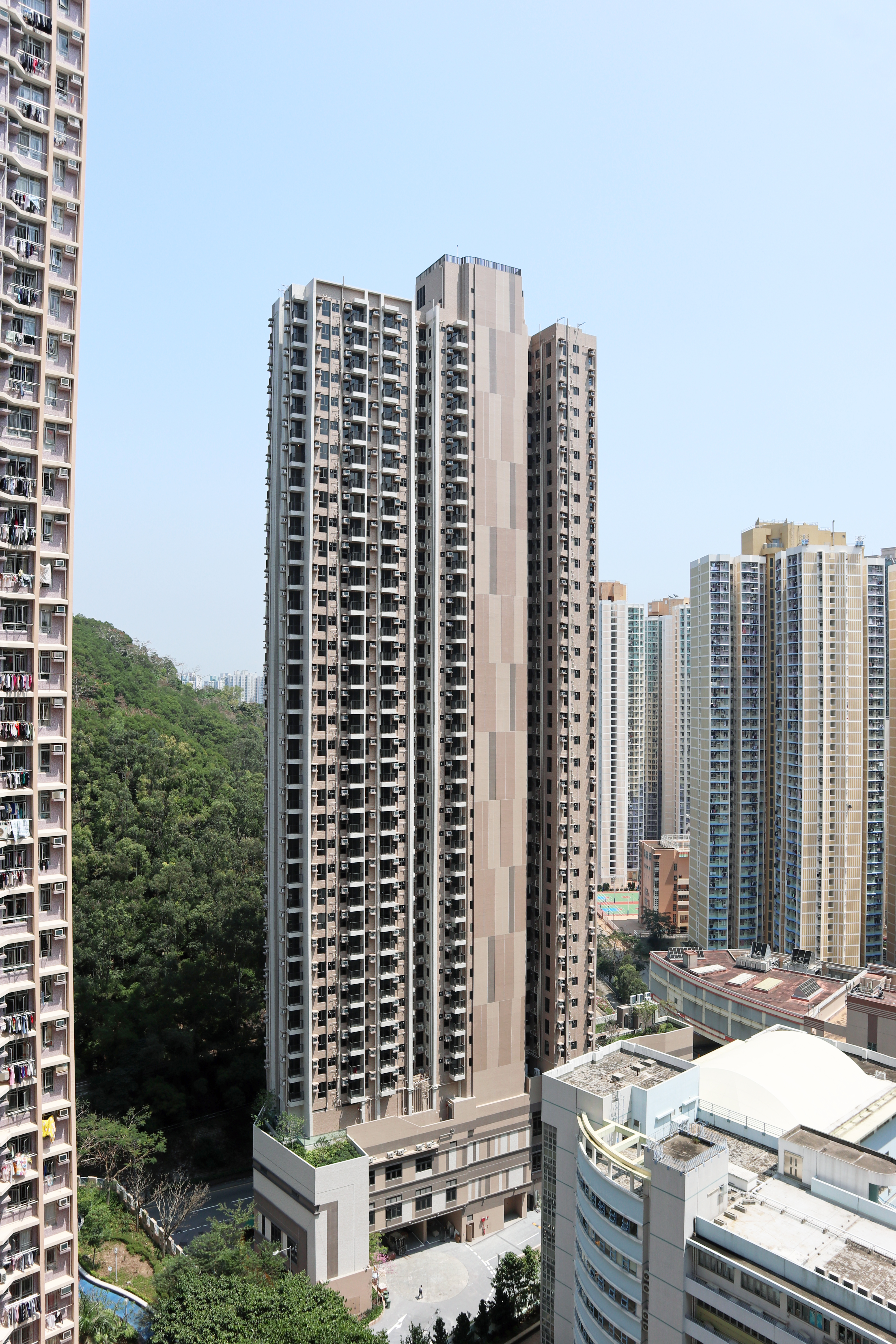
翠嶺峰是調景嶺首個資助出售房屋項目的屋苑

### 沒有建成的屋苑
- 將軍澳73B區私人參建居屋，2000年規劃建造7幢私人參建居屋，最後因2002年無限期停建居屋政策而告終；現時用地為善明邨、明愛白英奇專業學校以及聖方濟各大學。
- 將軍澳74區南居屋，在2000年時規劃建造5幢康和一型第一款大廈及6幢新款新十字型大廈[22]，及後改為建造7幢、共4788伙靈活型大廈，原訂2006年入伙，最後因2002年無限期停建居屋政策而告終。

### 社區設施

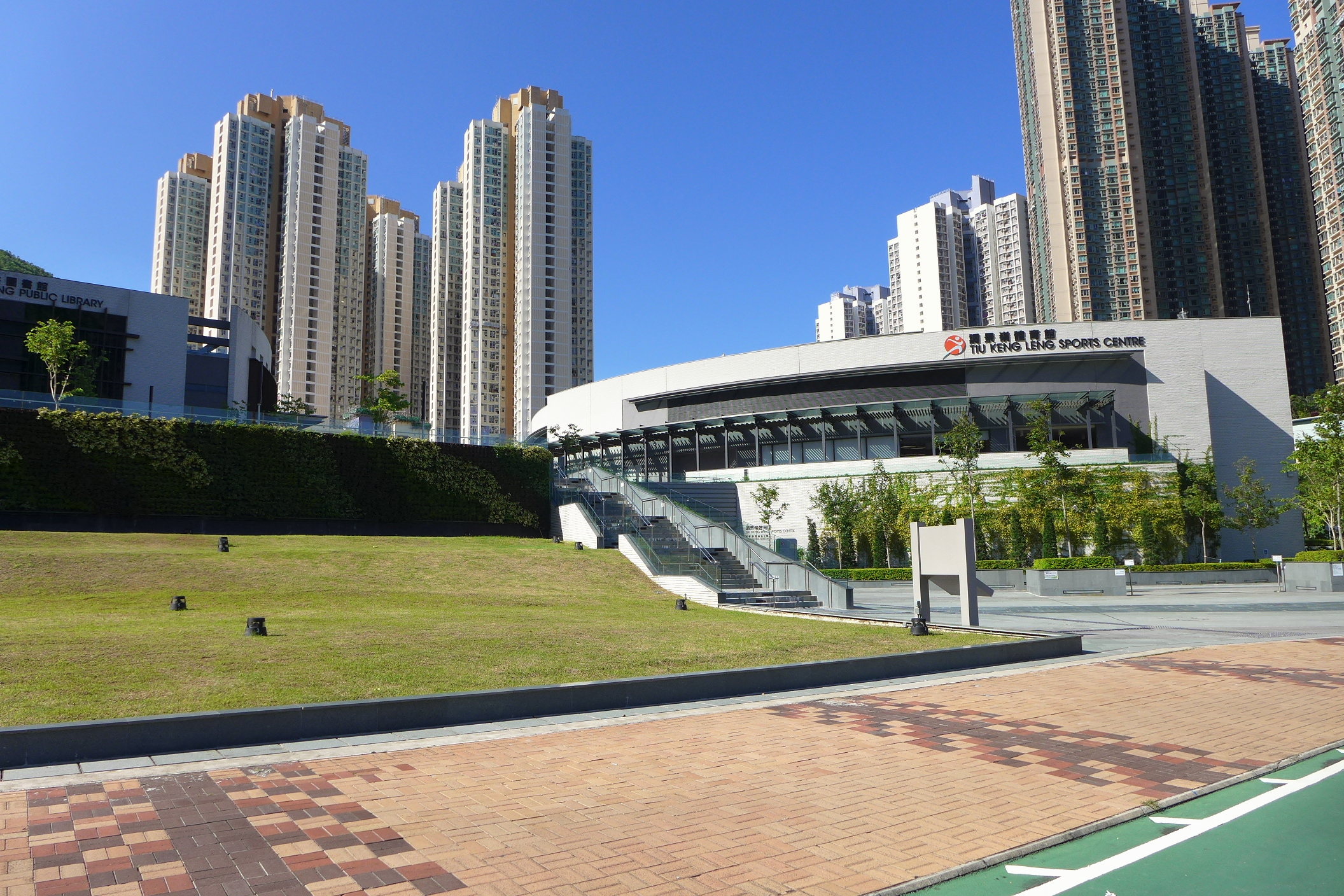
調景嶺體育館

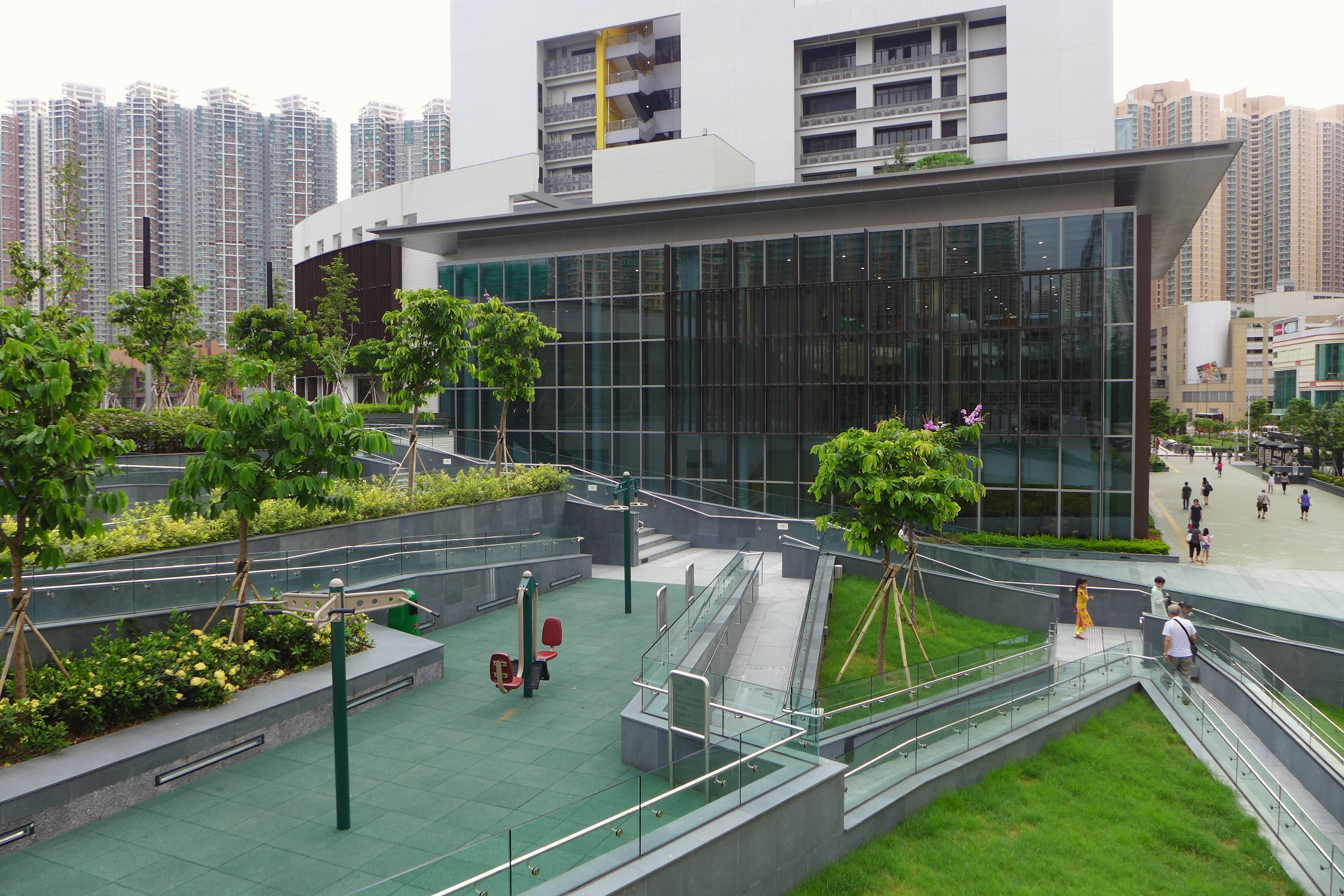
調景嶺公共圖書館

將軍澳74區南原先用作建造居屋（新款新十字型大廈部份）的地盤（香港知專設計學院附近）於2011年起興建調景嶺公共圖書館和調景嶺體育館，分別於2015年4月26日和同年7月9日啟用。

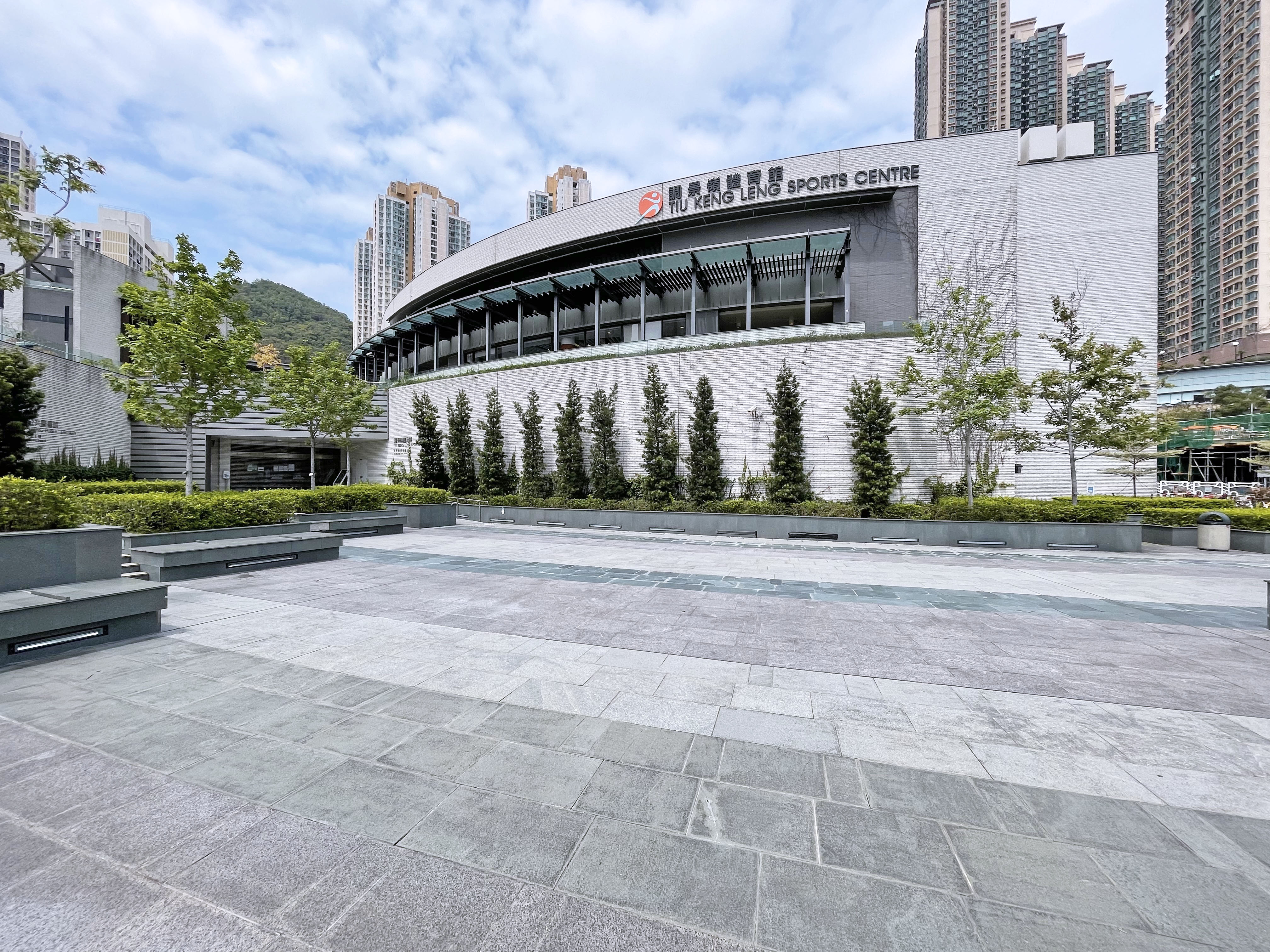
調景嶺體育館
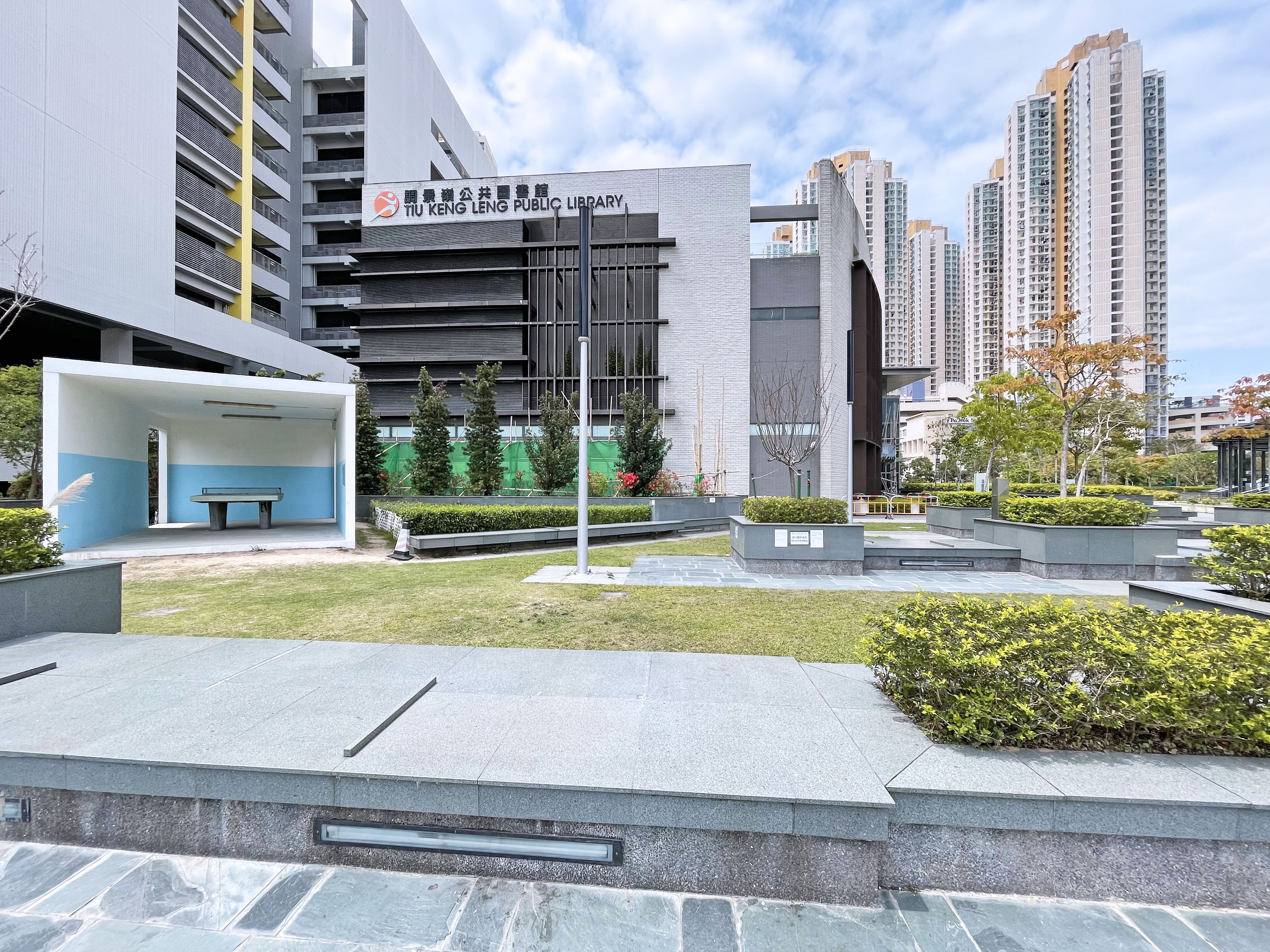
調景嶺公共圖書館

- 調景嶺體育館
- 調景嶺公共圖書館

## 購物商場
- 都會駅
- 維景灣畔
- 彩明商場

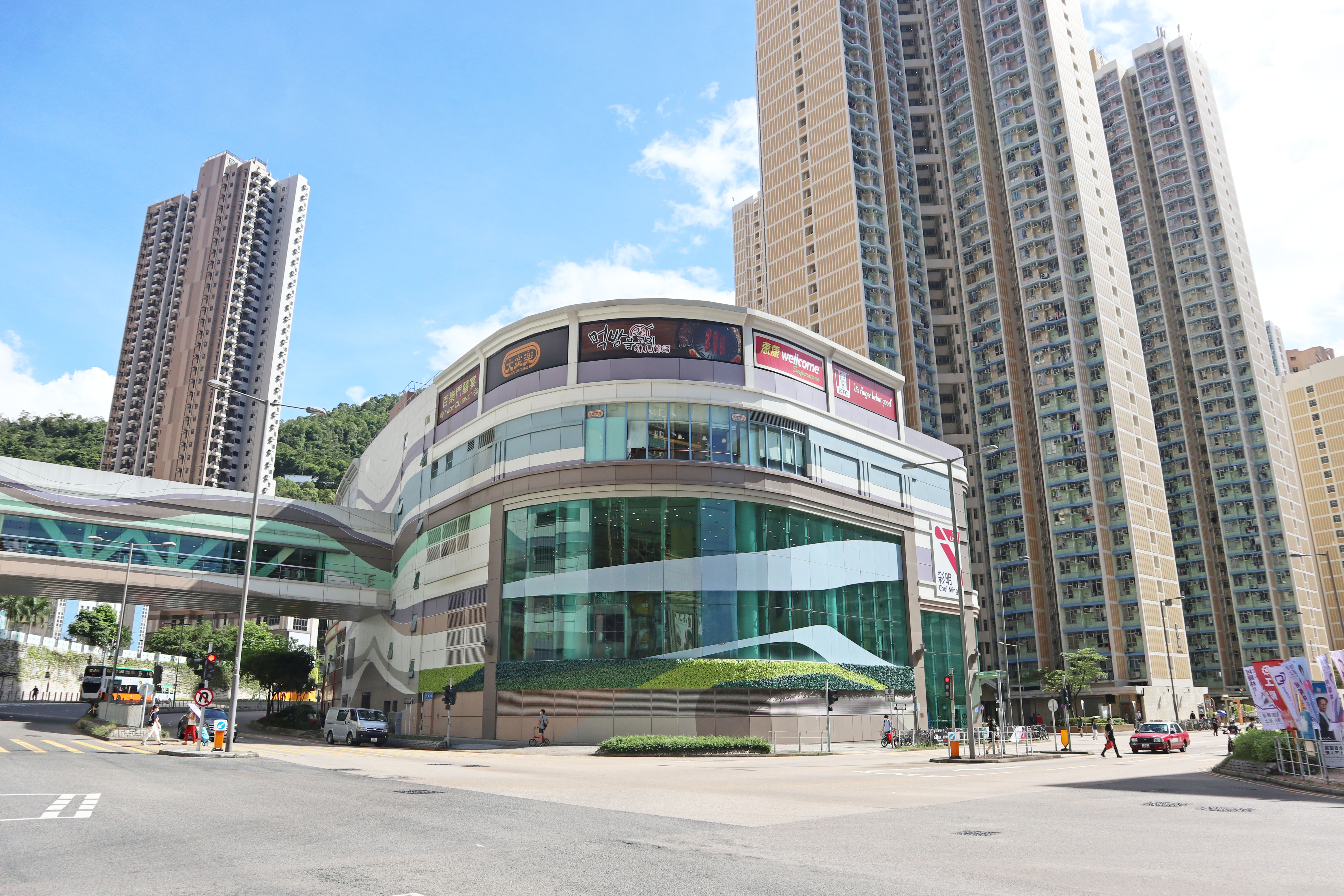
彩明商場一期
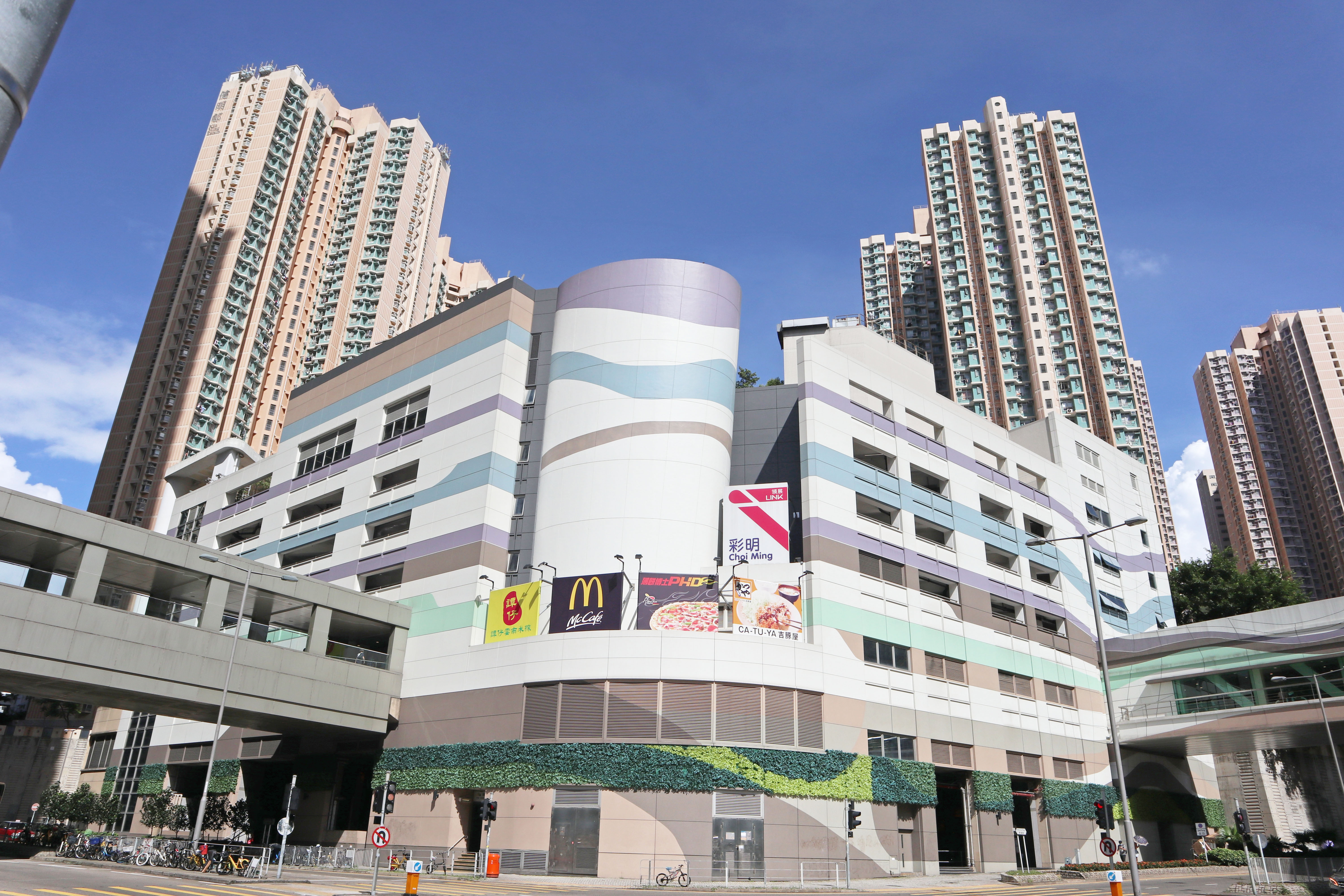
彩明商場二期
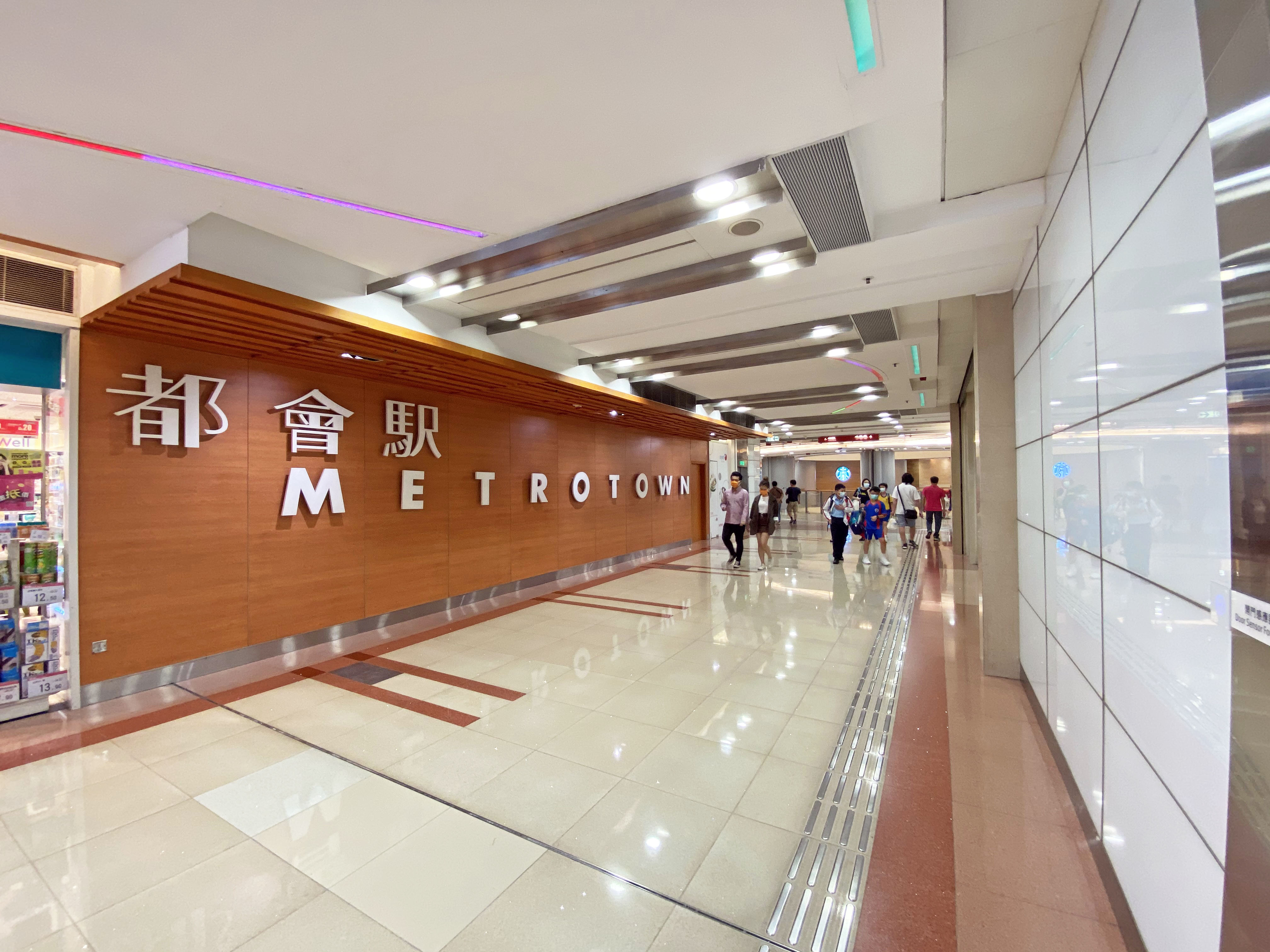
都會駅商場

### 酒家
- 百樂門囍宴
- 豪宴海鮮酒家

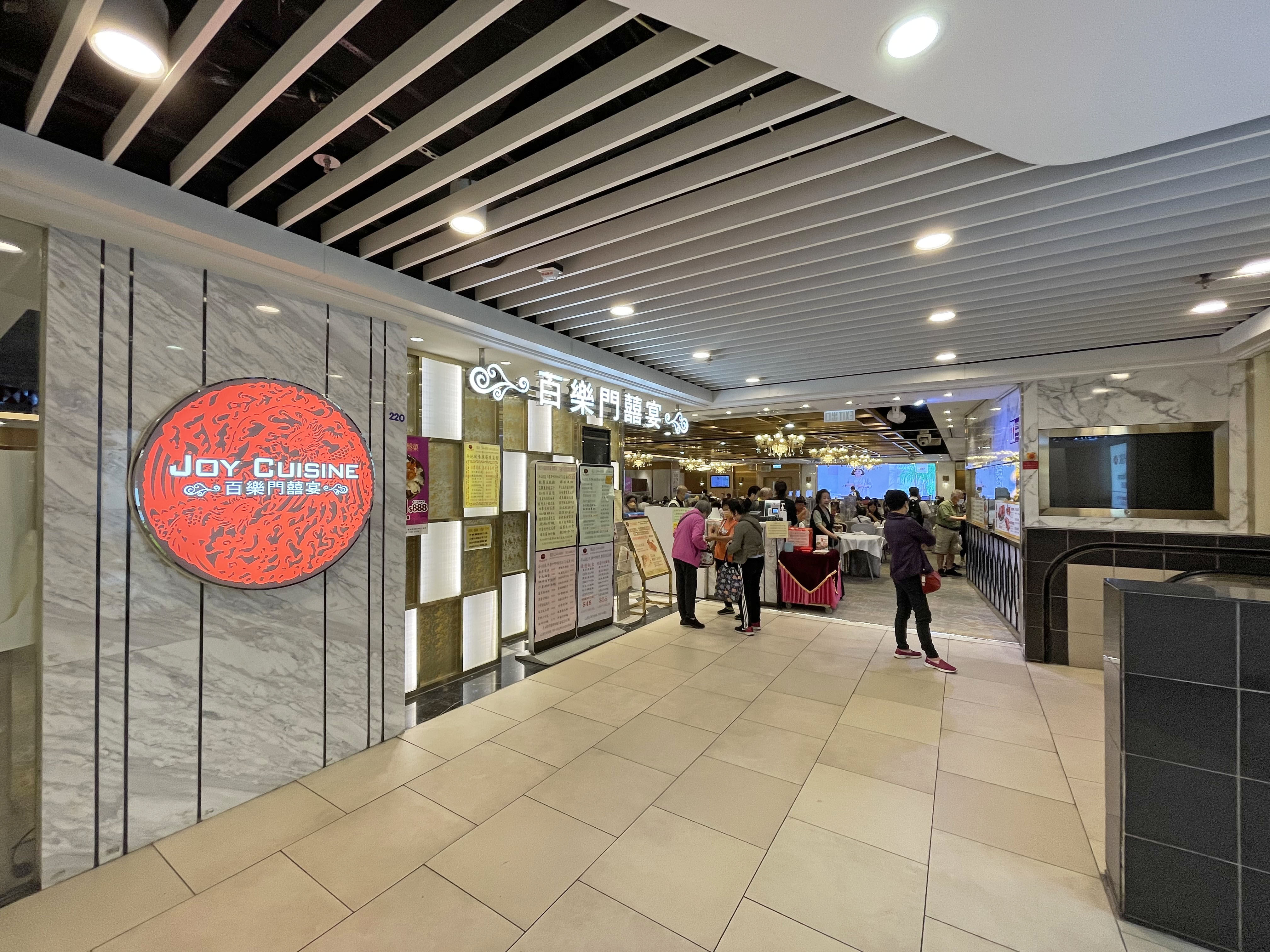
百樂門囍宴酒家
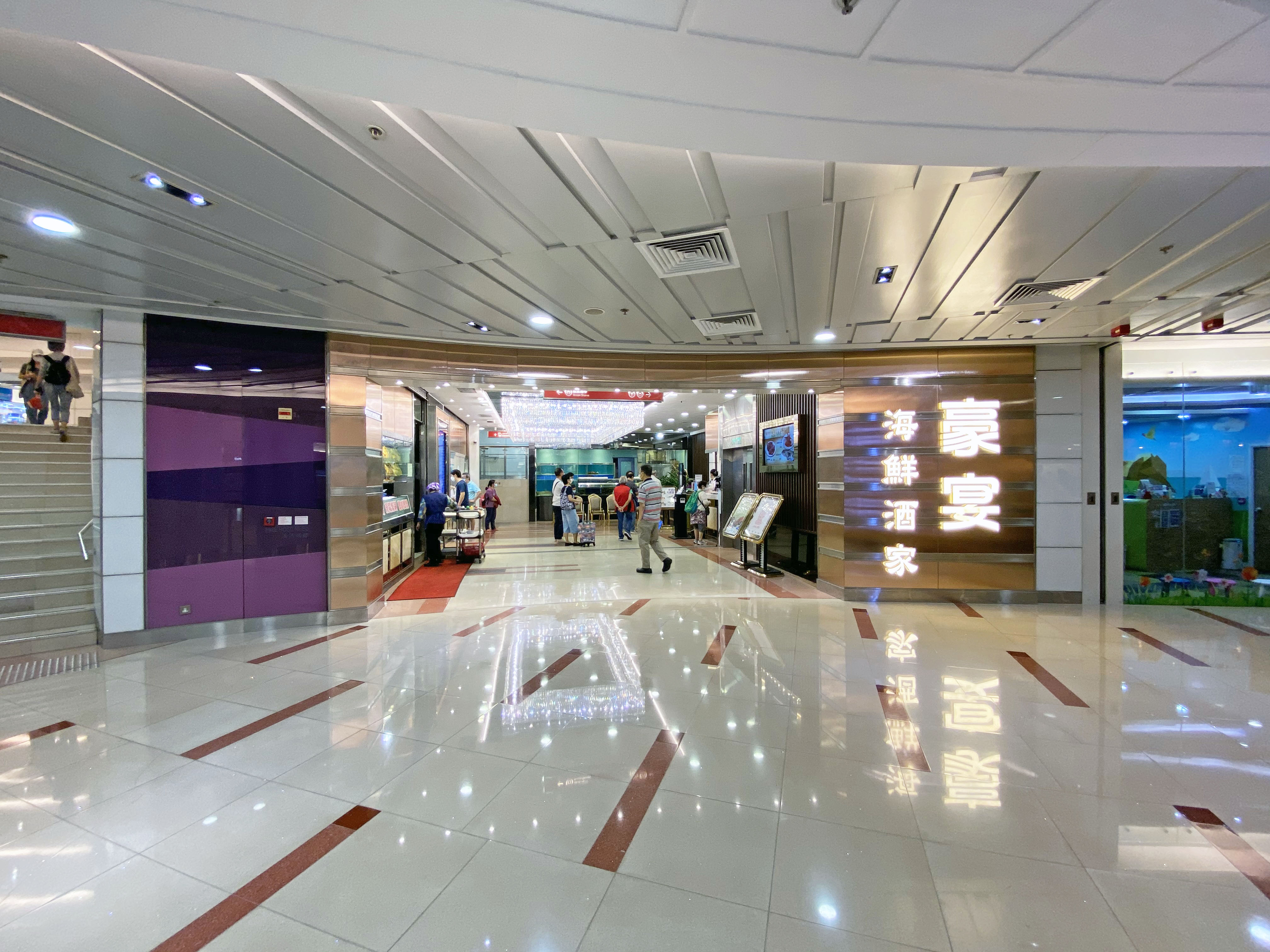
豪宴海鮮酒家

## 學校

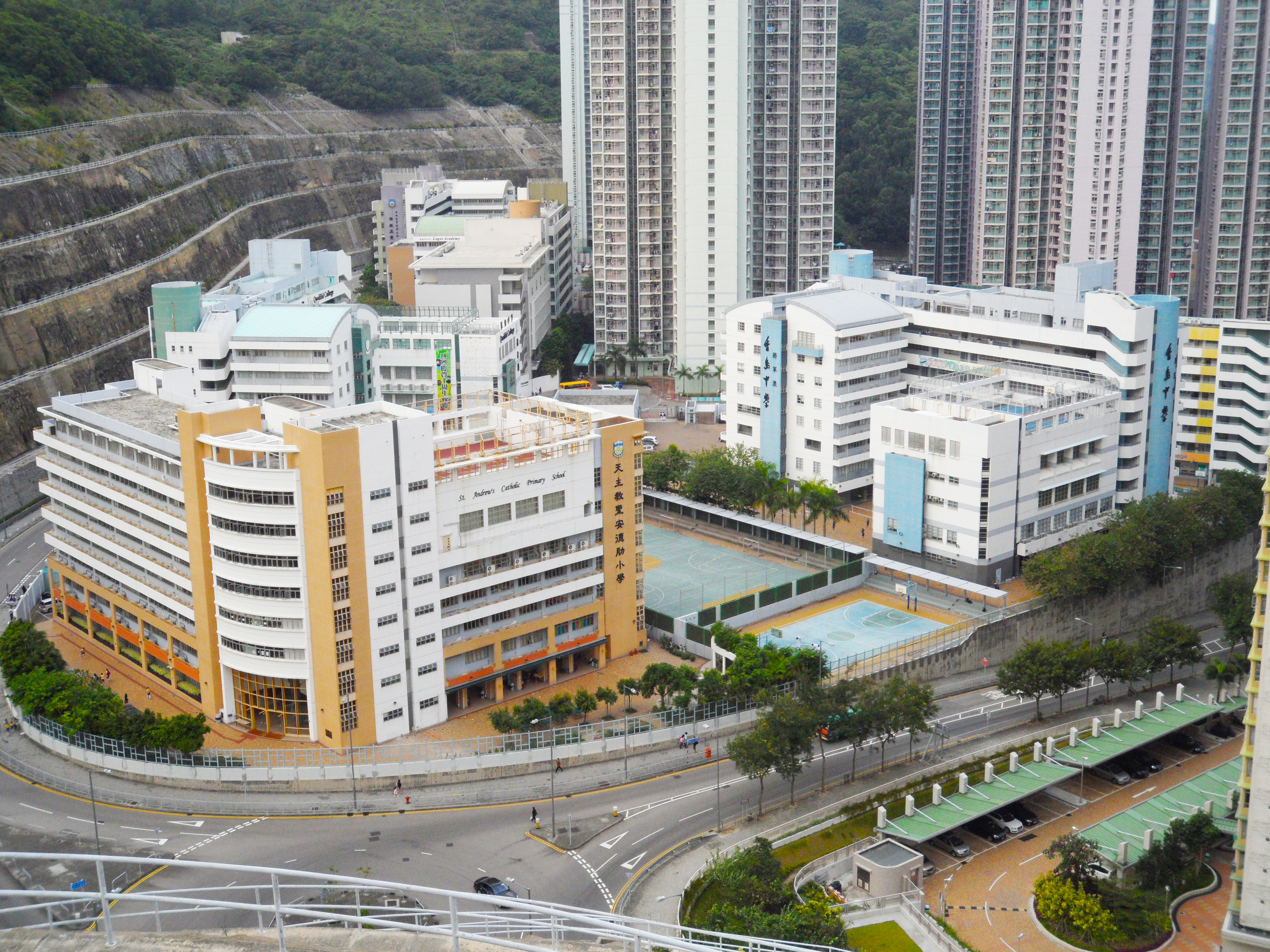
從高處遠眺調景嶺多間學校

大專
- 明愛白英奇專業學校調景嶺校舍
- 聖方濟各大學調景嶺校舍
- 香港知專設計學院
- 香港專業教育學院（李惠利）

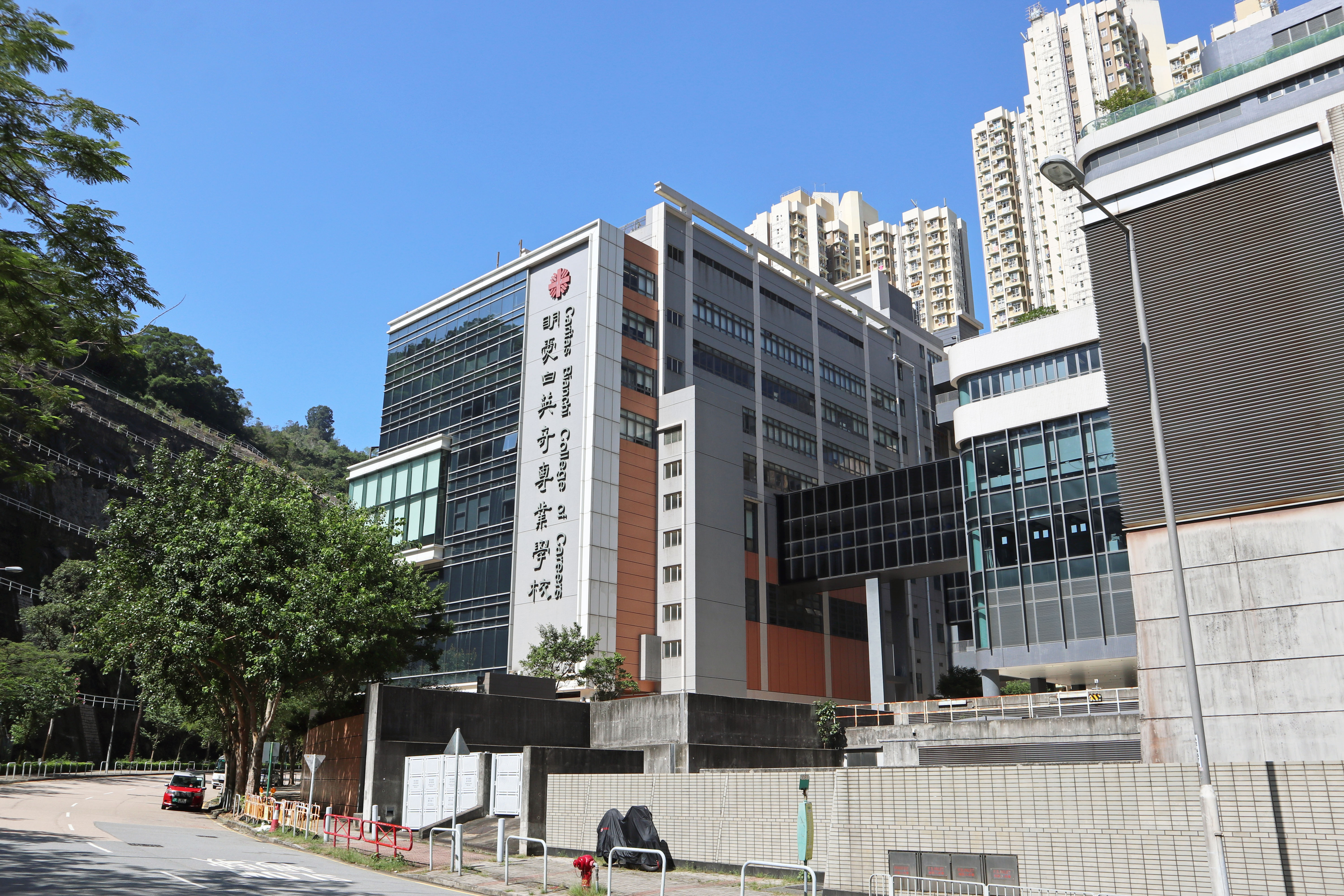
明愛白英奇專業學校
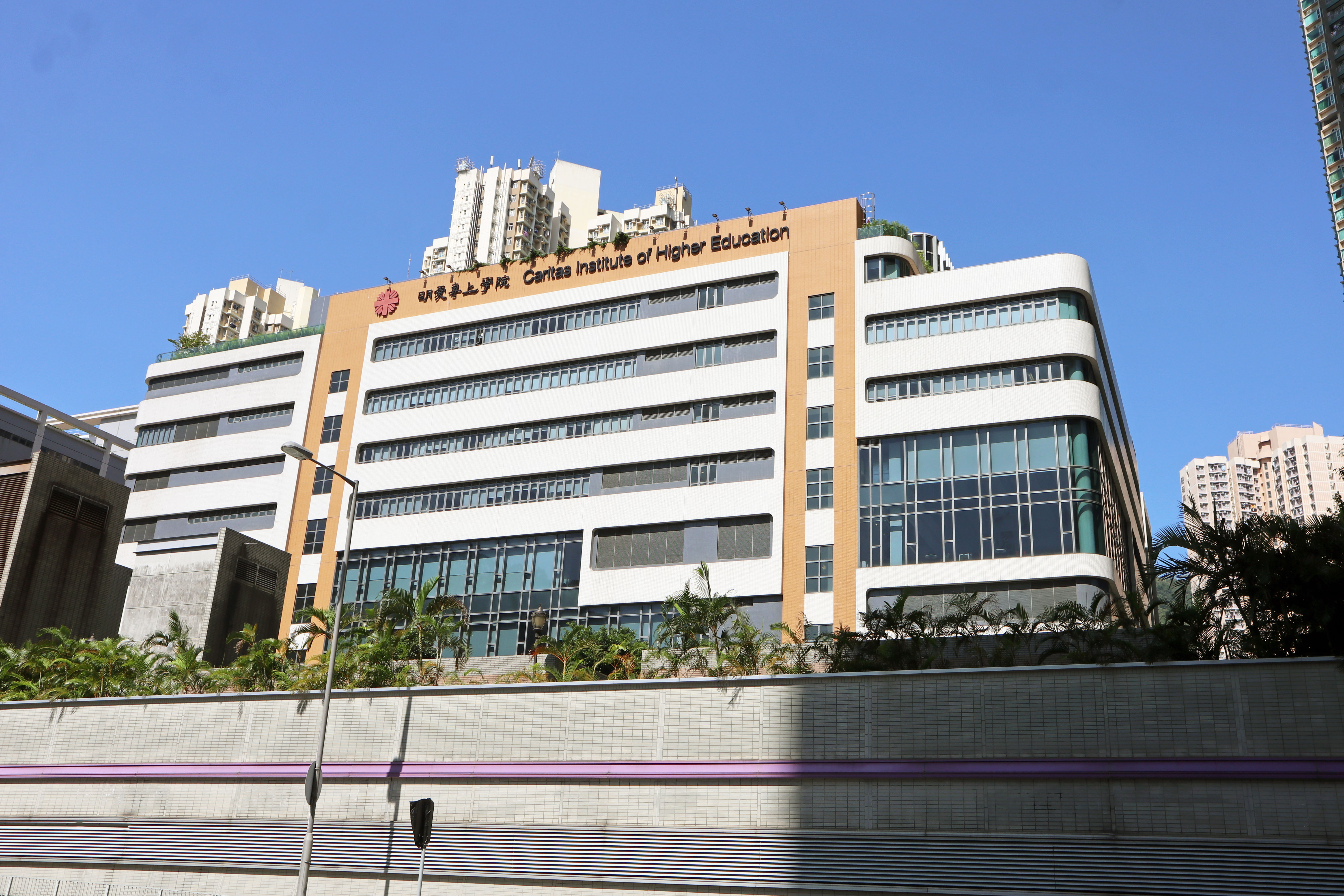
聖方濟各大學
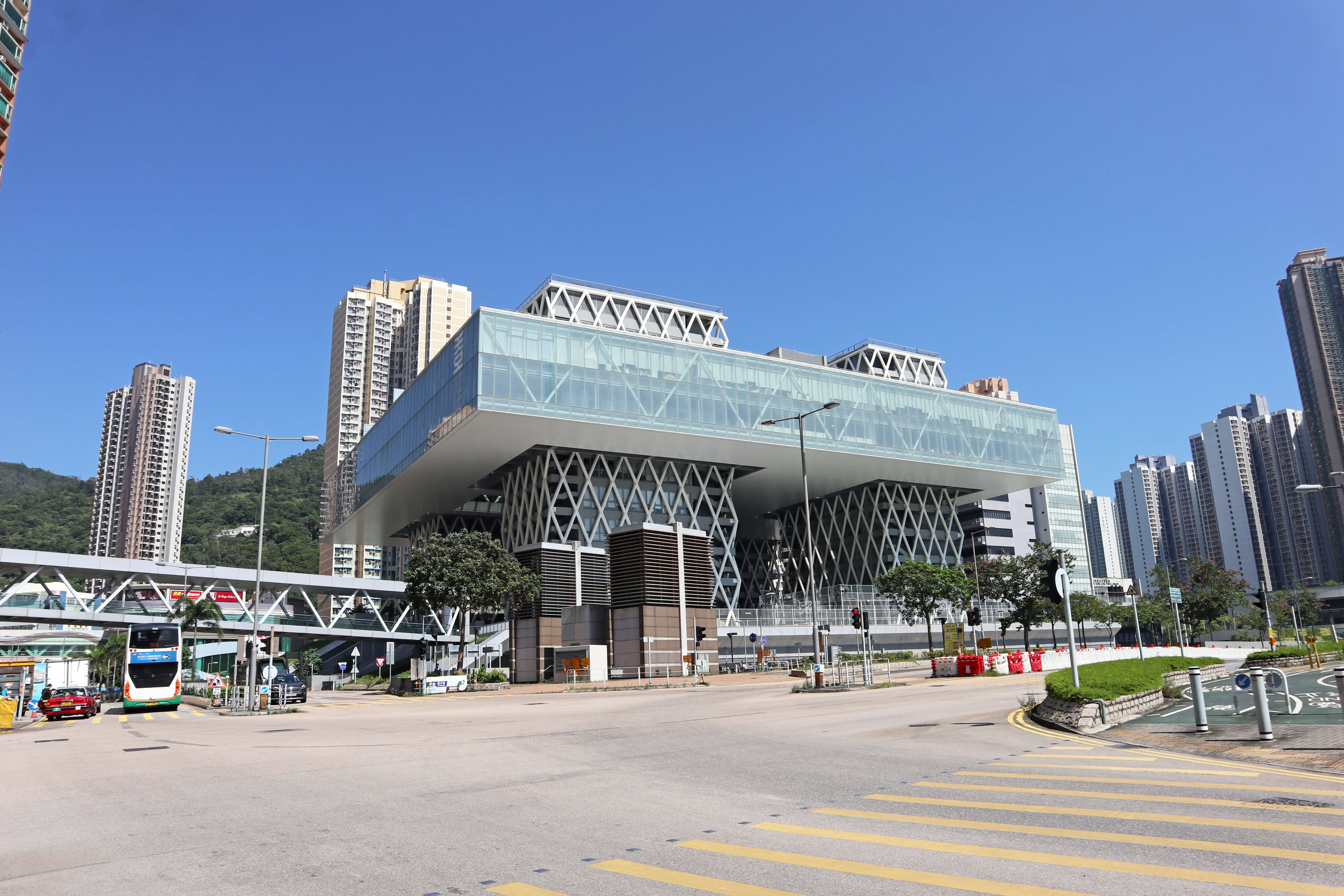
香港知專設計學院
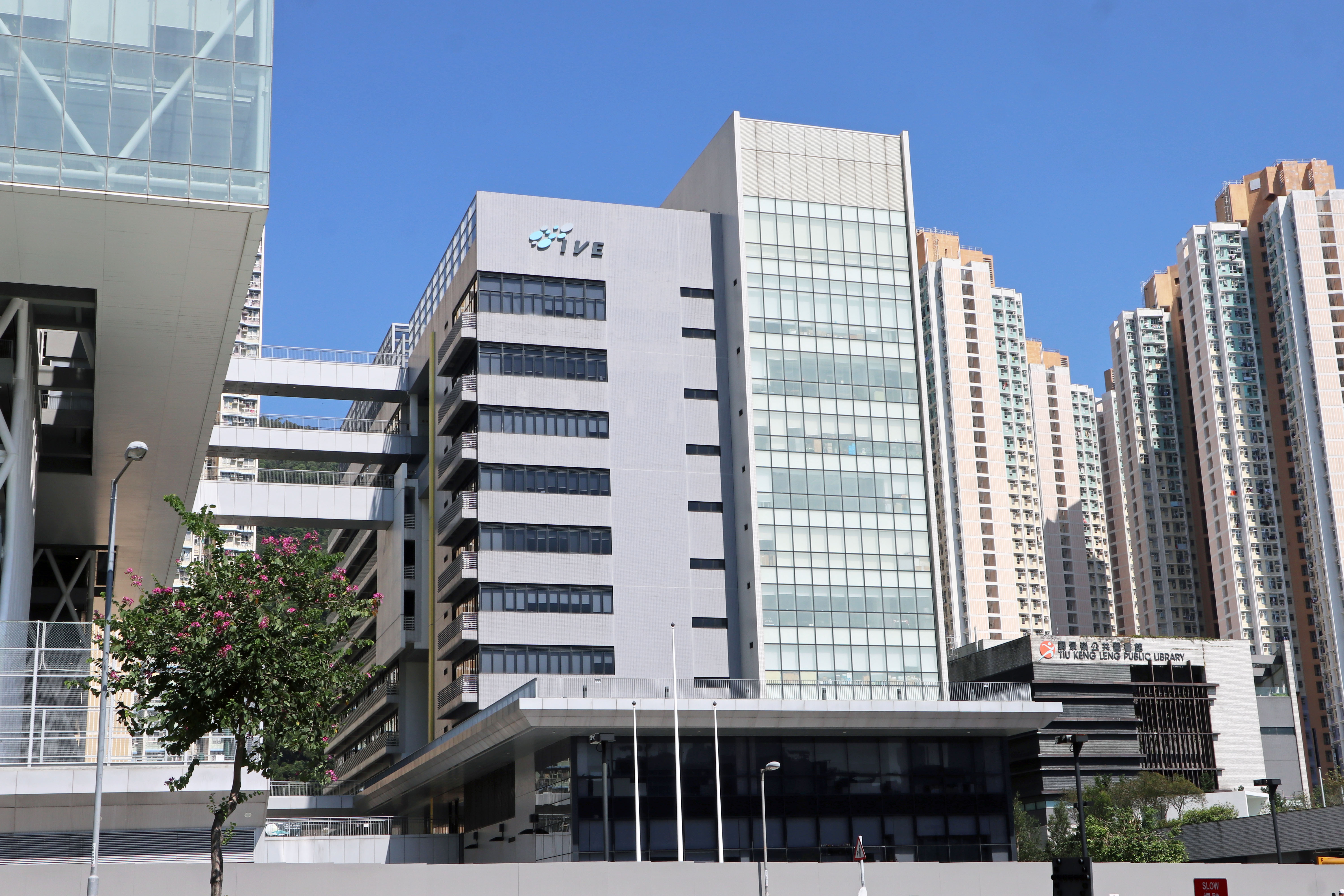
香港專業教育學院（李惠利）

中學

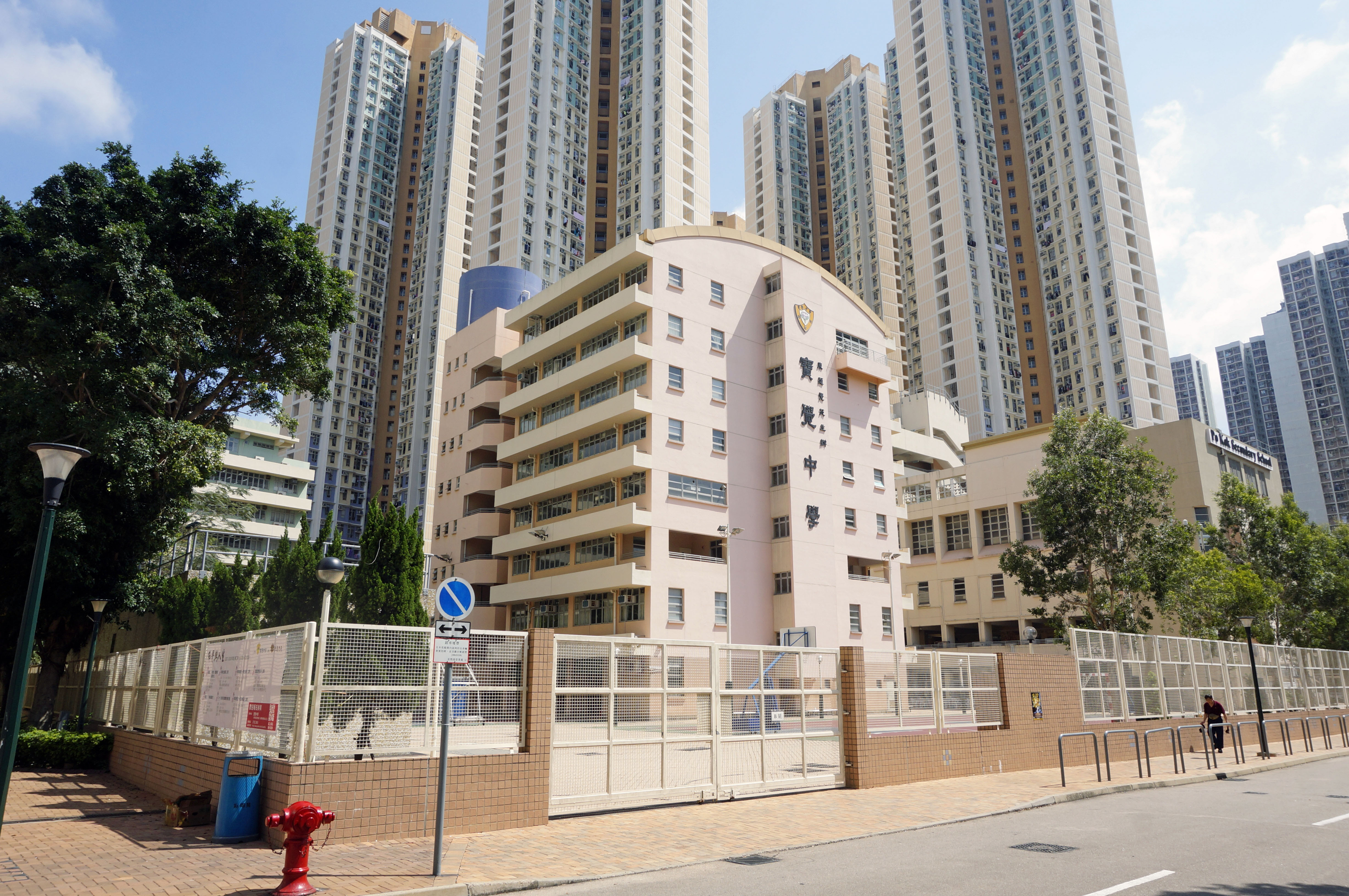
寶覺中學
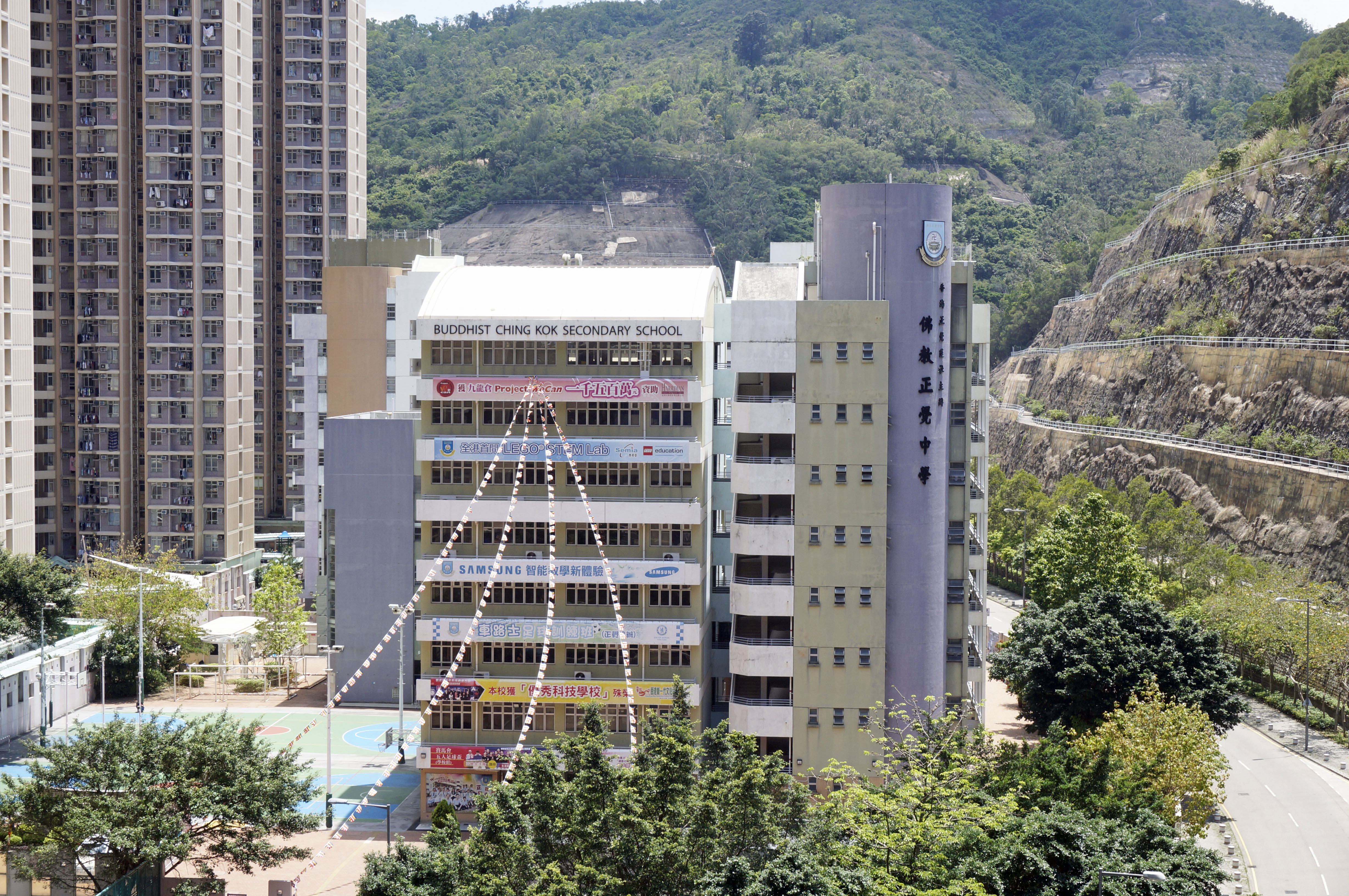
香海正覺蓮社佛教正覺中學
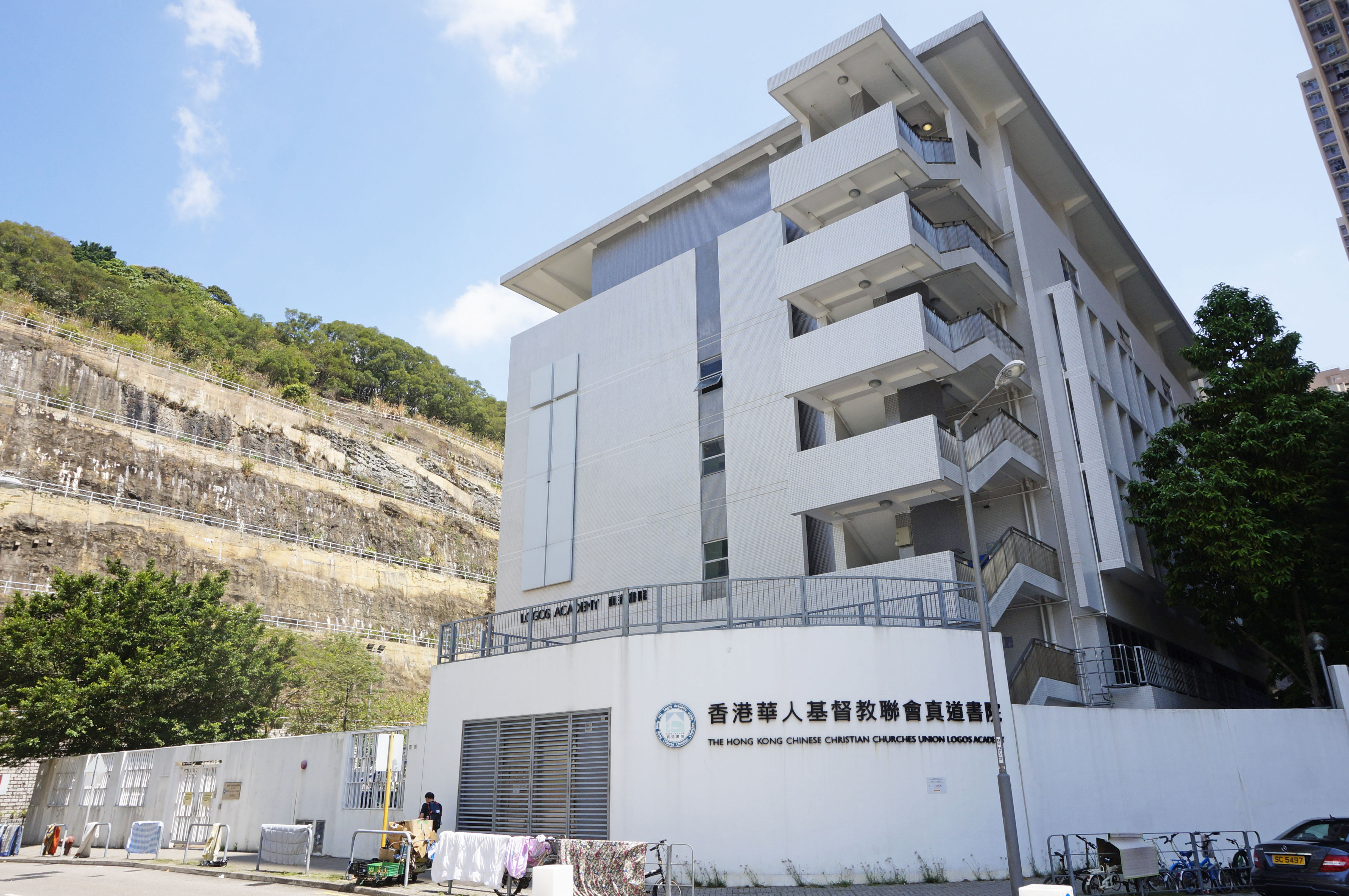
香港華人基督教聯會真道書院中學部
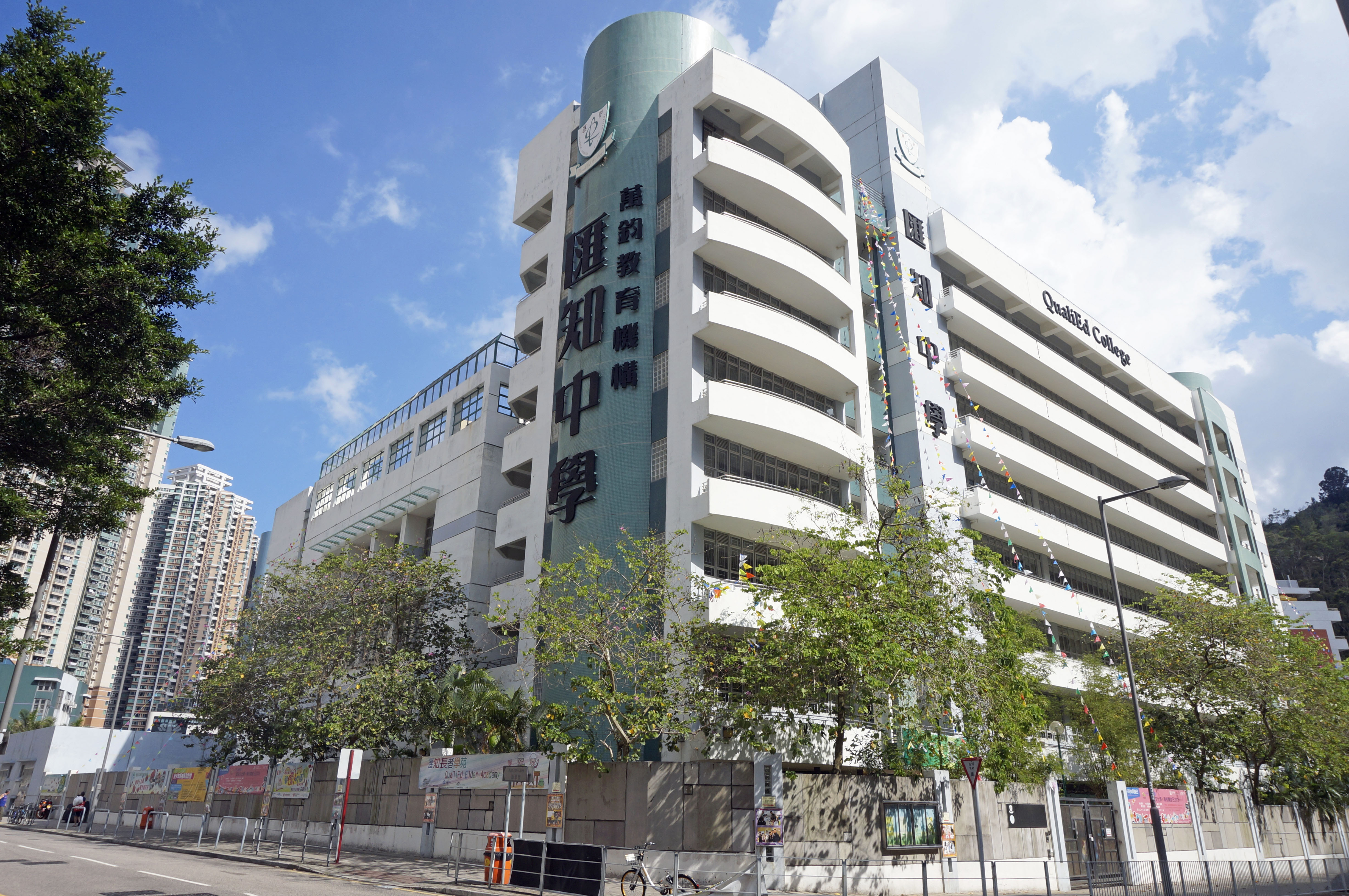
萬鈞匯知中學
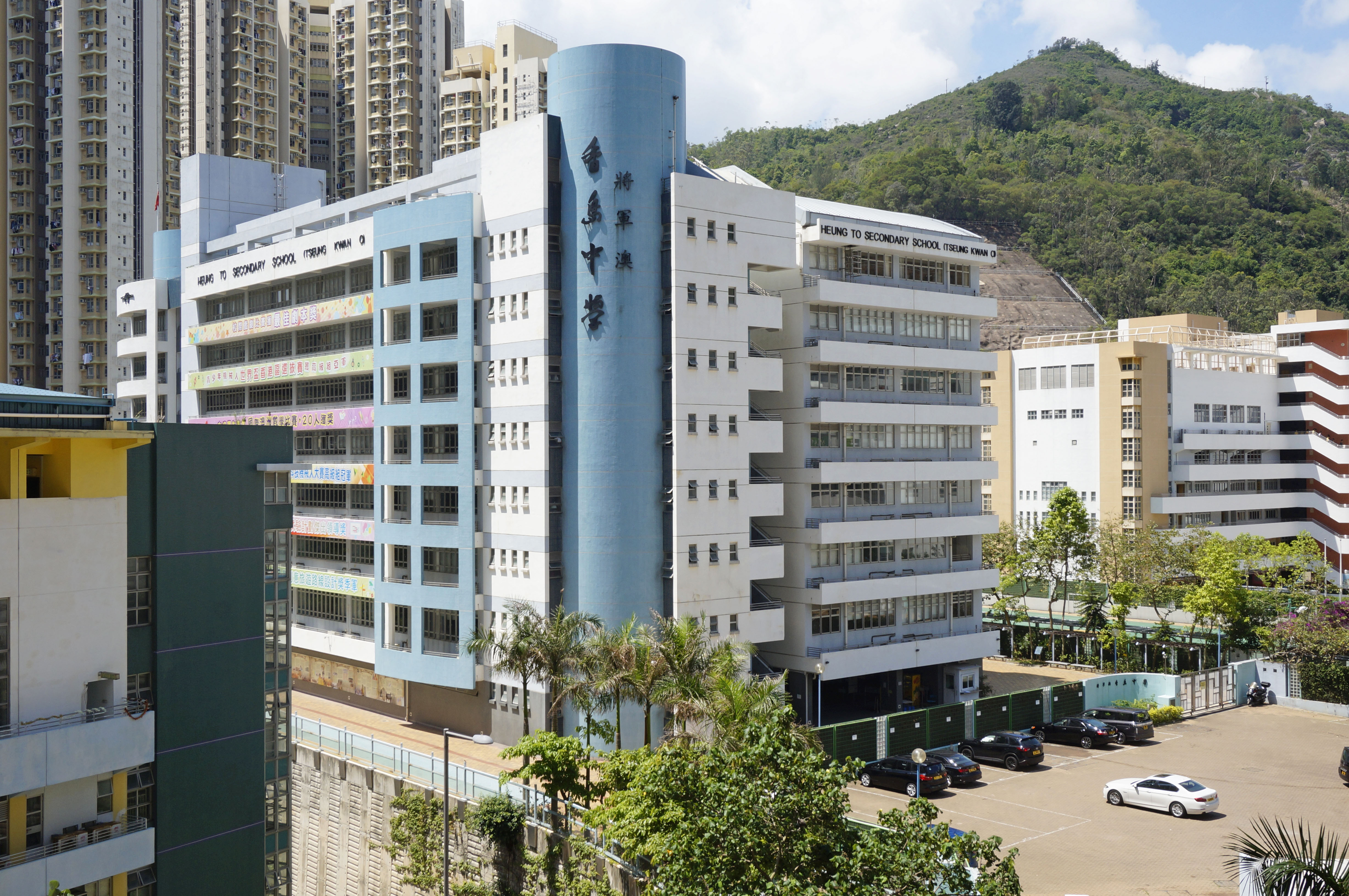
將軍澳香島中學
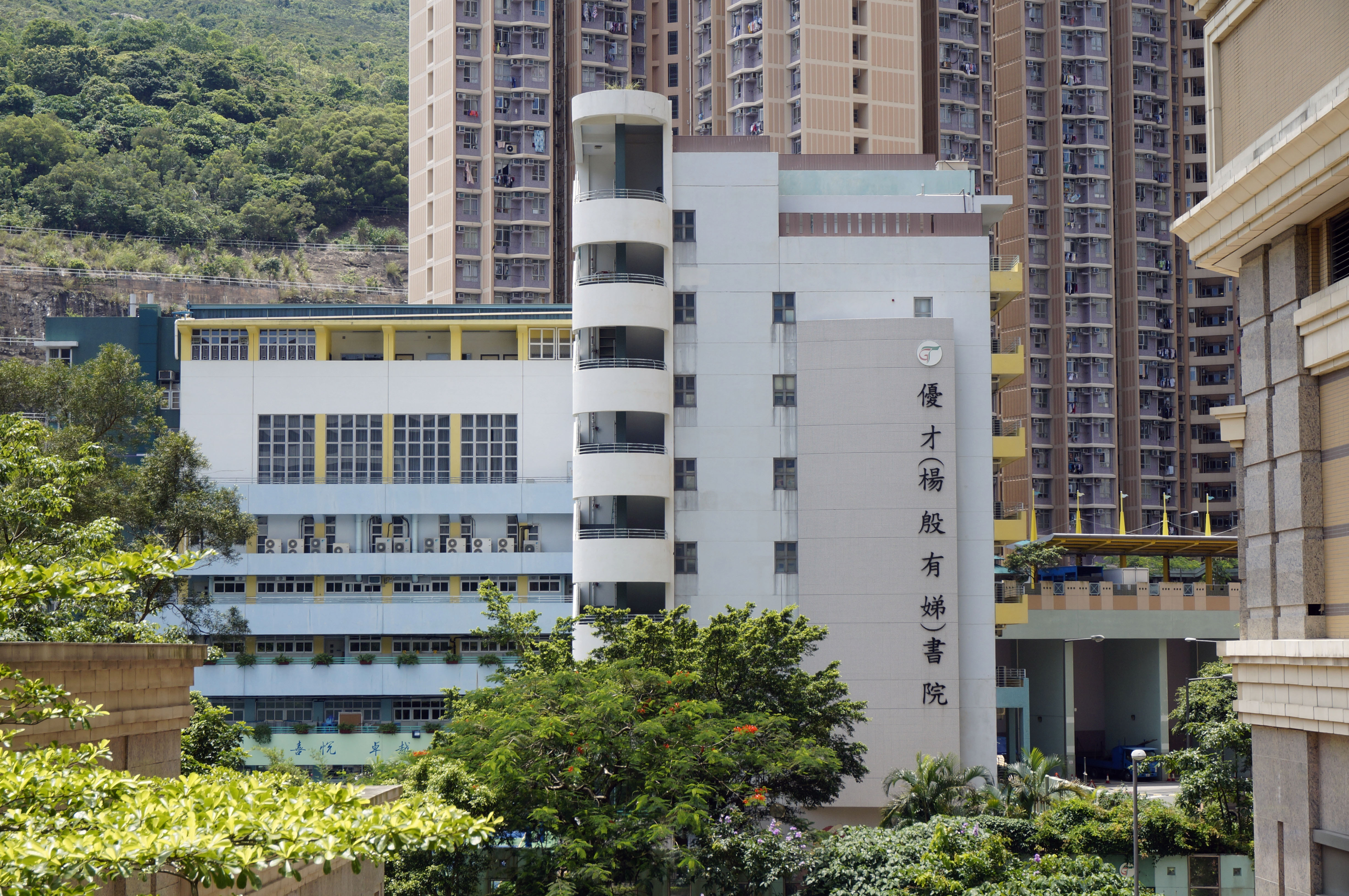
優才（楊殷有娣）書院

- 寶覺中學
- 香海正覺蓮社佛教正覺中學
- 香港華人基督教聯會真道書院中學部
- 萬鈞匯知中學
- 將軍澳香島中學
- 優才（楊殷有娣）書院

小學

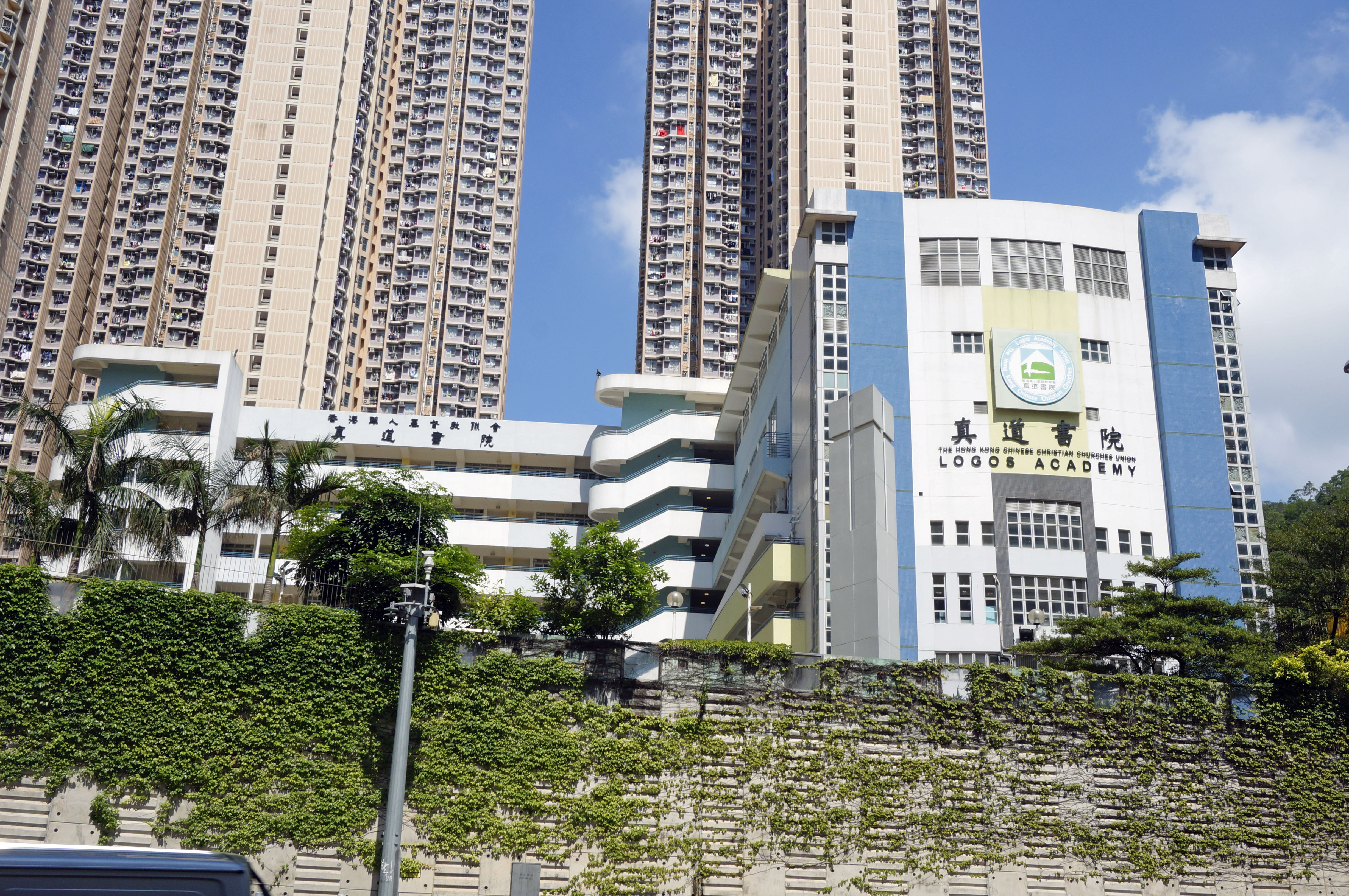
香港華人基督教聯會真道書院小學部
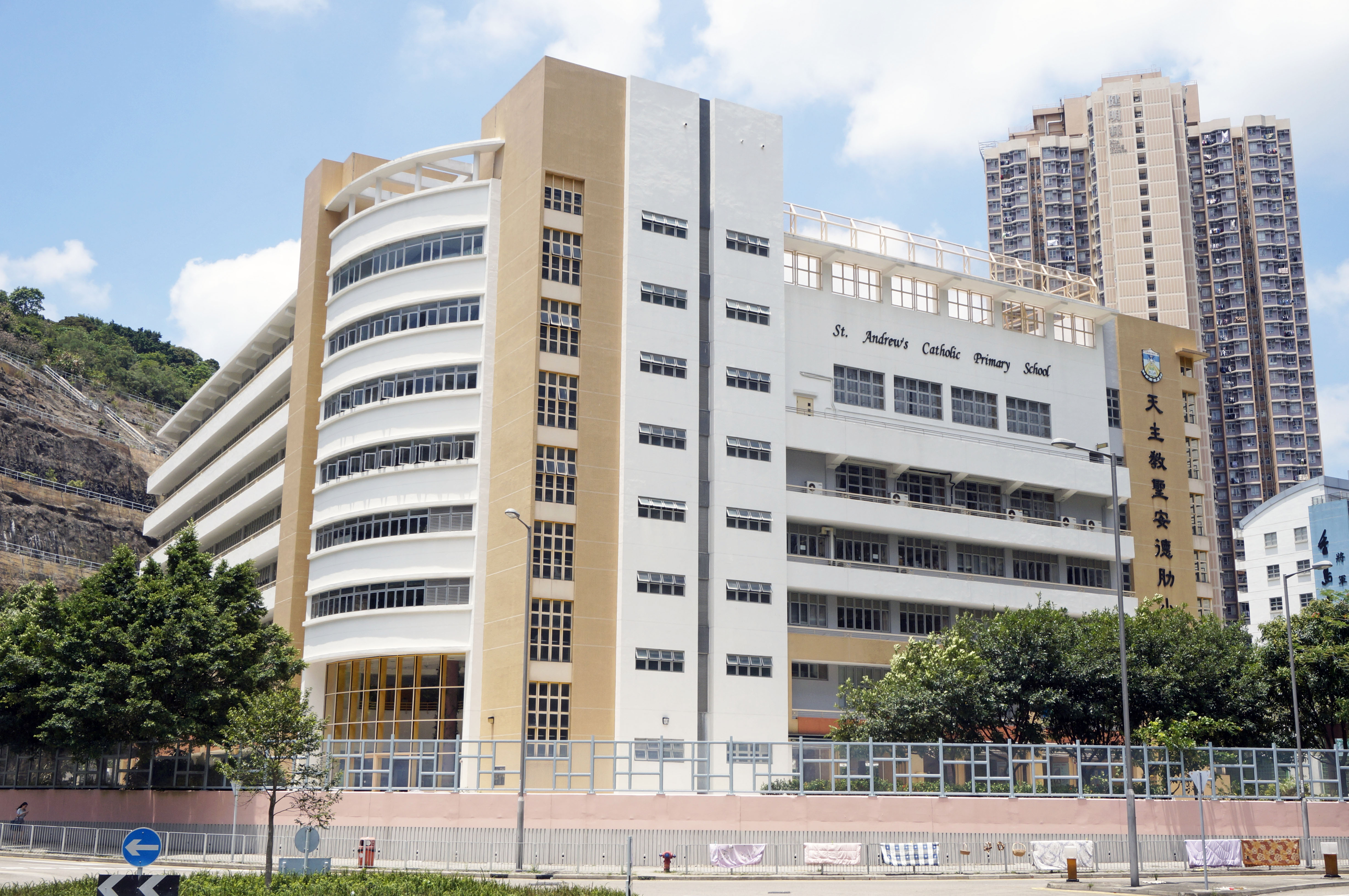
天主教聖安德肋小學
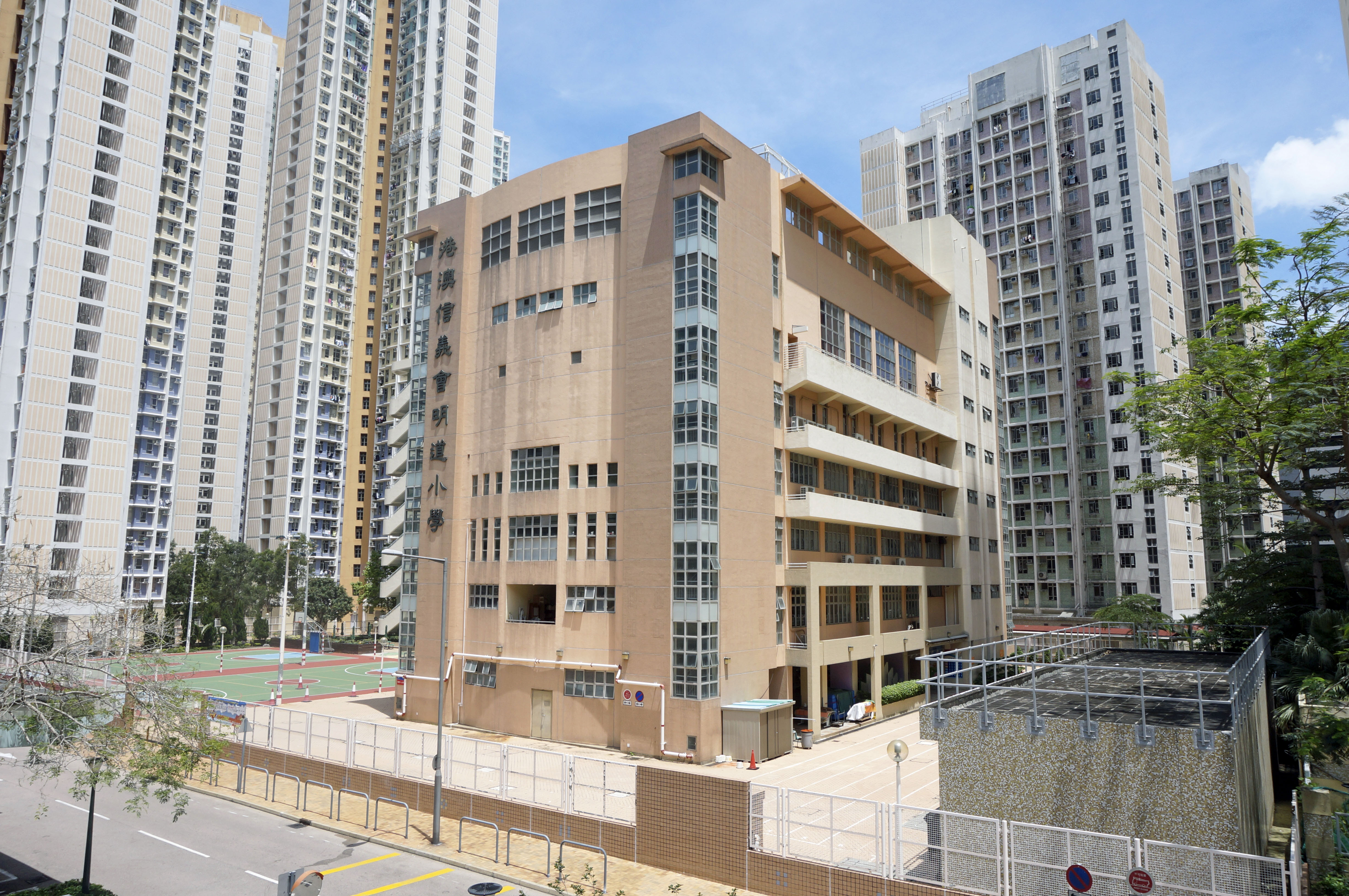
港澳信義會明道小學

- 香港華人基督教聯會真道書院小學部
- 天主教聖安德肋小學
- 港澳信義會明道小學

### 已關閉學校
當時附設小學的中學共四所，小學七所，幼稚園三所。學校排序乃按立校先後。
中學
1. 信義中學／慕德中學（基督教背景、挪威信義會；今港澳信義會慕德中學，1993年遷往將軍澳厚德邨）[25]
2. 鳴遠中學（天主教背景；今天主教鳴遠中學，1993年遷往將軍澳厚德邨）
3. 香港調景嶺中學（救總；今景嶺書院）
4. 逸仙中學（廣東同鄉會）

小學
- 中學附設之小學部：
  1. 信義小學／慕德小學
  2. 鳴遠小學，後遷往景林邨，易名景林天主教小學，後期分拆出將軍澳天主教小學
  3. 大坪小學
- 獨立小學：
  1. 1951年 啟明瞽目學校[26]
  2. 1955年 德風小學[27]
  3. 1955年 路德會聖約翰小學
  4. 1956年 宣道會宣道小學[28]
  5. 1958年 調景嶺觀音學校（佛教背景）[29]

  - 中正小學／中正學校
  - 楊提摩太小學

幼稚園
- 中學附設之幼稚園：鳴遠幼稚園，後遷往景林邨，易名景林天主教幼稚園
- 獨立幼稚園：基督教兒童福利會[30]

## 曾經居住的調景嶺香港著名舊居民
- 盧龍光教授／牧師，香港中文大學崇基學院神學院前院長（於2014年8月1日退休）
- 陳玉蓮，香港藝人（出生、居住及讀書）
- 林百里，台灣商人，廣達集團董事長
- 溫碧霞，香港藝人（出生、居住及讀書）
- 盧治楚，前中國電視公司副總經理
- 馬英九，前中華民國總統
- 曹復永，台灣京劇演員
- 秦祥林，台灣電影演員
- 惠英紅，香港藝人
- 王小鳳，香港藝人
- 蘇萬聰，前香港無綫電視劇集監製、電影導演（出生，曾居住以及讀書）
- 繆騫人，香港息影演員，前蘇屋邨舊居民

## 曾於調景嶺讀書居住的名人
- 陳玉蓮、演員，調景嶺舊居民
- 周潤發、演員，前蘇屋邨居民、南丫島舊居民
- 廖偉雄，演員（網中人電視劇中飾演阿燦）
- 李國祥，歌星
- 伍曼儀，香港電台節目主持人
- 黃國榮，（Sunny Wong） 舞蹈總監
- 黃毓民，社會民主連線創黨主席，人民力量創黨主席，現政治聯繫為普羅政治學院，前香港民主派及本土派立法會議員
- 張震遠，前行政會議成員、市區重建局前主席、友邦保險前獨立非執行董事、俄鋁前獨立非執行董事
- 邵宗海，中國文化大學中山及大陸研究所所長，國立政治大學、國立臺北大學等校兼任教授
- 蔡友文，第十三屆世界傑出華人獎得主[31]
- 劉民和，財團法人基督教晨曦會（台灣晨曦會）牧師，從事福音戒毒工作[32]
- 李述湯，材料化學和物理專家，中國科學院院士，發展中國家科學院院士，蘇州大學教授，曾任香港城市大學材料科學講座教授

## 區議會議席分佈
由於調景嶺和將軍澳市中心是由填海區發展而成，沒有自然界線分隔，為方便比較，以下列表以環保大道(自將軍澳隧道公路)、寶邑路以南及寶琳南路沿線直到維景灣畔澳景路閘口為範圍。
| 年度/範圍                                                                                    | 2000-2003      | 2004-2007        | 2008-2011          | 2012-2015          | 2016-2019          | 2020-2023          | 2024-2027    |
| -------------------------------------------------------------------------------------------- | -------------- | ---------------- | ------------------ | ------------------ | ------------------ | ------------------ | ------------ |
| 寶琳南路沿線、靈實醫院                                                                       | 康景選區一部分 | 康景選區一部分   | 康景選區一部分     | 康景選區一部分     | 廣明選區           | 廣明選區           | 將軍澳南選區 |
| 廣明苑、寶明苑                                                                               | 廣明選區       | 廣明選區         | 廣明選區           | 廣明選區           | 廣明選區           | 廣明選區           | 將軍澳南選區 |
| 富康花園                                                                                     | 安康選區       | 寶康選區         | 富君選區           | 富君選區           | 富君選區           | 富君選區           | 將軍澳南選區 |
| 將軍澳廣場                                                                                   | 安康選區       | 寶康選區         | 富君選區           | 寶軍選區           | 軍寶選區           | 軍寶選區           | 將軍澳北選區 |
| 君傲灣                                                                                       | 安康選區       | 寶康選區         | 富君選區           | 富君選區           | 富君選區           | 富君選區           | 將軍澳南選區 |
| 天晉 I                                                                                       | 尚德選區       | 將軍澳市中心選區 | 富君選區           | 富君選區           | 富君選區           | 富君選區           | 將軍澳南選區 |
| 寶盈花園、怡明邨、Savannah                                                                   | 尚德選區       | 寶康選區         | 環保 選區          | 寶軍選區           | 寶怡選區           | 寶怡選區           | 將軍澳南選區 |
| 尚德邨                                                                                       | 尚德選區       | 尚德選區         | 尚德選區           | 尚德選區           | 尚德選區           | 尚德選區           | 將軍澳南選區 |
| 健明邨、彩明苑                                                                               | 尚德選區       | 健彩選區         | 健明選區及彩健選區 | 健善選區及彩健選區 | 健明選區及彩健選區 | 健明選區及彩健選區 | 將軍澳南選區 |
| 善明邨                                                                                       | 尚德選區       | 健彩選區         | 維都選區           | 健善選區           | 都善選區           | 都善選區           | 將軍澳南選區 |
| 都會駅                                                                                       | 尚德選區       | 健彩選區         | 維都選區           | 維都選區           | 都善選區           | 都善選區           | 將軍澳南選區 |
| 唐明苑、將軍澳中心                                                                           | 尚德選區       | 將軍澳市中心選區 | 澳唐選區           | 澳唐選區           | 澳唐選區           | 澳唐選區           | 將軍澳南選區 |
| 天晉 II、 IIIA 、 IIIB及海天晉 、帝景灣、嘉悅、The Parkside、CAPRI、藍塘傲、海翩滙、MONTEREY | 尚德選區       | 將軍澳市中心選區 | 維都選區           | 維都選區           | 寶怡選區           | 海晉選區           | 將軍澳南選區 |
| 維景灣畔                                                                                     | 尚德選區       | 將軍澳市中心選區 | 維都選區           | 維都選區           | 維景選區           | 維景選區           | 將軍澳南選區 |

註：以上主要範圍尚有其他細微調整（包括編號），請參閱有關區議會選舉選區分界地圖及條目。

## 未來發展
將軍澳－藍田隧道將軍澳段將穿越照鏡環山，東端連接將軍澳市中心南P2路和將軍澳跨灣連接路連接日出康城。工程已於2022年12月11日落成通車，調景嶺往東區海底隧道可減至5分鐘。

## 相關影視製作
- 《一九四九之劫後英雄傳》 (1993)

## 有關調景嶺的書籍
- 趙滋蕃. . 香港: 亞洲出版社. 1953.
- 張一帆. . 香港: 亞洲出版社. 1954.
- 胡春惠; 李谷城; 陳慧麗. . 臺灣: 國史館. 1997年12月. （原始内容存档于2021-01-20）.
- 梁家麟. . 香港: 宣道出版社. 2000-12. （原始内容存档于2020-04-05）.
- 劉義章. . 香港: 香港商務印書館. 2005. （原始内容存档于2021-01-）.
- 林蔭. . 香港: 天地圖書. 2007. （原始内容存档于2020-04-05）.
- 董健. . 中國大陸: 陝西人民出版社. 2008.
- 陳啟文. . 中國大陸: 當代中國出版社. 2011年7月. （原始内容存档于2020-04-05）.
- 林芝諺. . 臺灣: 國史館. 2011-08. （原始内容存档于2021-01-19）.
- 計超. . 香港: 印象文字. 2013-05. （原始内容存档于2020-04-05）.
- 劉義章; 計超. . 香港: 三聯書店(香港)有限公司. 2015-09. （原始内容存档于2020-07-15）.
- 羅金義; 雷浩昌. . 香港: 匯智出版. 2015-10. （原始内容存档于2019-12-18）.
- 丁新豹; 汐爾; 劉義章. . 香港: 三聯書店(香港)有限公司. 2019-11. （原始内容存档于2020-04-05）.
- 劉義章; 計超; 汐爾; 徐閏桓. . 香港: 三聯書店(香港)有限公司. 2025-05.

### 內文引用
1. ↑  .   [2007-10-01]. （原始内容存档于2011-10-02）.
2. 1 2  《西貢歷史與風物》， 馬木池、張兆和、黃永豪、廖迪生、劉義章、蔡志祥 著，西頁區議會出版，2003年9月。ISBN 978-988-97421-1-9。
3. ↑  holewisym. . Youtube影片.   [2011-01-07]. （原始内容存档于2020-04-05）.
4. ↑  . 香港電台. 2011-02-04  [2016-04-26]. （原始内容存档于2019-02-12）.
5. ↑  胡春惠. . 國史館. 1997年12月: 294. ISBN 9570207337.
6. ↑  . 《蘋果日報》. 2009-09-20  [2011-01-23]. （原始内容存档于2010-01-12）.
7. ↑  . studentreporter.mingpao.com.   [2010-03-22]. （原始内容存档于2016-03-04）.
8. ↑  《大江大海一九四九》，龍應台著，2009年，天下雜誌出版
9. ↑  香港電台電視部. . 1993-02-27.[永久]
10. ↑  林芝諺. . 台北市: 國史館. 2011年8月: 43. ISBN 978-986-02-8811-7 （中文（繁體））.
11. ↑  九十年代中期，等待清拆的調景領中學校舍 （页面存档备份，存于），青天白日滿地紅旗、與巨型「莊敬自強」的標語，感覺很正氣。 「舊時香港」facebook專頁
12. ↑  林穎嵐. .   [2015-11-08]. （原始内容存档于2016-03-04）.
13. ↑  計超. . 香港: 印象文字. 2013年5月: 99–100. ISBN 978-962-457-461-6 （中文（繁體））.
14. ↑  劉義章. .   [2011-01-11]. （原始内容存档于2009-06-09）.
15. ↑   (PDF). 香港房屋委員會. 2000-10-04  [2025-02-25].
16. 1 2  Eddie. . 四面楚歌. 2014-07-11  [2019-10-10]. （原始内容存档于2020-04-05）.
17. ↑  . 祥記馮祥.   [2021-05-13]. （原始内容存档于2021-05-13）.
18. ↑  《荒原上》，司務道教士 Annie Skau Berntsen口述，基督教靈實協會出版
19. ↑   (PDF).   [2020-10-10]. （原始内容存档 (PDF)于2019-10-16）.
20. ↑  Team, Discuz! Team and Comsenz UI. . hkitalk.net.   [2020-10-10]. （原始内容存档于2021-09-24）.
21. ↑  . 2011-09-12  [2013-05-06]. （原始内容存档于2011-09-12）.
22. ↑  .   [2020-04-02]. （原始内容存档于2003-01-03）.
23. ↑  劉翠珊、趙永佳、鄭潔晴. . （原始内容存档于2020-04-05）.
24. ↑  楊孟軒.  (PDF). （原始内容存档 (PDF)于2020-09-22）.
25. ↑  . www.qmss.edu.hk.   [2019-10-10]. （原始内容存档于2019-10-05）.
26. ↑   (PDF). 佛教慧因法師紀念中學. （原始内容存档 (PDF)于2020-04-05）.
27. ↑  劉義章. . 三聯書店(香港)有限公司. 2015-09-14  [2019-10-10]. ISBN 9789620438110. （原始内容存档于2020-04-05） （中文）.
28. ↑  . lingyan.cmac.hk.   [2019-10-10]. （原始内容存档于2020-04-05）.
29. ↑  . www.bauswj.org.   [2019-10-10]. （原始内容存档于2020-04-05）.
30. ↑  . rthk9.rthk.hk.   [2019-10-10]. （原始内容存档于2020-04-05）.
31. ↑  . paper.wenweipo.com.   [2013-05-06]. （原始内容存档于2020-04-05）.
32. ↑  . www.rainbowpaullai.com.   [2013-05-24]. （原始内容存档于2020-04-05）.
33. ↑  .   [2016-09-17]. （原始内容存档于2016-09-18）.

## 外部連結
- 立法會財務委員會討論調景嶺安置 （页面存档备份，存于） 立法會財務委員會討論文件 1998年4月3日
- 香港・調景嶺 （页面存档备份，存于）（日語）
- 調景嶺圖片集的Facebook專頁
- 西貢億元項目逼遷60年佛院建資料館　擬收集舊調景嶺人歷史｜香港01｜社區專題 （页面存档备份，存于）